# 阅兵

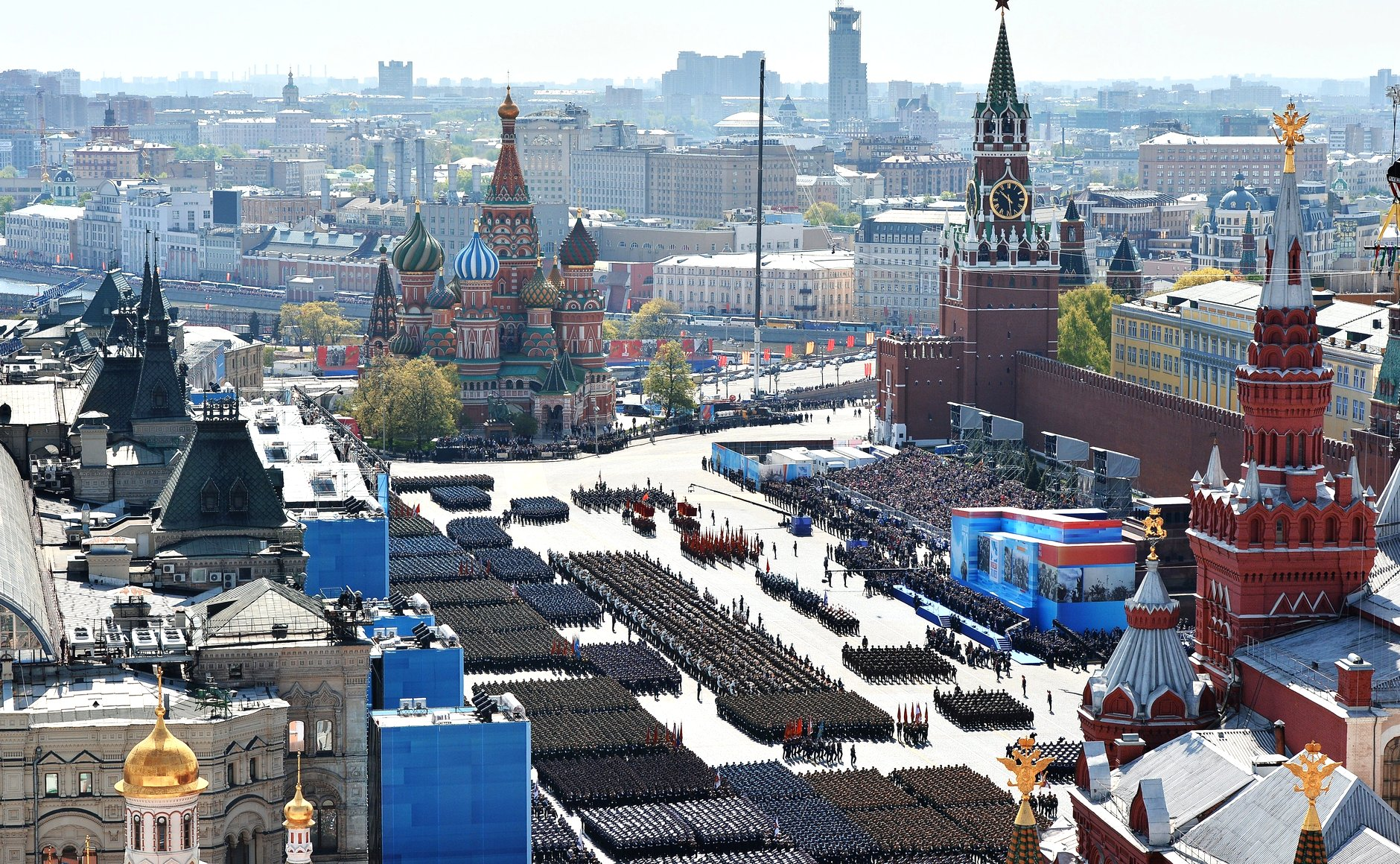
俄羅斯每年會在蘇聯衛國戰爭勝利紀念日於紅場舉辦盛大閱兵典禮。

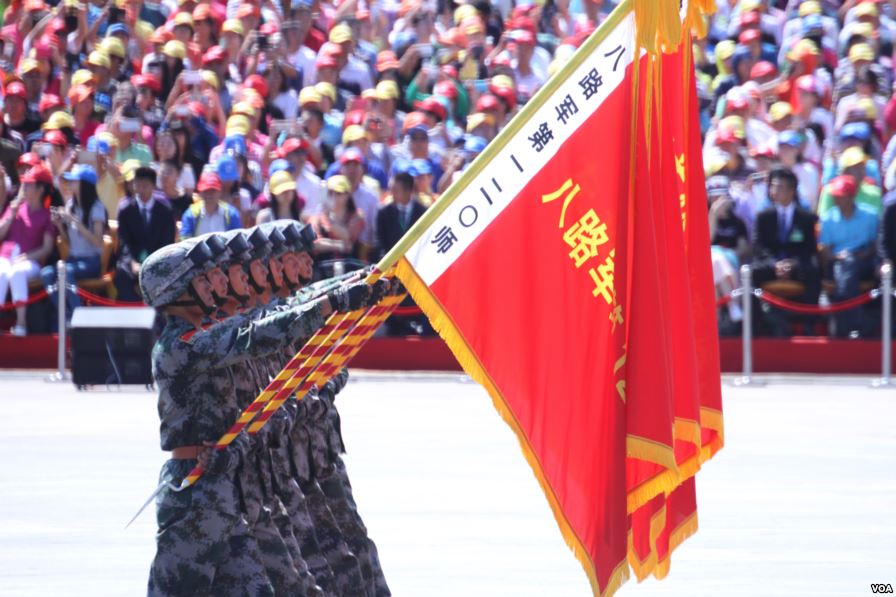
中国人民抗日與世界抗法西斯战争胜利70周年阅兵

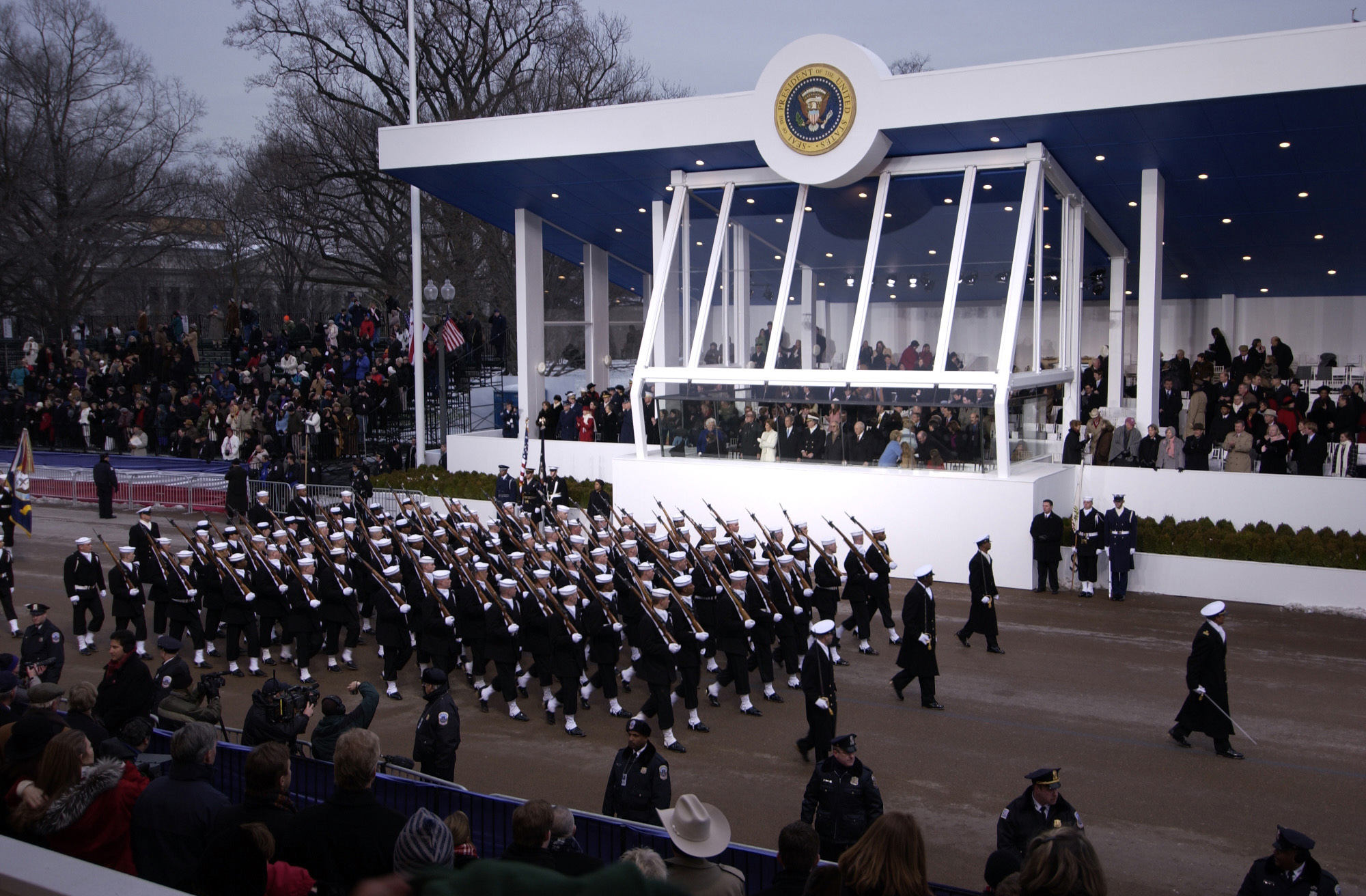
美國總統小布希就職典禮（2005年1月20日）當天舉行之閱兵式，攝於華盛頓特區賓夕法尼亞大道

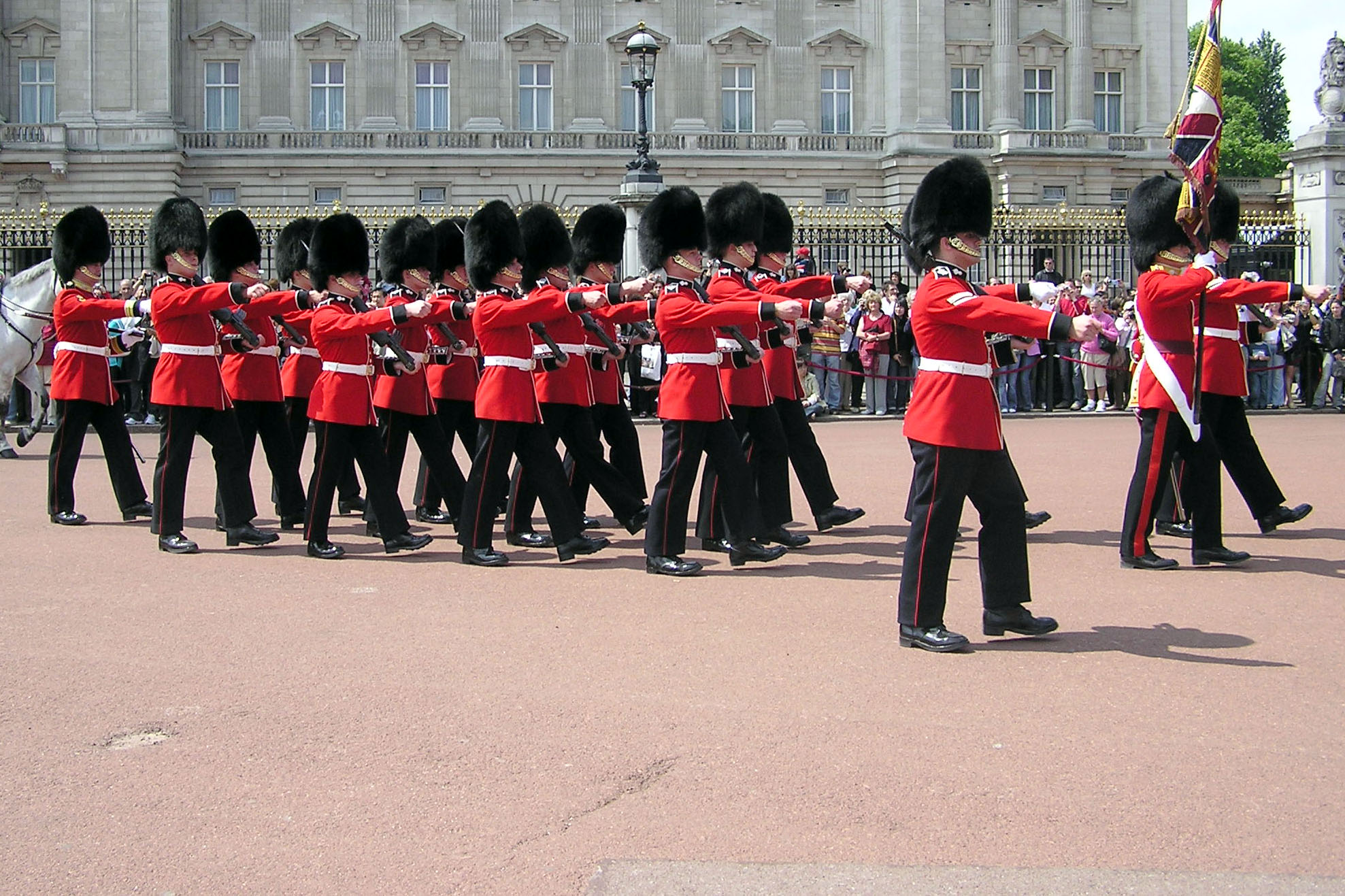
英國閱兵相對以歷史傳承為主軸，圖為皇家衛隊通過白金漢宮

閱兵，或稱為軍事遊行，是指對武裝部隊進行檢閱的儀式。通常在國家重大節日、迎送國賓和軍隊出征、凱旋、校閱、授旗、授獎、大型軍事演習時舉行。用以慶祝、致敬，同時展現本國的軍事建設成就，並可壯觀瞻，提振軍威，鼓舞士氣。
通常，參加閱兵的部隊在一個較大的廣場上列隊，接受長官的檢閱。隨後會進行分列式，亦即參與的各級單位分別排列行進隊形，然後在軍樂隊的伴奏下，逐一從長官面前橫向行進通過，行進的方式則因國別與性別而異。

## 歷史
早在公元前，中国周朝和古埃及、波斯、罗马等国已有阅兵活动。相传四千多年前，中国北方的华夏部落首领夏禹，曾在现今河南嵩县境内的涂山，与南方各部落首领会盟。会上，众多士兵手持各种用羽毛装饰的兵器，和着乐曲边歌边舞，以示对南方部落首领的隆重欢迎。在中国春秋时期，也有“观兵以威诸侯”的记载。
古埃及、波斯和罗马等国也有阅兵的记载。中世紀日耳曼國王把土地分封給他的戰士，征戰時會檢閱貴族派來的士兵。
清朝时，皇帝每三年在南苑举行一次大阅兵礼。清代宫廷画家金昆等人奉命所绘的《八旗阅阵图》里，记载乾隆皇帝南苑大阅兵，八旗将士各着红黄蓝白等本旗阅兵礼服分阵排列，号角高扬，军旗猎猎。
與中國同為東亞文化圈的日本在武士時代武家主導政權的情況下由武家首領舉行過數場軍馬列陣儀式，是為日本軍事閱兵的原始雛型。18世纪的西欧一些国家以及当时的俄罗斯帝国，阅兵式盛行于军队。

## 阅兵流程

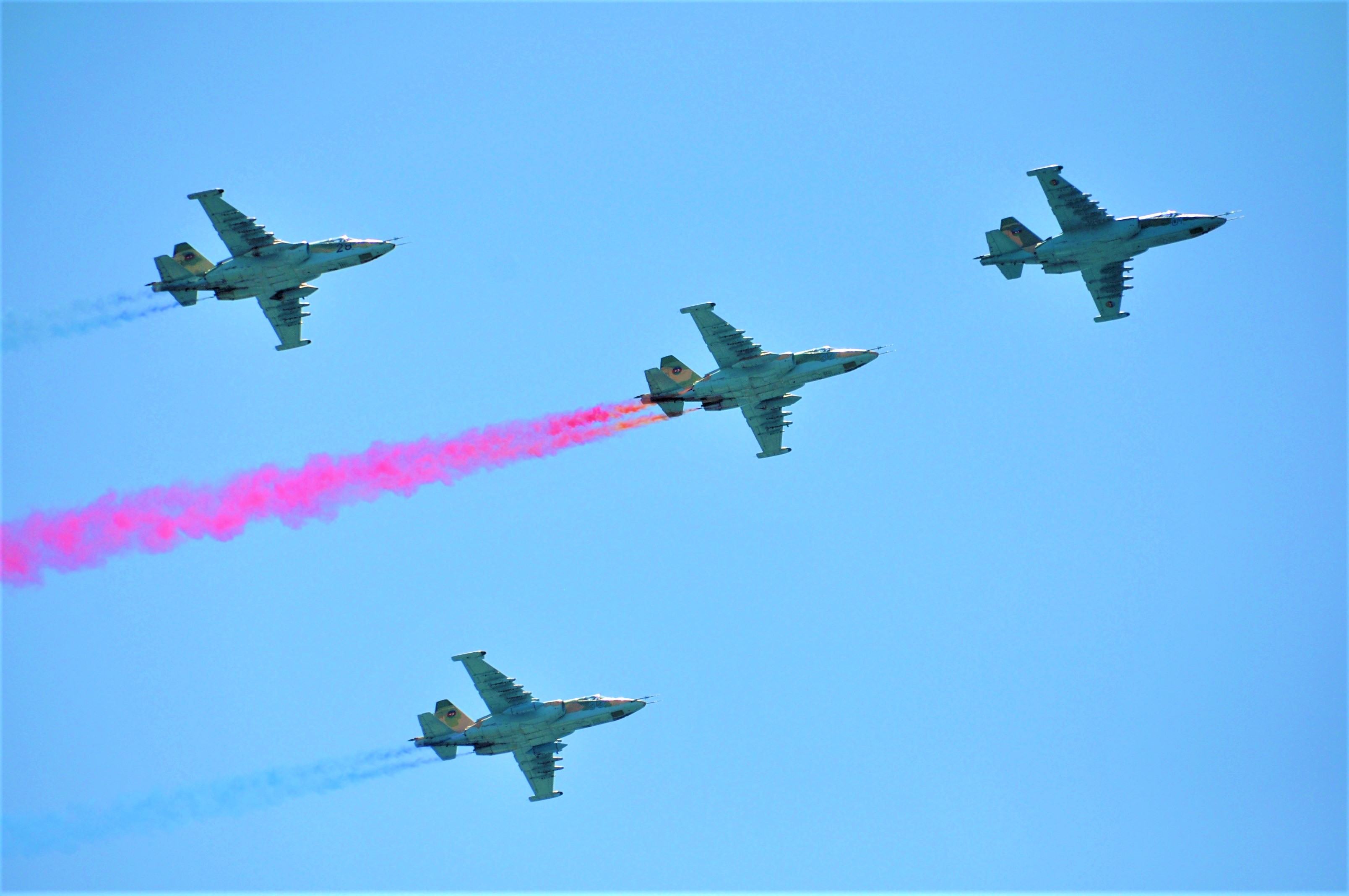
空中分列式

一场完整的阅兵式通常包括以下三项内容（有时只进行阅兵式和分列式）：

### 陆上阅兵
- 迎旗式——由4到8名仪仗兵手持国旗和军旗逆阅兵分列式方向向阅兵大队列正步行进的仪式。目前主要国家的阅兵里仅俄罗斯的阅兵中新增加了这一项目。
- 升旗式——由国旗护卫队队员或其他人员护卫国旗至升旗台举行升旗仪式，有时国旗会伴随其他旗帜被一同升起，目前主要国家里仅中华人民共和国、日本和朝鲜民主主义人民共和国的阅兵仪式中保有这一环节，其他国家的阅兵仪式中一般仅奏国歌。
- 检阅式——阅兵首长在阅兵总指挥陪同下从受阅部队队列前通过，进行检阅的仪式。阅兵首长通常为武装力量最高统帅（国家元首或政府首脑）或者军事机构主要负责人（国防部长或总参谋长），而阅兵总指挥通常为首都所在最高级军区／战区或卫戍区的主要负责人（通常为军区或卫戍区司令）。
阅兵首长检阅部队时通常会向先受阅部队问好，之后受阅部队向阅兵首长问好。
以下为部分国家检阅时阅兵首长与受阅部队之间的应答：
  - 中华人民共和国
    - 1950年至1959年
      - 阅兵首长：“中华人民共和国万岁！”
      - 受阅部队：“万岁！万岁！万岁！”
      - 阅兵首长：“中国共产党万岁！”
      - 受阅部队：“万岁！万岁！万岁！”
      - 阅兵首长：“中国人民解放军万岁！”
      - 受阅部队：“万岁！万岁！万岁！”
      - 阅兵首长：“毛主席万岁！”
      - 受阅部队：“万岁！万岁！万岁！”
      - 阅兵首长：“庆祝中华人民共和国成立ⅩⅩ周年！”
      - 受阅部队：“万岁！万岁！万岁！”

    - 1949年及1984年以后
      - 阅兵首长：“同志们好！”
      - 受阅部队：“首长好！”/“主席好！”（2017年起中央軍委主席擔任閱兵首長時用）
      - 阅兵首长：“同志们辛苦了！”
      - 受阅部队：“为人民服务！”

  - 苏联／俄罗斯联邦
    - 阅兵首长：“同志们好！”
    - 阅兵首长：“红海军同志们好！”（苏联卫国战争胜利日和十月革命节检阅红海军部队时用，俄罗斯现已废除）
    - 阅兵首长：“苏沃洛夫陆军学院和纳西莫夫海军学院学生们好！”（苏联卫国战争胜利日和十月革命节检阅两个军事学院学生部队时用，俄罗斯现已废除）
    - 受阅部队：“国防部长同志您好！”
    - 阅兵首长：“祝你们伟大卫国战争胜利ⅩⅩ周年节日快乐！”（苏联／俄罗斯卫国战争胜利日检阅部队时用）
    - 阅兵首长：“祝你们伟大十月社会主义革命ⅩⅩ周年节日快乐！”（苏联十月革命节检阅部队时用，俄罗斯现已废除）
    - 受阅部队：“万岁！、万岁！、万岁！”
- 分列式——受阅部队列队从检阅台前通过，接受阅兵者检阅的仪式。按通过方式划分可分为：徒步列队、车辆列队或者空中列队。部分国家阅兵时徒步列队使用专门的正步通过检阅台（如苏联／俄罗斯和中国等）。通常受阅次序为：徒步方阵——车辆方阵——空中列队。有时阅兵只有徒步方阵的检阅而没有车辆或空中列队的检阅。空中列队通常在地面方阵之后或同时通过检阅台。
通常分列式总是放在阅兵式之后进行。有时阅兵活动只进行分列式，多见于小规模阅兵活动。

### 海上阅兵
- 海上检阅式——所有舰艇列队，阅兵首长乘检阅舰从受阅舰队前阅过，而受阅舰艇不动。
- 海上分列式——阅兵首长所乘检阅舰不动，受阅舰艇成单纵队或双纵队从检阅舰前面通过。

### 二者差异
1. 阅兵场地不同。陆上阅兵是在陆地，海上阅兵是在海上。这个最大区别衍生出许多不同，如观礼台、观众、活动范围等。
2. 受阅装备不同。陆上阅兵只能以水兵方队和海军航空兵的形式展示海军建设的某些方面，海上阅兵则可以出动水上、水下、空中等所有海军武器装备。
3. 阅兵式和分列式不同。陆上阅兵，阅兵首长是乘车检阅部队；而海上阅兵，阅兵首长是乘舰检阅部队。在分列式上，陆上阅兵受阅队伍是以方队的形式迈正步通过检阅台；海上阅兵受阅部队则是以军舰列队形式通过检阅台，并以变换的不同队形向阅兵首长展示海军的风貌。

## 阅兵模式

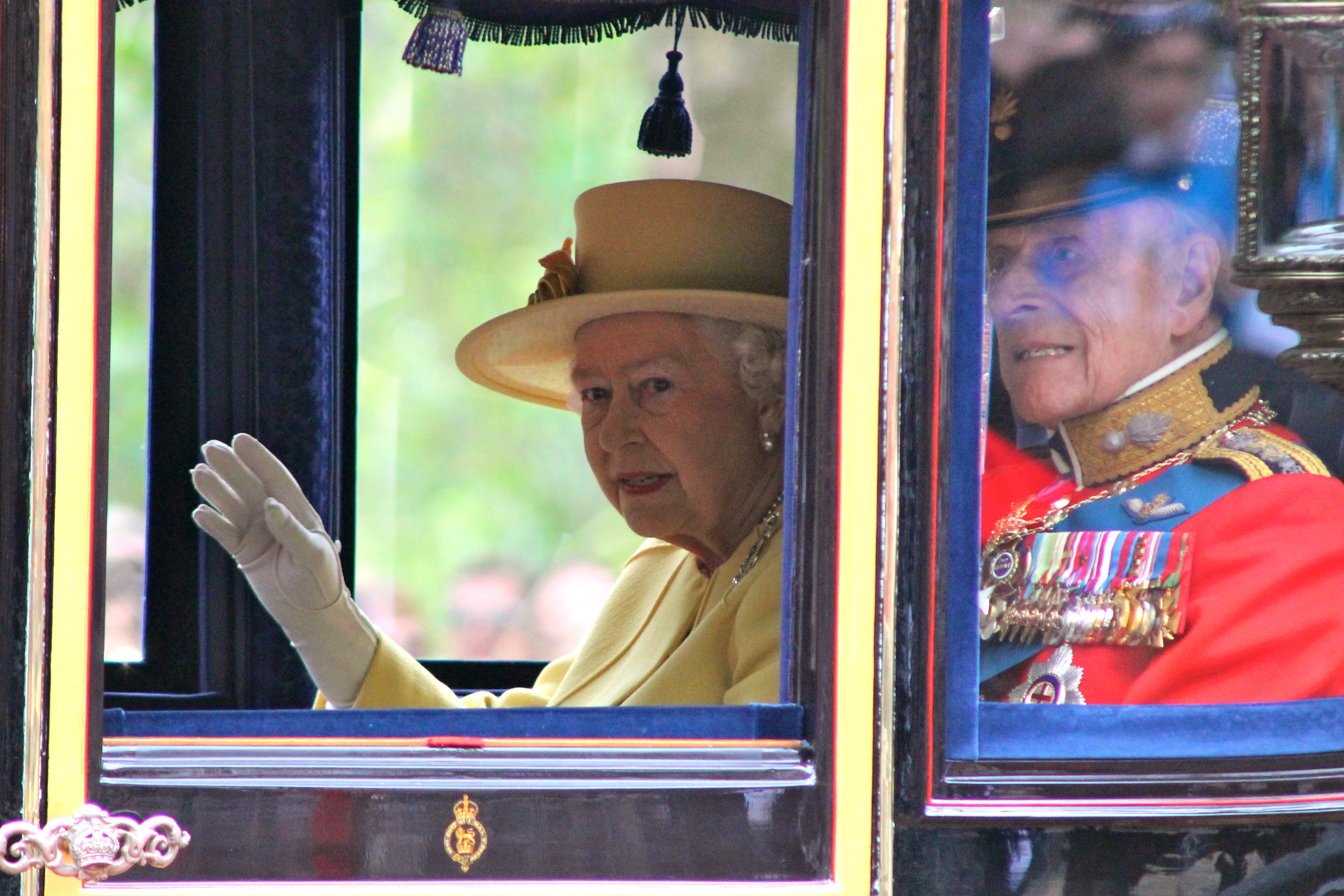
英國元首，女王伊莉莎白二世夫婦出席閱兵式

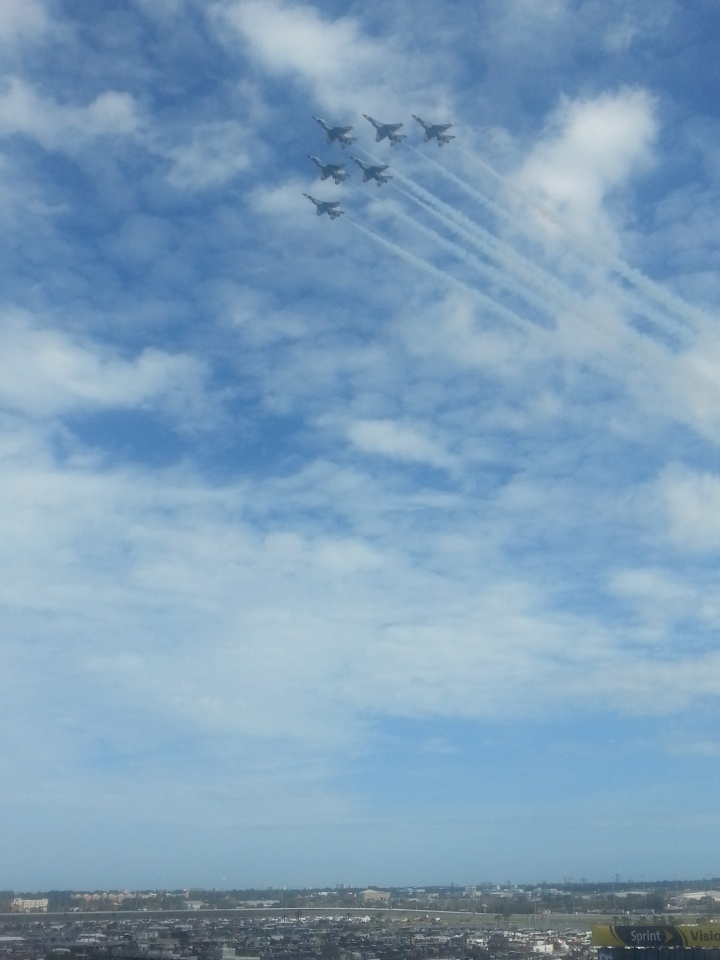
2016年Daytona 500賽車比赛开始前演奏國歌，美国空军派出六架F-16战鹰（雷鸟表演隊）以“三角”队形飞行給觀賽人民檢閱

由于文化差异的影响，不同国家其阅兵形式也有所不同。大体从形式上可分为苏式阅兵、德式閱兵、英式阅兵、法式阅兵和美式阅兵五种，以下为采用不同的阅兵形式的部分国家和地区：
1. 德式阅兵——前德意志國、法西斯義大利、西班牙國等受法西斯主義、納粹主義影響的國家、智利、阿根廷、玻利維亞、土耳其、印尼、大部分非洲國家與拉丁美洲國家、中国国民党一党专政下的中華民國等。最原始的现代閱兵方式，其特点是场面及气势隆重宏大，徒步方阵受阅时采用普鲁士正步（也称“普鲁士鹅步”，为类似于爱尔兰踢踏舞舞步的一种步法）；德式閱兵侵略性強，為了震慑敌对国家或敌对势力，重視閱兵的本来意义，一身戎裝十分強硬，故此亦往往能够吸引国际舆论的关注，不過這樣的閱兵式有極權和軍國主義的成分，二戰之後在西方國家已逐漸減少。
2. 苏式阅兵——俄罗斯联邦、乌克兰、白俄罗斯等前苏联及前华沙条约组织国家，中华人民共和国[來源請求]、朝鲜、古巴[來源請求]等社会主义国家，以及回归中华人民共和国24年后的香港[來源請求]（2021-22年起）、卡扎菲时期的利比亚和萨达姆时期的伊拉克（现时两国已经改用英式阅兵）、伊朗、蒙古等。其中中华人民共和国根据自身特点将苏式阅兵模式进行了部分改动后形成了如今具有中国特色的阅兵模式，并被其两个社会主义邻国——越南和老挝以及缅北地区的前缅甸共产党各辖区所采用。改良自德式閱兵並一直進展到現代，同样是场面及气势隆重宏大，其中中华人民共和国[來源請求]、朝鲜对士兵在阅兵中的步幅大小、踏步时间甚至眼神的要求被外界认为达到了极端苛刻的程度；蘇系閱兵式中，會加以侧重于展示本国最先进的武器装备武器装备，如前苏联和俄罗斯联邦在每次的胜利日和十月革命节阅兵及中华人民共和国和越南每次逢十大阅兵，会展示大量现代化尖端武器與車隊方陣，實體裝備用於公開宣傳己方國防武裝力量的威懾力。
3. 英式阅兵——英国、馬來西亞、印度、巴基斯坦、孟加拉、新加坡、香港（2021-22年陸續废止）[5]、埃及等英联邦成员国及大部分阿拉伯國家、日本[來源請求]。其特点是受阅部队的方阵及队列行进基本上继承了维多利亚时代的传统，侧重于缅怀本国军队过往的光荣历史（日本[來源請求]除外），徒步方陣受閱時採用齊步，阅兵式上会出现很多早已淘汰的兵种及武器装备，部分方阵官兵会穿着老式军服，甚至不同民族的戎服等，搭配古代的冷兵器受阅，閱兵的形式和節目安排也基本上與傳統留下來的程序沒有太大變化，另外還因地制宜，使得不同英聯邦之間的傳承下來的閱兵活動不盡相同，各具特色。
4. 法式阅兵——法国、西班牙、意大利、瑞典等欧洲大陆国家居多。法國閱兵自2007年始播放歐盟國歌，該國也是歐洲閱兵歷史最豐富的國家，巴士底日閱兵已有上百年傳承，由軍校生開始受閱，其特点是士兵走正步时的步幅比英式阅兵小並會分散，而法國外籍兵團的整體行軍速度較慢，使得他們總是集中在最後檢閱，另外对车辆方阵的编排带有较强的艺术气息，用裝飾体现本国軍容，著重仪式感，同時也會搭配先進武器展示，有意思的是法國認為警力與消防隊也參與閱兵式，整個巴黎裝燈結綵，此外個別城市也會辦理地區閱兵，還有搭配的表演節目、煙火秀與彩帶等。
5. 美式阅兵——美国、韩国、 菲律宾、直接民選後政黨輪替下的中華民國[6]、前南越等美国曾经殖民或者驻军占领的地区。其主要特点是娱乐性、表演性和商业性在几种模式中最强，時程不固定，犹如一场自發參與且精彩热闹的武装大游行或狂欢节，具有更多以及隨興而為的美洲風情；且士兵受阅时只走行军步伐，不走正步[7]。特別是美國，閱兵雖然十分隨便，但擁有世界最強大空中力量的美國人，更注重在運動會低空飛越軍機的轟鳴，例如隱身轟炸機B-2、超長程運輸機C-17、反坦克武裝直升機等最先進武器展現肌肉，空軍機隊甚至成為體育活動的必備節目，每年美國會核准飛越體育館約800次以上，其震撼程度不亞於閱兵。

## 知名阅兵
以下为20世纪以来一部分影响较大的阅兵式及最近各国的阅兵式记录：

### 中华人民共和国

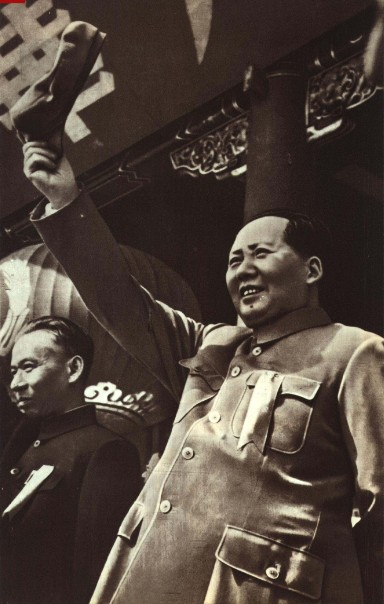
中國共產黨中央委員會主席毛澤東於北京出席首次十一國慶閱兵

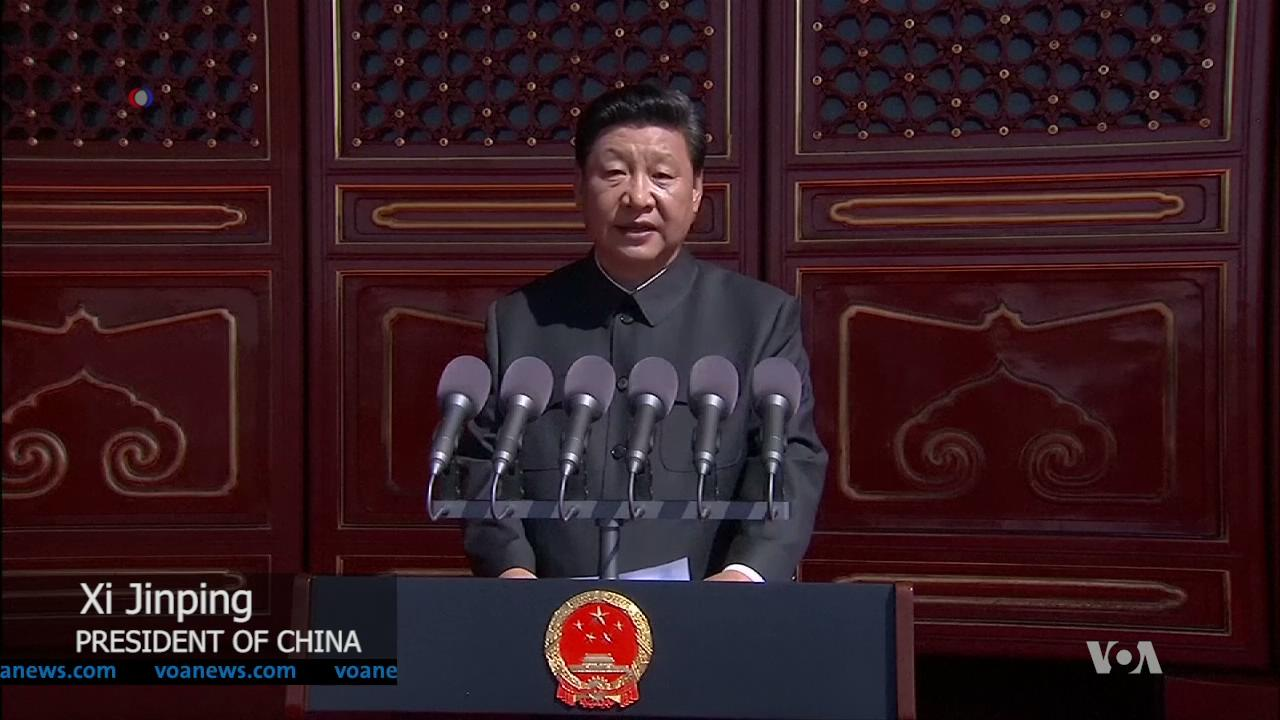
中共中央总书记、国家主席、中央军委主席习近平在2015年9月3日阅兵式上致詞

- 1949年10月1日中华人民共和国开国大典阅兵（北京市，後續国庆阅兵均在此地舉行）
- 1950年10月1日国庆阅兵（受阅人数24,209，迄今为止中华人民共和国受阅人数最多的一次阅兵）
- 1951年10月1日国庆阅兵
- 1952年10月1日国庆阅兵
- 1953年10月1日国庆阅兵
- 1954年10月1日国庆阅兵
- 1955年10月1日国庆阅兵
- 1956年10月1日国庆阅兵
- 1957年8月4日海上阅兵（青岛市胶州湾）
- 1957年10月1日国庆阅兵
- 1958年10月1日国庆阅兵
- 1959年10月1日国庆阅兵
- 1981年9月19日华北大演习阅兵（张家口市）
- 1984年10月1日国庆阅兵
- 1995年10月19日黄海大演习后海上阅兵（青岛市附近黄海海域）
- 1998年7月2日江澤民視察香港閱兵（香港昂船洲海军基地，中华人民共和国首次纪念香港回归阅兵）
- 1999年10月1日中华人民共和国成立50周年阅兵
- 2004年8月1日香港石岗军营阅兵（建國以来首次在建军节进行的公开阅兵）
- 2004年12月20日澳門氹仔軍營閱兵（澳門回歸5周年，首次檢閱駐澳部隊）[8]
- 2007年6月30日胡錦濤視察香港閱兵（香港昂船洲軍營，纪念香港回归10周年）[9]
- 2009年4月23日中國人民解放軍海軍成立60周年海上閱兵（青岛市浮山湾，核潜艇首次受阅）
- 2009年10月1日首都各界庆祝中华人民共和国成立60周年大会閱兵[10]
- 2009年12月20日澳門回歸10周年閱兵（澳門氹仔軍營）[11]
- 2012年6月29日胡錦濤視察香港閱兵（香港石岗军营，纪念香港回归15周年阅兵）[12]
- 2015年9月3日纪念二战胜利70周年阅兵（首次纪念抗日战争胜利纪念日阅兵）[13]
- 2017年6月30日習近平總書記視察香港閱兵（香港石岗军营，纪念香港回归20周年阅兵）
- 2017年7月30日庆祝中国人民解放军建军90周年阅兵（锡林郭勒盟朱日和训练基地）
- 2018年4月12日南海海域海上阅兵（南海某海域）[14]
- 2019年4月23日中国人民解放军海军成立70周年海上阅兵（青岛市浮山湾）
- 2019年10月1日首都各界庆祝中华人民共和国成立70周年大会閱兵
- 2019年12月20日澳門回歸20周年室內閱兵（澳門新口岸軍營）
- 2025年9月3日纪念中国人民抗日战争暨世界反法西斯战争胜利80周年大会

### 中華民國

#### 大陸時期
- 1912年10月10日纪念武昌起义爆发一周年阅兵（北京）
- 1916年10月10日双十节阅兵
- 1918年11月28日纪念第一次世界大战战胜同盟国集团阅兵
- 1921年10月10日中華民國軍政府庆祝辛亥革命十周年阅兵
- 1931年1月1日國民政府元旦阅兵（南京）典礼
- 1933年12月下旬國民政府讨伐福州前阅兵
- 1934年6月16日中央陆军军官学校建校10周年纪念检阅学生军
- 1936年10月10日國民政府双十国庆25周年閱兵（南京）
- 1941年10月10日，汪精衛政權慶祝辛亥革命三十週年閱兵（南京）
- 1942年10月10日國慶閱兵（成都中央軍校）
- 1945年10月10日國慶閱兵（南京）
- 1949年9月14日閱兵（成都中央軍校）
- 1949年12月3日閱兵（成都中央軍校）

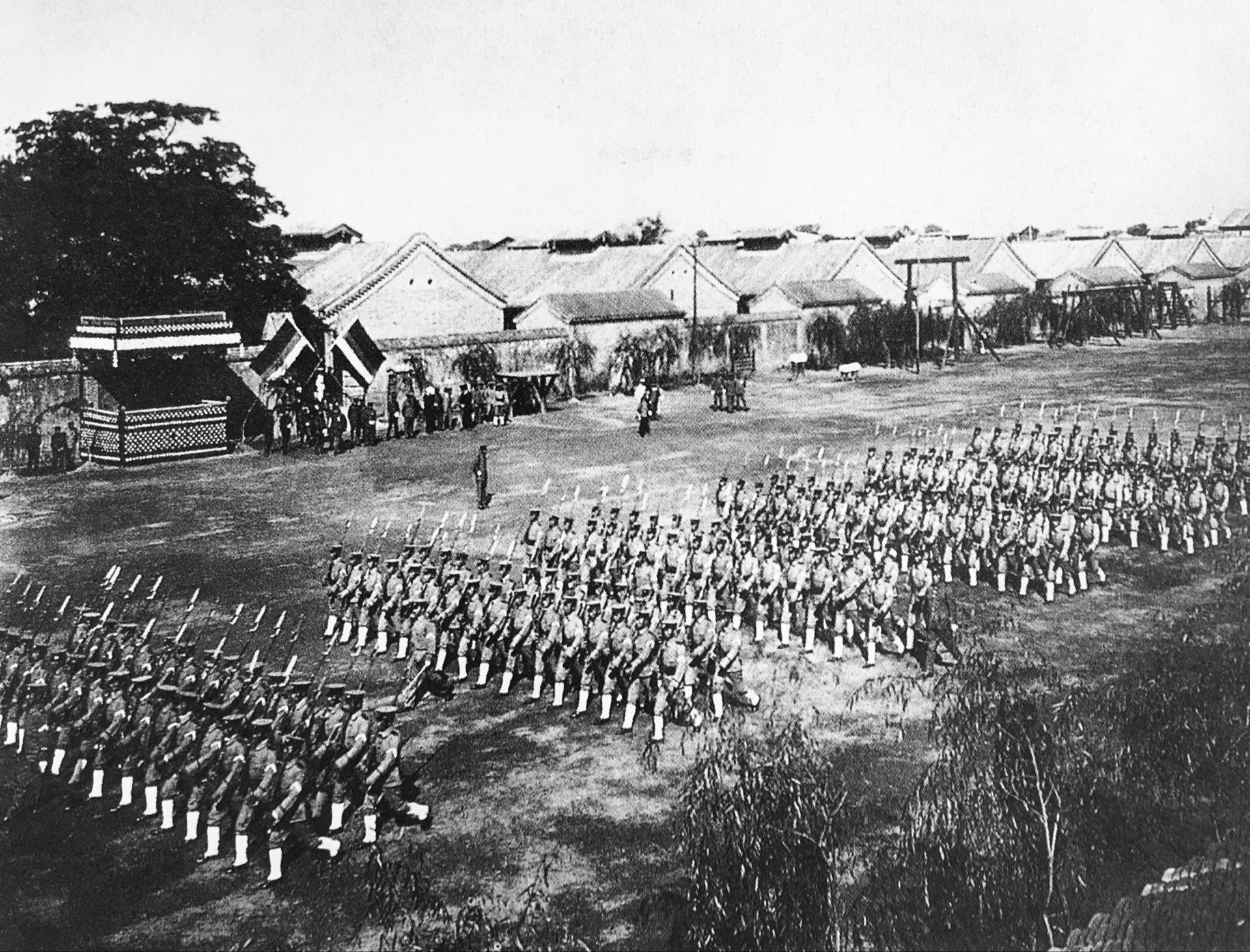
正在訓練中的北洋新軍
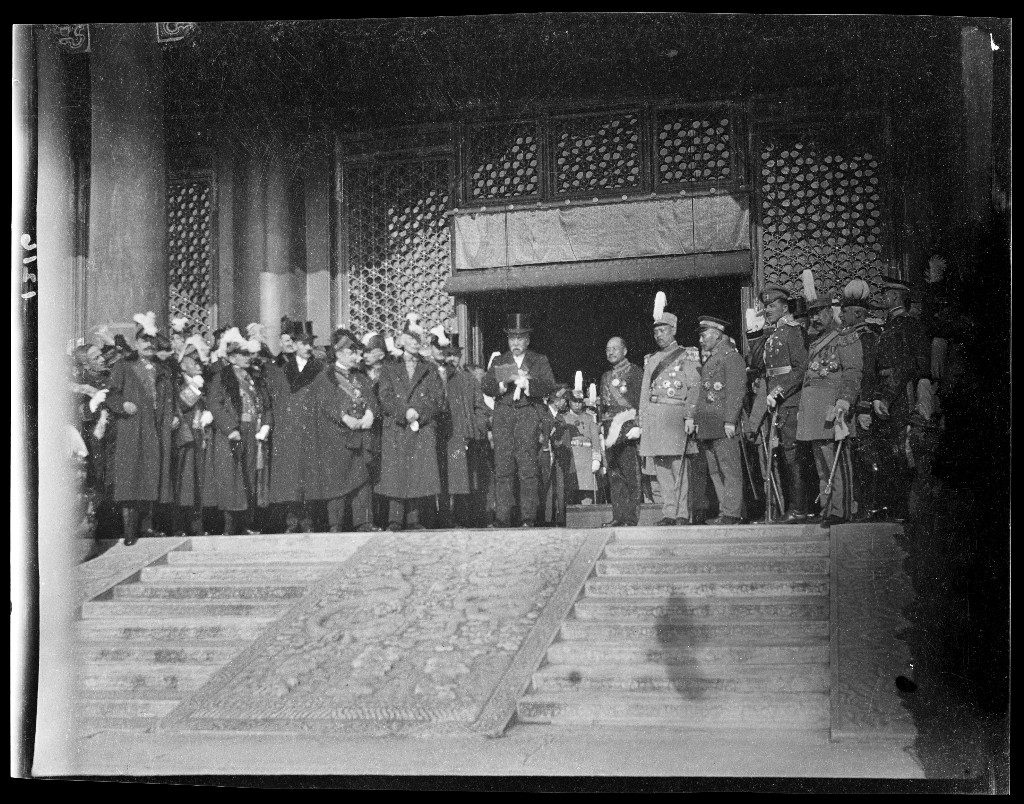
1918年11月28日大總統徐世昌於北京舉辦的一戰勝利閱兵式上致詞
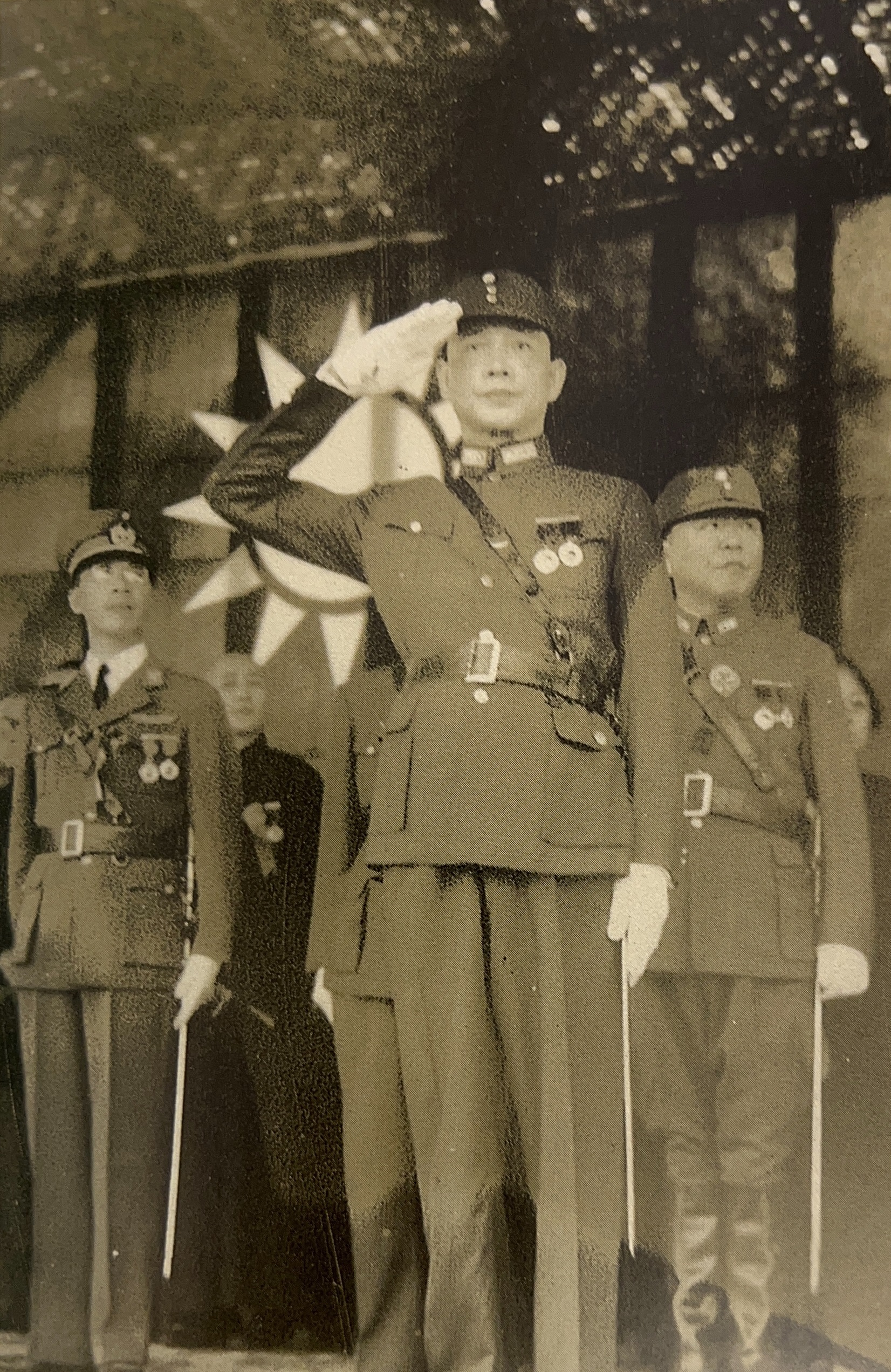
汪兆銘於南京檢閱其政權轄下的「和平建國軍」

#### 臺灣時期

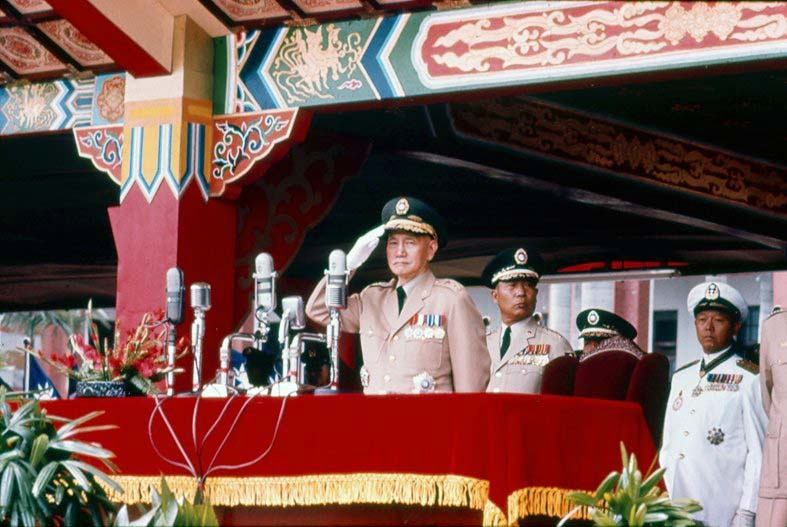
1966年10月10日，擔任大閱官的總統蔣中正於臺北主持雙十國慶閱兵大典

- 1949年中華民國38年國慶閱兵，中華民國國軍首度在臺灣舉行公開閱兵。
- 1951年中華民國40年國慶閱兵
- 1952年中華民國41年國慶閱兵
- 1953年中華民國42年國慶閱兵
- 1954年中華民國43年國慶閱兵
- 1955年中華民國44年國慶閱兵（光華演習）
- 1956年中華民國45年國慶閱兵（光復演習）
- 1957年中華民國46年國慶閱兵（中興演習）
- 1960年中華民國49年國慶閱兵（鼎興演習）
- 1960年中華民國49年三軍聯合演習（襄陽演習）
- 1961年中華民國50年國慶閱兵（復興演習）
- 1963年中華民國52年國慶閱兵（復漢演習）
- 1963年中華民國52年三軍聯合演習（嵩山演習）
- 1964年中華民國53年國慶閱兵（興漢演習）
- 1965年中華民國54年三軍聯合演習（重慶演習）
- 1975年中華民國64年國慶閱兵（大漢演習）
- 1978年中華民國67年國慶閱兵（漢威演習）
- 1981年中華民國70年國慶閱兵（漢武演習）
- 1987年中華民國76年三軍聯合演習（僑泰演習），於新竹湖口基地
- 1988年中華民國77年國慶閱兵（光武演習）
- 1991年中華民國80年國慶閱兵（華統演習），中華民國最後一次在臺灣舉行大規模的閱兵
- 2007年中華民國96年國慶閱兵（同慶演習），國防展演呈現，非傳統式閱兵
- 2011年中華民國100年國慶閱兵，國防展演呈現，非傳統式閱兵，慶祝建國百年
- 2015年漢光31號演習，紀念八年抗戰勝利暨臺灣光復七十週年（於新竹湖口基地），國防戰力展示
- 2016年中華民國105年國慶閱兵（慶祥演習），國防展演呈現，非傳統式閱兵，慶祝建國105週年
- 2021年中華民國110年國慶閱兵，國防展演呈現，非傳統式閱兵，慶祝建國110週年

### 日本

#### 战前
大日本帝国陸軍的閱兵典禮稱為「觀兵式」，通常在天長節祝日和陸軍開始日（每年1月8日開工日）舉行，日本天皇與皇族、元帥、陸軍大臣、參謀總長、教育總監、軍司令官、陸軍大將、特命檢閲使等高階將官和衛戍司令將官會前往代代木練兵場檢閱帝國陸軍，受閱部隊集體向身為大元帥的天皇陛下致意並進行地面分列式。
大日本帝國海軍的閱兵典禮稱為「觀艦式」，相關歷史見日本海上閱兵。

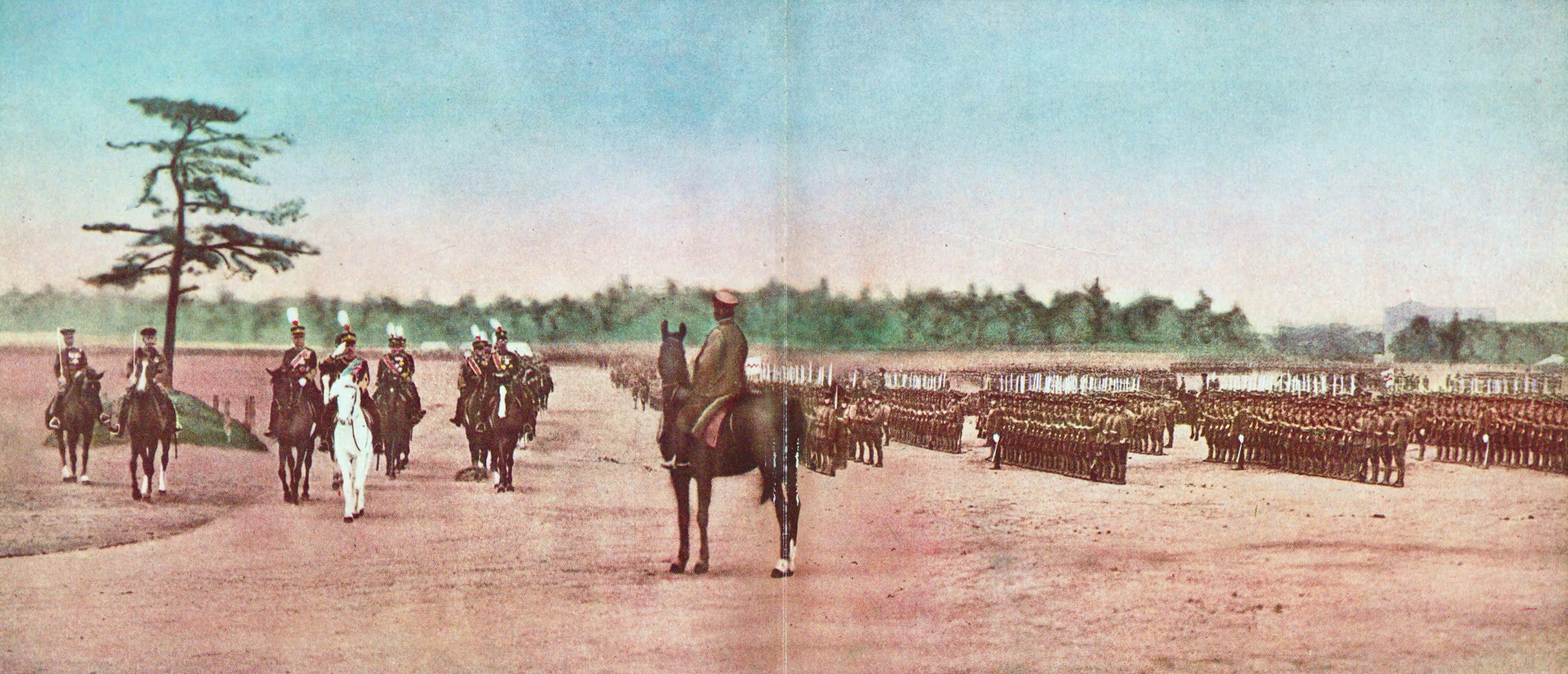
舊日本陸軍觀兵式
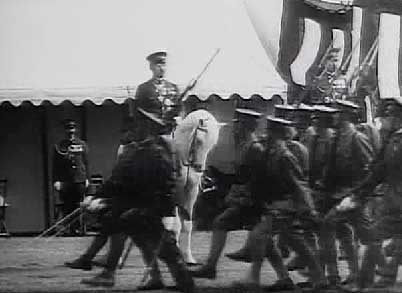
帝國陸軍受閱部隊通過觀禮臺接受裕仁天皇檢閱

#### 自衛隊
由于在二戰之後日本禁止徵召軍隊，因此自衛隊在名義上不是軍事組織，故自卫队所组织的“阅兵仪式”被称作“观阅式”。
现时日本的观阅式主要有以下几种：
- 中央观阅式（日语：中央観閲式）：由陆上自卫队组织，每三年于自卫队纪念日在埼玉县朝霞训练场举行。由时任内阁总理大臣以“自卫队最高指挥官”的名义进行检阅。
- 自卫队观舰式
- 航空观阅式
- 海上保安厅观阅式

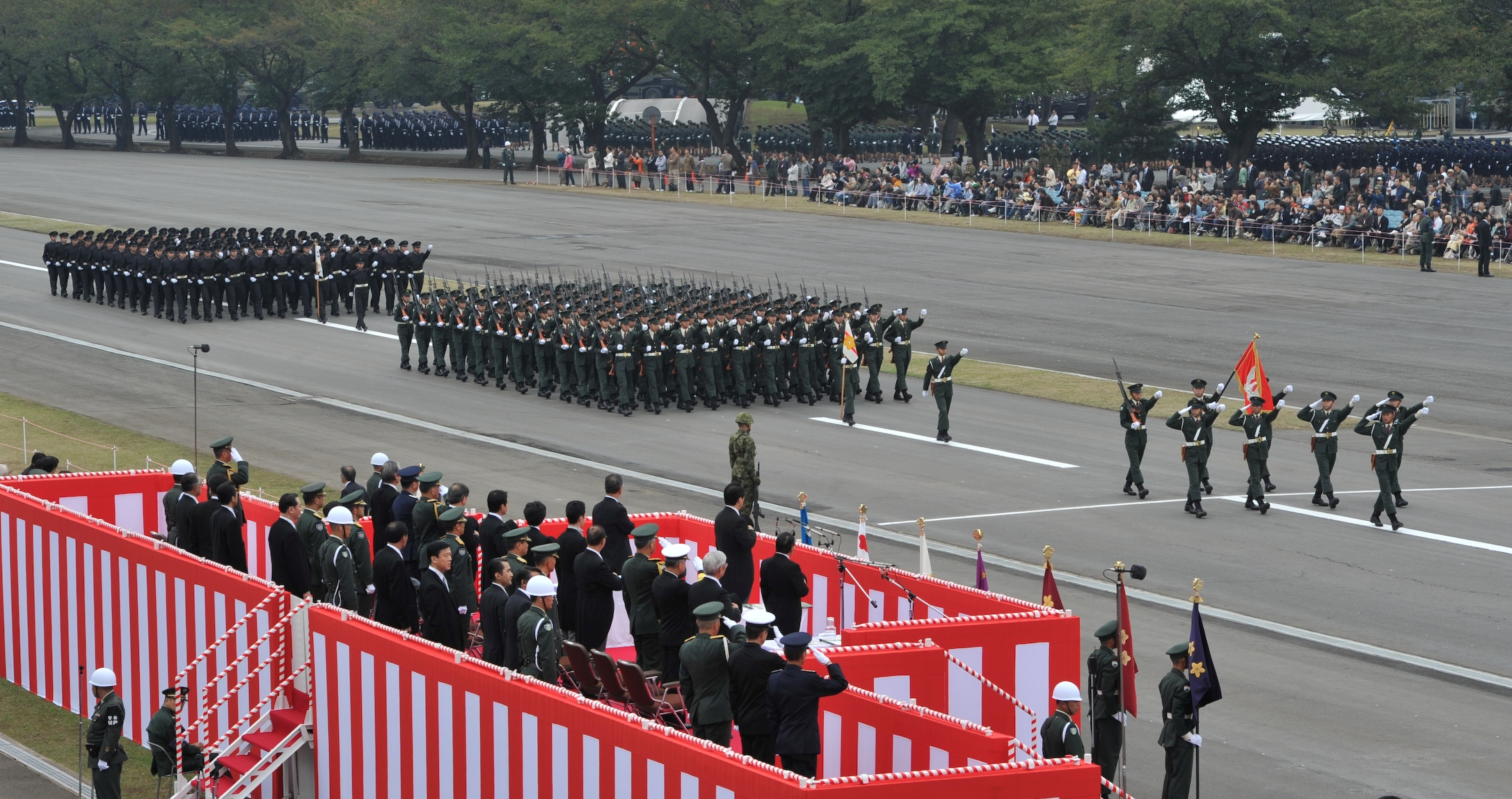
2010年的朝霞駐屯地中央觀閱式
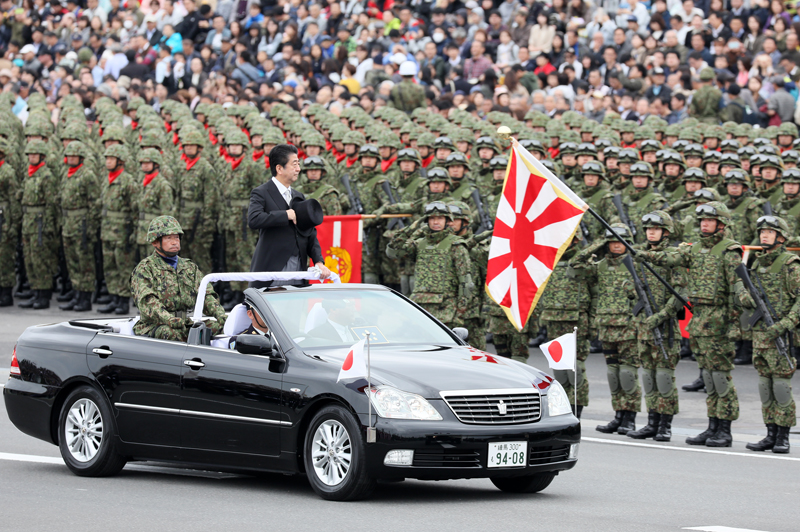
2018年安倍晉三以自卫队最高指挥官身份乘坐檢閱車檢閱受閱部隊

### 苏联

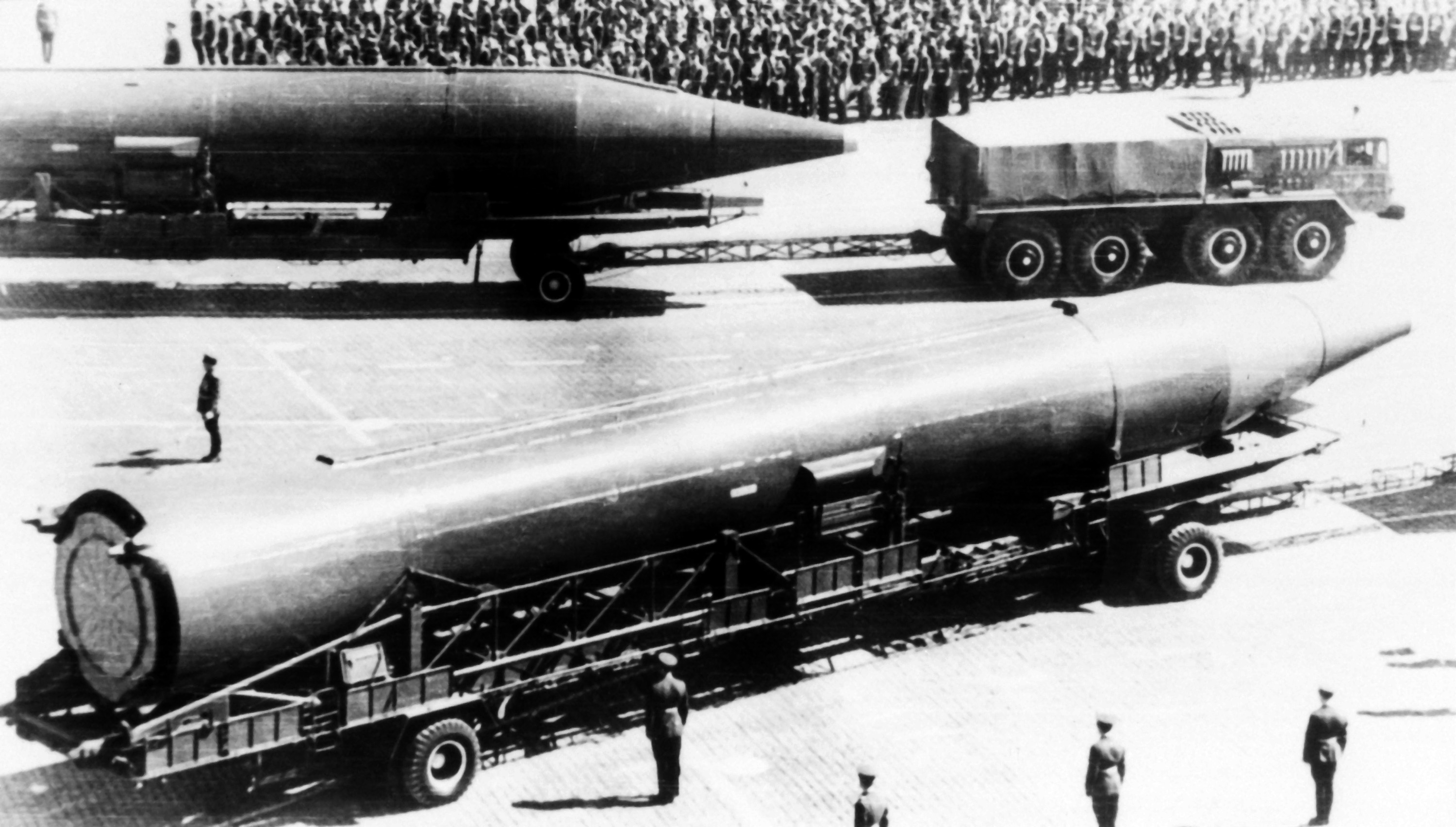
1967年11月7日十月革命50周年阅兵式苏联飞弹重装备列队快速通过红场

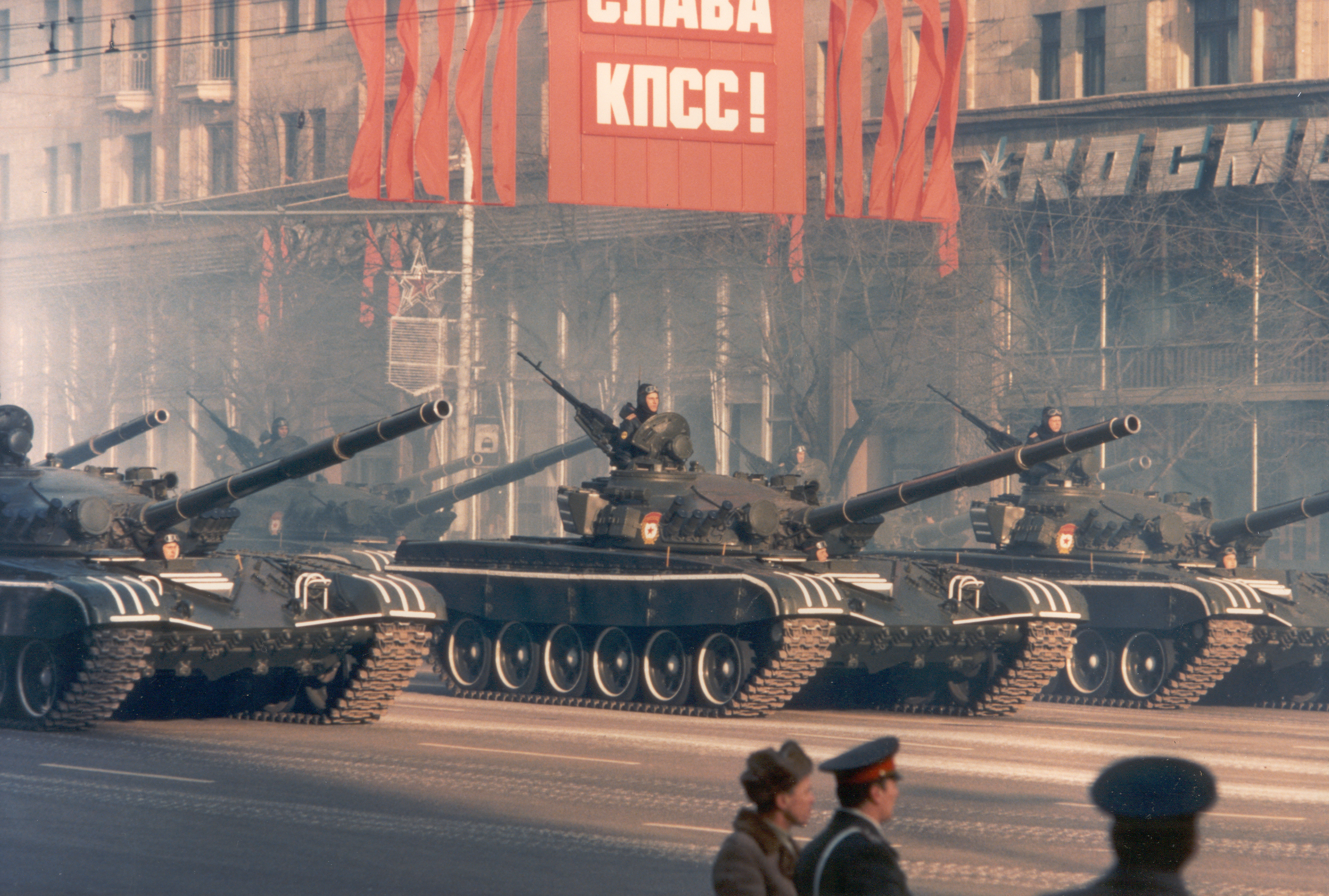
1983年11月7日十月革命66周年阅兵式苏联坦克重装备列队快速驶向红场

- 1918年11月7日庆祝红军的初战胜利和十月革命1周年阅兵式，苏俄首次举行阅兵。
- 1923年5月1日庆祝五一国际劳动节阅兵式。苏联首次在莫斯科红场举行阅兵，也是苏联首次五一国际劳动节阅兵。
- 1941年5月1日庆祝五一国际劳动节阅兵式。
- 1941年11月7日十月革命24周年阅兵式。当时纳粹德国军队已经到达莫斯科附近，但苏共中央总书记斯大林决定如常举行阅兵并在阅兵式上发表了著名的演说，受阅部队接受完检阅后随即开赴前线作战。
- 1945年6月24日庆祝战胜纳粹德国阅兵式。
- 1957年11月7日十月革命40周年阅兵式。
- 1963年11月7日十月革命46周年阅兵式。
- 1965年5月9日纪念苏联卫国战争胜利20周年阅兵式,苏联第一次舉行大型历史性胜利日阅兵。
- 1967年11月7日十月革命50周年阅兵式。
- 1972年11月7日十月革命55周年及蘇聯成立50周年閱兵式。
- 1973年11月7日十月革命56周年阅兵式。
- 1974年11月7日十月革命57周年阅兵式。
- 1975年11月7日十月革命58周年阅兵式。
- 1976年11月7日十月革命59周年阅兵式。
- 1977年11月7日十月革命60周年阅兵式。
- 1978年11月7日十月革命61周年阅兵式。
- 1979年11月7日十月革命62周年阅兵式。
- 1980年11月7日十月革命63周年阅兵式。
- 1981年11月7日十月革命64周年阅兵式。
- 1982年11月7日十月革命65周年阅兵式。
- 1983年11月7日十月革命66周年阅兵式。
- 1984年11月7日十月革命67周年阅兵式。
- 1985年5月9日纪念苏联卫国战争胜利40周年阅兵式。
- 1985年11月7日十月革命68周年阅兵式。
- 1986年11月7日十月革命69周年阅兵式。
- 1987年11月7日十月革命70周年阅兵式。
- 1988年11月7日十月革命71周年阅兵式。
- 1989年11月7日十月革命72周年阅兵式。
- 1990年5月9日纪念苏联卫国战争胜利45周年阅兵式，苏联解体前最后一次胜利日阅兵。
- 1990年11月7日十月革命73周年阅兵式，苏联解体前最后一次纪念十月革命阅兵。

### 前蘇聯各國

#### 俄羅斯

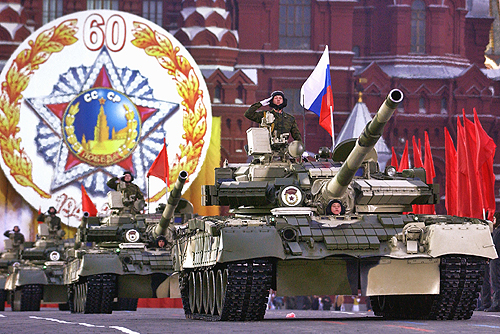
卫国战争胜利60周年阅兵:坦克通过莫斯科红场为阅兵式后的庆祝晚会造势

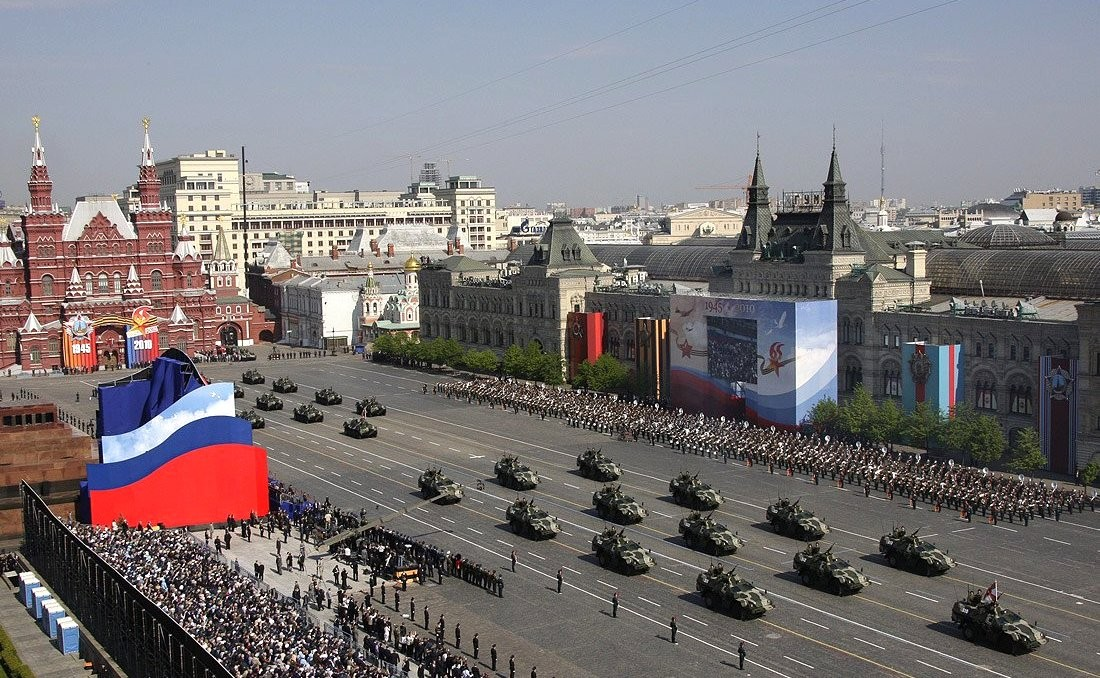
卫国战争胜利65周年阅兵式场景:坦克装甲车辆列队快速通过红场

- 1995年5月9日俄罗斯纪念苏联卫国战争胜利50周年阅兵式。
- 1996年5月9日俄罗斯纪念苏联卫国战争胜利51周年阅兵式。
- 1997年5月9日俄罗斯纪念苏联卫国战争胜利52周年阅兵式。
- 1998年5月9日俄罗斯纪念苏联卫国战争胜利53周年阅兵式。
- 1999年5月9日俄罗斯纪念苏联卫国战争胜利54周年阅兵式。
- 2000年5月9日俄罗斯纪念苏联卫国战争胜利55周年阅兵式。
- 2001年5月9日俄罗斯纪念苏联卫国战争胜利56周年阅兵式。
- 2002年5月9日俄罗斯纪念苏联卫国战争胜利57周年阅兵式。
- 2003年5月9日俄罗斯纪念苏联卫国战争胜利58周年阅兵式。
- 2004年5月9日俄罗斯纪念苏联卫国战争胜利59周年阅兵式。
- 2005年5月9日俄罗斯纪念苏联卫国战争胜利60周年阅兵式。
- 2005年11月7日俄罗斯纪念苏联1941年11月7日红场阅兵举行64周年阅兵式。这是俄罗斯首次在11月7日举行红场阅兵式。
- 2006年5月9日俄罗斯纪念苏联卫国战争胜利61周年阅兵式。
- 2006年11月7日俄罗斯纪念苏联1941年11月7日红场阅兵举行65周年阅兵式。
- 2007年5月9日俄罗斯纪念苏联卫国战争胜利62周年阅兵式。
- 2007年11月7日俄罗斯纪念苏联1941年11月7日红场阅兵举行66周年阅兵式。
- 2008年5月9日俄罗斯纪念苏联卫国战争胜利63周年阅兵式，苏联解体17年后俄罗斯首次在莫斯科红场举办有重装备参加受阅的阅兵式。
- 2008年11月7日俄罗斯纪念苏联1941年11月7日红场阅兵举行67周年阅兵式。

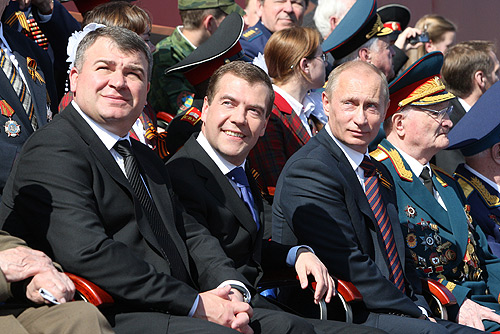
2009年，普京與梅德韋傑夫於主席台觀賞紅場閱兵

- 2009年5月9日俄罗斯纪念苏联卫国战争胜利64周年阅兵式。
- 2009年11月7日俄罗斯纪念苏联1941年11月7日红场阅兵举行68周年阅兵式。
- 2010年5月9日俄罗斯纪念苏联卫国战争胜利65周年阅兵式。此次阅兵是自苏联解体以来俄罗斯举行的最大规模的阅兵活动。
- 2010年11月7日俄罗斯纪念苏联1941年11月7日红场阅兵举行69周年阅兵式。
- 2011年5月9日俄罗斯纪念苏联卫国战争胜利66周年阅兵式。
- 2011年11月7日俄罗斯纪念苏联1941年11月7日红场阅兵举行70周年阅兵式。
- 2012年5月9日俄罗斯纪念苏联卫国战争胜利67周年阅兵式。
- 2012年11月7日俄罗斯纪念苏联1941年11月7日红场阅兵举行71周年阅兵式。
- 2013年5月9日俄羅斯紀念蘇聯衛國戰爭勝利68周年閱兵式。
- 2013年11月7日俄罗斯纪念苏联1941年11月7日红场阅兵举行72周年阅兵式。
- 2014年5月9日俄羅斯紀念蘇聯衛國戰爭勝利69周年閱兵式。
- 2014年11月7日俄罗斯纪念苏联1941年11月7日红场阅兵举行73周年阅兵式。
- 2015年5月9日俄罗斯纪念苏联卫国战争胜利70周年阅兵式。
- 2015年11月7日俄罗斯纪念苏联1941年11月7日红场阅兵举行74周年阅兵式。
- 2016年5月9日俄羅斯紀念蘇聯衛國戰爭勝利71周年閱兵式，本次阅兵共動員徒步人員10000人、地面裝備135件與軍機71架。
- 2016年11月7日俄罗斯纪念苏联1941年11月7日红场阅兵举行75周年阅兵式。
- 2017年5月9日俄羅斯紀念蘇聯衛國戰爭勝利72周年閱兵式。
- 2017年7月30日俄罗斯海军节海军阅兵式。在圣彼得堡市涅瓦河水域和喀琅施塔得岛附近海域两地举行，这是苏联解体以来俄总统首次参加海军节阅兵。
- 2017年11月7日俄罗斯纪念苏联1941年11月7日红场阅兵举行76周年阅兵式。
- 2018年2月2日俄罗斯纪念苏联1943年斯大林格勒解放75周年阅兵式。
- 2018年5月9日俄羅斯紀念蘇聯衛國戰爭勝利73周年閱兵式。
- 2018年11月7日俄罗斯纪念苏联1941年11月7日红场阅兵举行77周年阅兵式。
- 2019年5月9日俄羅斯紀念蘇聯衛國戰爭勝利74周年閱兵式。
- 2019年7月28日俄罗斯海军节海军阅兵式。[15]
- 2019年11月7日俄罗斯纪念苏联1941年11月7日红场阅兵举行78周年阅兵式。
- 2020年6月24日俄罗斯纪念苏联卫国战争胜利75周年阅兵式。
- 2021年5月9日俄罗斯纪念苏联卫国战争胜利76周年阅兵式。
- 2022年5月9日俄羅斯紀念蘇聯衛國戰爭勝利77周年閱兵式。

#### 
土庫曼斯坦獨立日閱兵是慶祝1991年土庫曼從蘇聯獨立的主要活動之一，獨立日為土庫曼斯坦的主要節日。閱兵大典每年在首都阿什哈巴德獨立廣場舉行，是中亞地區最具規模、舉辦次數最頻繁的閱兵式。
塔吉克獨立日閱兵是塔吉克獨立日的主要慶祝活動，閱兵大典每五年於9月9日在首都杜尚別舉行一次。參加閱兵的人員來自塔吉克斯坦共和國武裝部隊各機構，以魯達基大道、杜斯蒂廣場和霍菲茲謝羅茲大道為閱兵場地。
亞塞拜然每半年舉辦一次的6月26日武裝部隊日閱兵是整個獨立國協成員國之中的閱兵活動裡規模最大的之一，閱兵每三至五年在首都巴庫阿扎德利克廣場（自由廣場）舉行一次，閱兵分列式隊伍根據土耳其和俄羅斯的閱兵隊形融合編排而成。
2020年12月10日，亞塞拜然政府特別在廣場上舉辦勝利閱兵，以慶祝亞塞拜然於該年的納戈爾諾-卡拉巴赫戰爭中取得勝利。

#### 乌克兰
- 1994年8月24日，乌克兰举行自独立后第一次阅兵，以庆祝独立3周年，因年代久远，已无录像留存。
- 1999年8月24日，乌克兰纪念独立8周年阅兵式，在这年的阅兵式中，乌克兰自独立以来首次进行重武器方阵检阅。

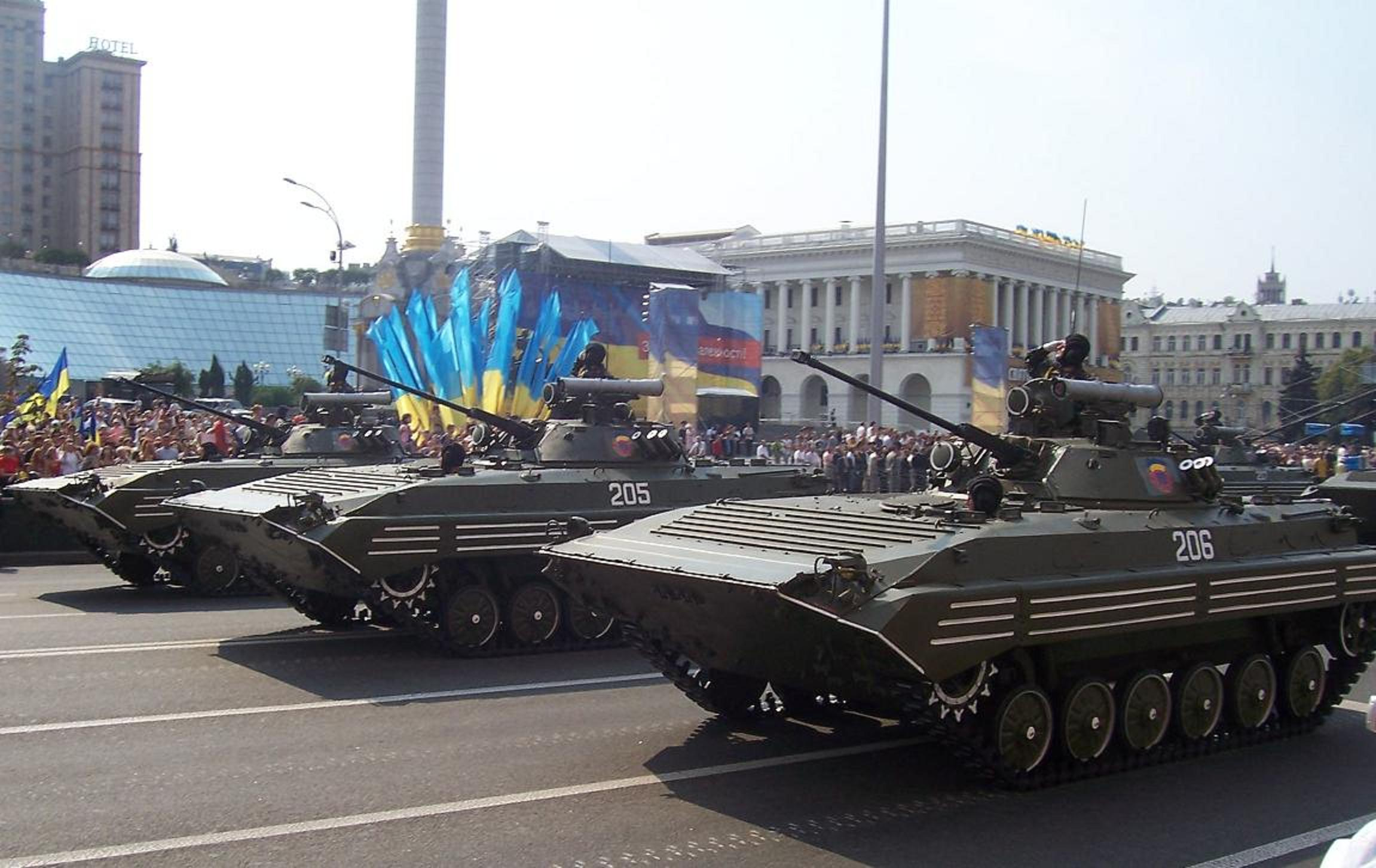
2008年8月24日乌克兰纪念独立17周年阅兵式

- 2008年8月24日乌克兰纪念独立17周年阅兵式。8月24日，在乌克兰首都基辅独立广场举行的阅兵式上，庆祝独立17周年。士兵列队行进。并且进行了重武器检阅。
- 2009年8月24日乌克兰纪念独立18周年阅兵式。8月24日，在乌克兰首都基辅独立广场举行的阅兵式上，庆祝独立18周年。士兵列队行进。这一年没有进行上年的重武器方队检阅。而是把武器静态展示。
- 2016年8月24日乌克兰在基辅独立广场举行了纪念独立25周年阅兵式，这一年的阅兵式中，乌军弃用了旧式的苏联风格军服，换装了新型的欧美风格军服。
- 2021年8月24日乌克兰在基辅独立广场举行庆祝独立30周年閱兵式，乌克兰武装力量各军兵种，以及来自美国、英国、加拿大等国的军队方阵接受检阅，進一步改為北約標準的步幅。此次阅兵共约5000名军人参加，An-225等飛機接受檢閱，是乌克兰近年规模最大的阅兵式。当天於南部的敖德萨港，乌克兰和北约军舰亦联合举行海上阅兵。

#### 白俄羅斯

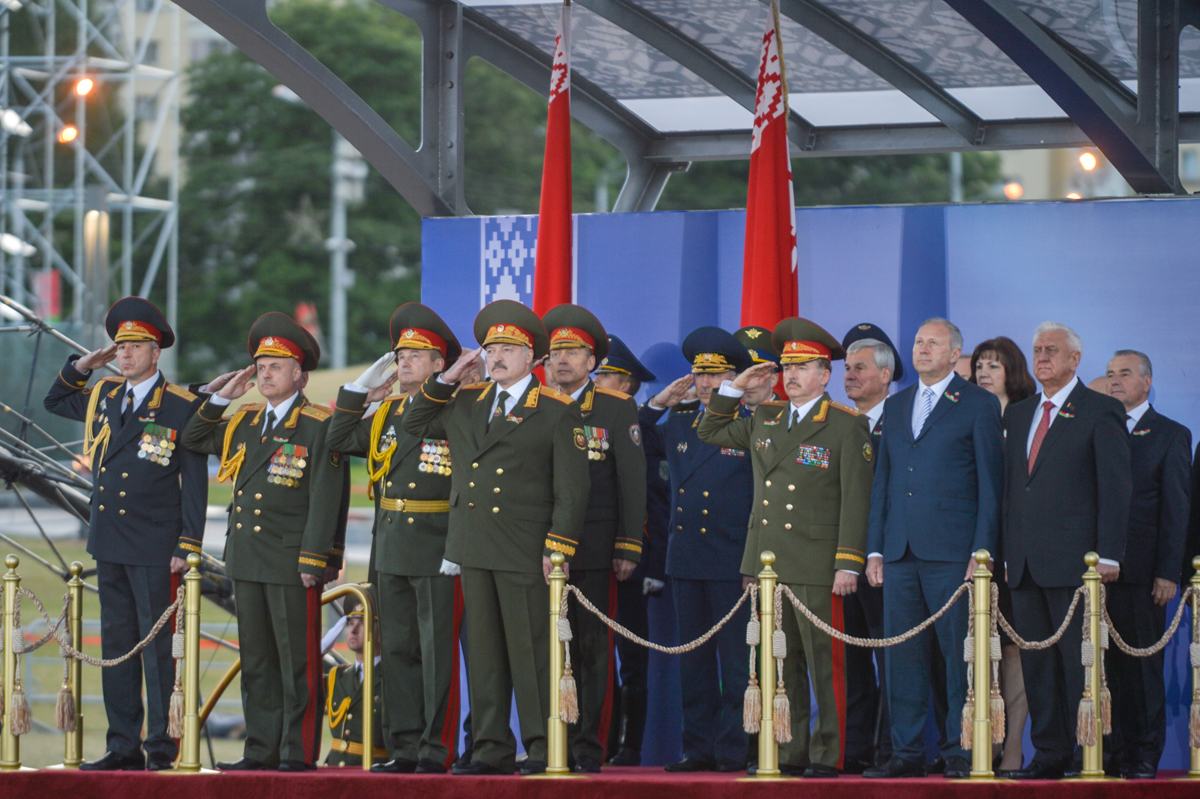
2019年7月3日，白俄羅斯總統卢卡申科與軍政要員於閱兵臺上檢閱受閱部隊。

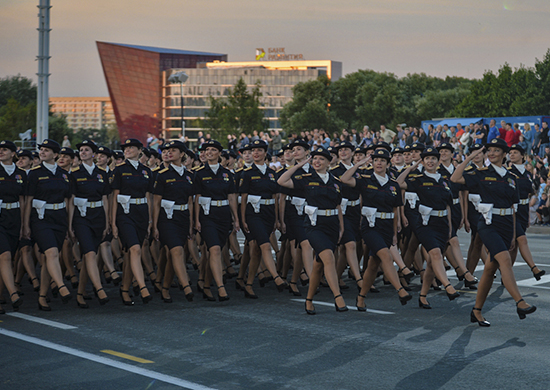
白俄羅斯女警部隊參加2019年7月3日的獨立日閱兵儀式。

- 2004年7月3日白俄罗斯纪念独立日暨二战中从德国法西斯占领下解放60周年阅兵式。白俄罗斯总统卢卡申科在阅兵式上发表讲话说，白俄罗斯一贯坚持奉行捍卫和平的路线，坚决谴责恐怖主义，并反对把战争作为对外政策的工具。他说，与俄罗斯结盟可以使白俄罗斯的防御能力增强数倍。白俄罗斯像爱护眼睛一样珍视与俄罗斯的战友情谊。卢卡申科讲话后，4300多名白俄罗斯军队官兵和军校学员进行了阅兵式。阅兵式上还展示了300多件现代武器装备以及二战时期老式武器和白俄罗斯军工企业生产的民用产品。
- 2009年7月3日白俄罗斯纪念独立日暨二战中从德国法西斯占领下解放65周年阅兵式。白俄罗斯总统卢卡申科在阅兵式上发表讲话。卢卡申科讲话后，5000多名白俄罗斯军队官兵和军校学员进行了阅兵式。阅兵式上还展示了300多台现代武器装备以及二战时期老式武器和白俄罗斯军工企业生产的民用产品。
- 2015年5月9日，白俄罗斯首都明斯克举行纪念卫国战争胜利70周年阅兵仪式。

### 朝鮮民主主義人民共和國
- 1948年2月8日，金日成於平壤車站前廣場舉辦朝鮮人民軍正規軍成立閱兵式。
- 1948年8月15日，金日成慶祝朝鮮解放三週年舉行閱兵式，當天大韓民國政府在北緯38度線以南宣告成立。
- 1949年2月8日，金日成舉辦朝鮮人民軍建軍周年閱兵式。
- 1949年8月15日，金日成舉辦慶祝朝鮮解放四周年閱兵式，坦克部隊首次於閱兵典禮上亮相。
- 1953年8月15日，朝鮮慶祝「祖國解放戰爭勝利」閱兵式，為韓戰停戰以來首次閱兵，受閱部隊以參加韓戰歸來的先鋒部隊為主。金日成身著白色戎裝出席檢閱部隊，宣布朝鮮戰爭（韓戰）是朝鮮一方的勝利，人民軍給美軍帶來了一次失敗。
- 1954年8月15日，朝鮮於甫竣工、初具雛型的平壤金日成廣場舉辦慶祝解放9週年閱兵式，T-34/85、SU-76M、MiG-15、Il-28等軍武裝備參與檢閱。
- 1955年8月15日，朝鮮慶祝解放10週年，於平壤金日成廣場舉行閱兵式。
- 1956年8月15日，朝鮮慶祝解放11週年，於平壤金日成廣場舉行閱兵式。
- 1957年8月15日，朝鮮慶祝解放12週年，於平壤金日成廣場舉行閱兵式。
- 1958年8月15日，朝鮮慶祝解放13週年，於平壤金日成廣場舉行閱兵式。
- 1959年8月15日，朝鮮慶祝解放14週年，於平壤金日成廣場舉行閱兵式。
- 1960年8月15日，朝鮮慶祝解放15週年，於平壤金日成廣場舉行閱兵式。
- 1963年9月9日，朝鮮慶祝建國15週年，於平壤金日成廣場舉行閱兵。
- 1967年2月8日，朝鮮人民軍成立19週年，於平壤金日成廣場舉行盛大閱兵式。
- 1972年4月25日，朝鮮舉行慶祝朝鮮人民軍建軍40週年，於平壤金日成廣場舉行閱兵式。
- 1978年9月10日，慶祝朝鮮建國30週年，於平壤金日成廣場舉行閱兵式。
- 1985年8月15日，慶祝朝鮮解放40週年，於平壤金日成廣場舉行閱兵式。
- 1992年4月25日朝鲜举行庆祝朝鲜人民军建军60年阅兵式。时任朝鲜劳动党总书记、国家主席金日成与朝鲜国防委员会委员长、人民军最高司令官金正日出席了此次阅兵，这也是朝鲜历史上唯一一次金日成、金正日父子同台亮相的阅兵式。当时的朝鲜人民军总参谋长在阅兵式指挥的陪同下较阅完成，面向金正日汇报后，金正日发表了他唯一的公开演讲：“光荣属于英雄的朝鲜人民军！”。 阅兵式是在朝鲜军乐团演奏的《爱国歌》的曲声中正式开始。随后朝鲜人民军、工农赤卫队分别进行了分列式和重型武器装备的列队展示。
- 1993年7月27日，朝鮮舉辦了慶祝朝鲜战争停战40周年的閱兵式。
- 1995年8月15日，朝鮮在平壤舉行慶祝朝鮮解放50週年閱兵式，金正日參加儀式並向台下群眾揮手。
- 1995年10月10日，朝鮮舉行慶祝朝鮮勞動黨建黨50週年閱兵式。
- 1997年4月25日，朝鮮在平壤舉行慶祝金日成誕辰85週年暨朝鮮人民軍建軍65週年紀念閱兵式。
- 1998年9月9日，朝鮮舉行慶祝建國50週年閱兵式。
- 2000年10月10日，朝鮮在平壤舉行了朝鮮勞動黨建黨55週年閱兵式。
- 2002年4月25日，朝鮮舉行紀念金日成誕辰90週年暨慶祝朝鮮人民軍建軍70週年閱兵。
- 2003年9月9日，朝鮮舉行建國55週年閱兵式，約兩萬名朝鮮人民軍士兵參加校閱。
- 2005年10月10日，朝鮮在平壤金日成廣場舉行隆重閱兵式慶祝朝鮮勞動黨建黨60周年紀念。
- 2007年4月25日朝鲜举行庆祝朝鲜人民军建军75周年阅兵式。时任朝鲜劳动党总书记、国防委员会委员长、人民军最高司令官金正日出席了此次阅兵。朝鲜人民军总参谋长在军区司令的陪同下乘车检阅了部队。阅兵式是在朝鲜军乐团演奏的《金日成将军之歌》和《金正日将军之歌》的两首乐曲声中正式开始。由朝鲜人民军军事院校、陆海空三军部队、朝鲜人民警备队、工农赤卫队、青年赤卫队和革命学院学员组成的40个徒步方阵以正步通过平壤人民大学习堂前的检阅台。在徒步方阵通过检阅台之后，朝鲜人民军导弹部队的4个机动导弹汽车队，共有4种型号的48枚导弹快速列队接受检阅。在阅兵进行过程中，平壤市组织了10多万群众汇集在金日成广场，他们手执花束，排列出各种革命图案和革命口号。
- 2008年9月9日朝鲜纪念建国60周年工农赤卫队阅兵式。金正日没有参加这次阅兵式。外国媒体曾将这次阅兵式形容为“将是朝鲜历史上最大规模阅兵”，但实际规模却大幅缩水，仅有约8000名工农赤卫队民兵参加，朝鲜人民军部队以及导弹、坦克等重装备都没有接受检阅。朝鲜国防委员会副委员长金永春在阅兵式上发表讲话。此次阅兵没有军官较阅，而是直接进行分列式。在40多个工农赤卫队徒步方阵以正步通过平壤人民大学习堂前的检阅台之后，工农赤卫队汽车团的100多台高射炮车、高射机枪车和火箭炮车快速列队通过了检阅台。工农赤卫队阅兵结束后，金日成社会主义青年同盟中央委员会在金日成广场还举行了有数万名青年学生参加的火炬游行表演。（因为阅兵式是在下午举行）游行表演结束后广场上燃放了庆祝烟花。
- 2010年10月10日朝鲜举行庆祝朝鲜劳动党成立65周年阅兵式，金正日出席了这次阅兵式，被指定为金正日继任者的中央军委副委员长金正恩也在主席台上公开亮相，中国也派出中共中央政治局常委周永康陪同金正日观看。朝鲜人民军总参谋长李英浩次帅在阅兵式指挥官崔富日大将的陪同下较阅了广场上的部队，随后李英浩发表了讲话。朝鲜人民军军事院校、陆海空三军部队、朝鲜人民内务军、工农赤卫军、青年赤卫军和革命学院学员组成的30多个徒步方阵在阅兵式指挥官的带领下跟随金日成肖像为中心的旗纵队以正步通过检阅台，之后朝鲜人民军的卡车编队、坦克纵队及导弹编队先后通过了检阅。这也是朝鲜第一次面向全世界公开播报的阅兵式，朝鲜官方还邀请了许多国家的媒体记者在阅兵式的现场报道。
- 2011年9月9日朝鲜举行了庆祝建国63周年的工农赤卫军阅兵式，时任朝鲜最高领导人的金正日与金正恩也出席了此次阅兵。此次阅兵比2008年阅兵式的规模更小，广场上仅有18个方队。工农赤卫军指挥官吴日晶陪同朝鲜国防委员会副委员长金永春较阅了广场上的方队，随后金永春在主席台上发表了讲话。随后工农赤卫军的方阵在指挥官的带领下跟随金日成肖像旗纵队接受了检阅，工农赤卫队的高射炮车、高射机枪车和火箭炮车快速列队接受了检阅。这也是金正日时期的最后一次阅兵式，因为阅兵式结束数月后金正日猝死，金正恩仓促继承领导权。
- 2012年2月16日朝鲜人民军在锦绣山太陽宫前的广场举行阅兵，纪念金正日诞辰70周年，阅兵式在哀悼金正日的沉重气氛中开始，随后朝鲜最高人民会议常任委员长金永南和朝鲜人民军总参谋长李英浩分别发表了讲话。阅兵式上宣布锦绣山纪念宫改名锦绣山太阳宫，受阅方阵还宣誓效忠金正恩。朝鲜人民军军事院校、陆海空三军部队、工農赤衛軍、青年赤衛軍和革命学院学员组成的方队跟着金正日肖像旗纵队接受了检阅，随后朝鲜人民军的重武器也编队接受了检阅。
- 2012年4月15日朝鲜在金日成广场举行阅兵式庆祝金日成诞辰100周年。这次阅兵式上身为朝鲜劳动党第一书记、国防委员会第一委员长、人民军最高司令官的金正恩发表了第一次公开讲话。这次阅兵式的指挥官崔富日大将陪同朝鲜人民军总参谋长李英浩次帅较阅了方队。阅兵式开始时首先接受检阅的是金日成肖像旗纵队和金正日肖像旗纵队，两个身着旧式军装的徒步方队跟随在其后，之后朝鲜人民军军事院校、陆海空三军部队、朝鲜人民内务军、工农赤卫军、青年赤卫军和革命学院学员的方队在阅兵式指挥的带领下接受了检阅。随后一支骑兵纵队通过了广场，还进行了大规模的装备展示，最后是5架飞机的空中表演。不过这次阅兵式上展示的几枚远程导弹被西方国家认定为伪造。
- 2013年4月25日朝鲜在锦绣山太阳宫前举行阅兵庆祝建军81周年。朝鲜人民军陆海空三军代表分别发表演讲，并宣誓效忠金正恩。这次阅兵式规模较小，仅有约20个徒步方队接受检阅，随后朝鲜空军出动飞机在广场上空进行飞行表演。
- 2013年7月27日朝鲜在金日成广场举行阅兵式纪念朝鲜战争停战60周年。朝鲜最高领导人金正恩出席阅兵式，中国政府也派出中央政治局委员、国家副主席李源潮陪同观看。中朝两国还分别派出参加过朝鲜战争的老兵在现场观看。阅兵式上出现了身穿旧式军装的骑兵和9辆搭载老兵的卡车组成的车队。随后的徒步方队中还出现了一些身穿朝鲜战争时期军装的徒步方队。在装备展示的过程中一支搭载手持核武器标志背包士兵的车队受到了广泛的关注。装备展示的同时朝鲜空军的飞机也组成编队飞过广场上空。阅兵式之后还举行了平壤市民参与的群众游行。游行队伍中出现了中国参战口号“抗美援朝保家卫国”。
- 2013年9月9日朝鲜又举行工农赤卫军阅兵式庆祝建国65周年。阅兵式之后是平壤市民的群众游行。
- 2014年4月15日，朝鮮舉辦紀念金日成誕辰101週年的閱兵式。
- 2014年7月27日，朝鮮在金日成广场举行阅兵式纪念朝鲜战争停战61周年。
- 2015年10月10日朝鲜举行庆祝朝鲜劳动党成立70周年阅兵式，金正恩出席了这次阅兵式並發表公開講話，中共中央政治局常委劉雲山也一同出席觀禮，兩人相鄰而站。這是金正恩掌權後，中共中央政治局常委首次來訪。此次典禮中出現短裙長靴裝扮的女兵舞劍項目，意外成為閱兵焦點。。
- 2017年4月15日朝鮮在金日成廣場舉行閱兵式慶祝金日成誕辰105周年。金正恩出席了这次阅兵式，身著黑西裝、白襯衫，系銀色領帶，接受軍民歡呼，但沒有發表講話。閱兵觀禮時金正恩不時與內閣總理朴鳳柱等高級官員交談。其他一同觀禮的朝鮮黨政軍高官除軍人一身戎裝外，也都身穿西裝。值得注意的是，被外界傳為遭金正恩軟禁的金元弘也出現在閱兵現場。在這次閱兵式上，朝鮮除了坦克、防空導彈、反艦導彈等新型武器，最大亮點是朝鮮展示了一系列新型彈道導彈，其中最令人矚目的是外形接近中、俄主力洲際彈道導彈的新型導彈，其中一種採用8軸TEL發射車，外形類似俄羅斯「白楊」，另一種則採用牽引發射車，外形接近中國「東風-31」，雖然這些導彈可能尚不具備實戰能力，也沒有進行過飛行試驗，但展示了朝鮮擁有能打擊美國本土戰略武器的決心。首次亮相閱兵式的有「北極星-1」型潛射彈道飛彈和在此基礎上改進的「北極星-2」型陸基彈道飛彈，以及KN-06型地對空飛彈、4聯裝反艦飛彈、300毫米火箭炮。最早正式亮相於2012年「太陽節」閱兵式的KN-08型洲際彈道飛彈以及兩年前亮相大閱兵的KN-14型洲際飛彈也登場。不過最引人注目的是一種外形類似俄羅斯「白楊-M」洲際彈道飛彈的飛彈。韓國軍方推測，這是朝鮮的新型洲際彈道飛彈，看起來比KN-08和KN-14更長。日本共同社說，不清楚圓桶式發射筒裡面是否真的裝著飛彈，但多輛8軸16輪運輸和起豎發射車的出現，可能意在顯示朝鮮正在研發新式遠程飛彈。韓聯社分析，朝鮮在閱兵式上展示大量戰略武器是為表明不向美國低頭的意志。直播畫面中，單發動機螺旋槳飛機組成「105」，飛過金日成廣場。朝鮮國務委員會副委員長、朝鮮勞動黨中央委員會副委員長崔龍海致辭，稱朝鮮為「東方核強國」，譴責美國不斷對主權國家進行軍事攻擊，威脅世界和平與安全。
- 2018年2月8日朝鮮舉行閱兵紀念建軍70週年，朝鮮勞動黨委員長、國務委員會委員長、人民軍最高司令官金正恩和夫人李雪主出席儀式，這是李雪主第一次亮相閱兵儀式，受閱部隊包括:朝鮮人民軍旗縱隊，朝鮮人民軍全軍，工農赤衛軍，青年赤衛軍，革命學院學員，各式各樣的武器.防空導彈.彈道導彈和新款的軍服亮相.其中,今次閱兵中高調亮相火星14型，火星15型新型洲際,中程導彈。
- 2018年9月9日朝鮮舉行建國70週年閱兵，沒有展示洲際彈道飛彈。這是金正恩和美國總統川普於2018年6月在新加坡開峰會以來首次舉辦閱兵。這次閱兵除了展現強大的軍事實力，也嘗試不危及和美國之間停滯數月的去核談判。平壤當局為了國慶慶典對全球各國發出邀請函，但據悉唯一出席的國家元首是茅利塔尼亞總統阿齊茲。中國由全國人大常委會委員長栗戰書代表出席。
- 2020年10月10日朝鮮舉行慶祝朝鮮勞動黨成立75週年閱兵式，這次閱兵式罕見於當日凌晨0時進行，朝鮮中央電視台於當地時間晚間7時正式公開凌晨閱兵儀式預錄影片，領導人金正恩上台發表演說，現場人民拍手聲、呼喊聲不斷。金正恩未在演說直接點名美國，但提到加強自衞性質的戰爭威脅力，強調只有遭受攻擊時才會動武，絕不會先發制人。在展示的各型武器中，兩款首度亮相的「戰略武器」最受矚目，分別是型號不明的最大型的洲際彈道飛彈（ＩＣＢＭ）和用韓文寫著「北極星四型」的潛射彈道飛彈（ＳＬＢＭ）。日本產經新聞報導，朝鮮當局可能欲避免新式武器與動員兵力曝光而規劃凌晨閱兵。當局8日就已通知各國外交人員勿接近閱兵典禮現場。金正恩在演說中提到新冠肺炎疫情，激動地表示感謝國人都很健康，國家沒有出現確診病例，又祝願全球所有對抗病毒的人身體健康；又向南韓民眾送上祝福，祈望南北韓很快能再次攜手。他怪罪國際社會制裁北韓，但呼籲國民團結度過新冠肺炎等難關。在場所有人均沒有戴口罩，也無保持社交距離。在這場閱兵儀式中，出席的不僅金正恩胞妹金與正，還包括國務委員會第一副委員長崔龍海、勞動黨中央軍事委員會副委員長李炳鐵、人民軍參謀長朴正天、內閣總理金德訓、國務委員會副委員長朴奉珠。
- 2021年1月14日，為慶祝朝鮮勞動黨八大閉幕，金正恩舉行了閱兵。這次閱兵是朝鮮第二次夜間閱兵。
- 2021年9月9日，為慶祝朝鮮民主主義人民共和國成立73週年，金正恩又舉行閱兵。這次閱兵的規模較少，展示的都是民防而非軍事。這次閱兵是朝鮮第三次夜間閱兵。[16]
- 2022年4月25日朝鮮舉行建軍90週年閱兵，該次閱兵是朝鮮歷史上規模最大的閱兵式，是朝鮮第四次夜間閱兵。金正恩的夫人李雪主也有出席該次閱兵。[17]
- 2023年2月8日朝鲜举行人民军建军75周年阅兵式，是第五次夜間閱兵。其女兒首次出現。[18]
- 2023年7月27日朝鲜舉行「戰勝節」（韓戰停戰協定簽署日）70周年閱兵式，是第六次夜間閱兵。儀式上大舉展示包括核魚雷、洲際導彈在內的核投放武器。朝鮮國務委員會委員長金正恩與中國代表團全國人大常委會副委員李鴻忠、俄羅斯代表團國防部長绍伊古並排出席，在活動過程中表現出特別的親密感強調朝、中、俄的密切關系。[19]
- 2023年9月9日朝鲜慶祝建國75周年，8日晚間第七次在晚上或深夜時段於首都平壤金日成廣場舉辦閱兵活動，金正恩偕女金主愛一同出席，並接見中、俄代表團。北韓官方將這次閱兵稱為「民防衛武力閱兵式」，主要彰顯民防力量，包含「工農赤衛軍」、「社會安全軍」等，如洲際彈道飛彈這類的戰略型武器，未出現在本次閱兵式裡。[20]

### 大韓民國

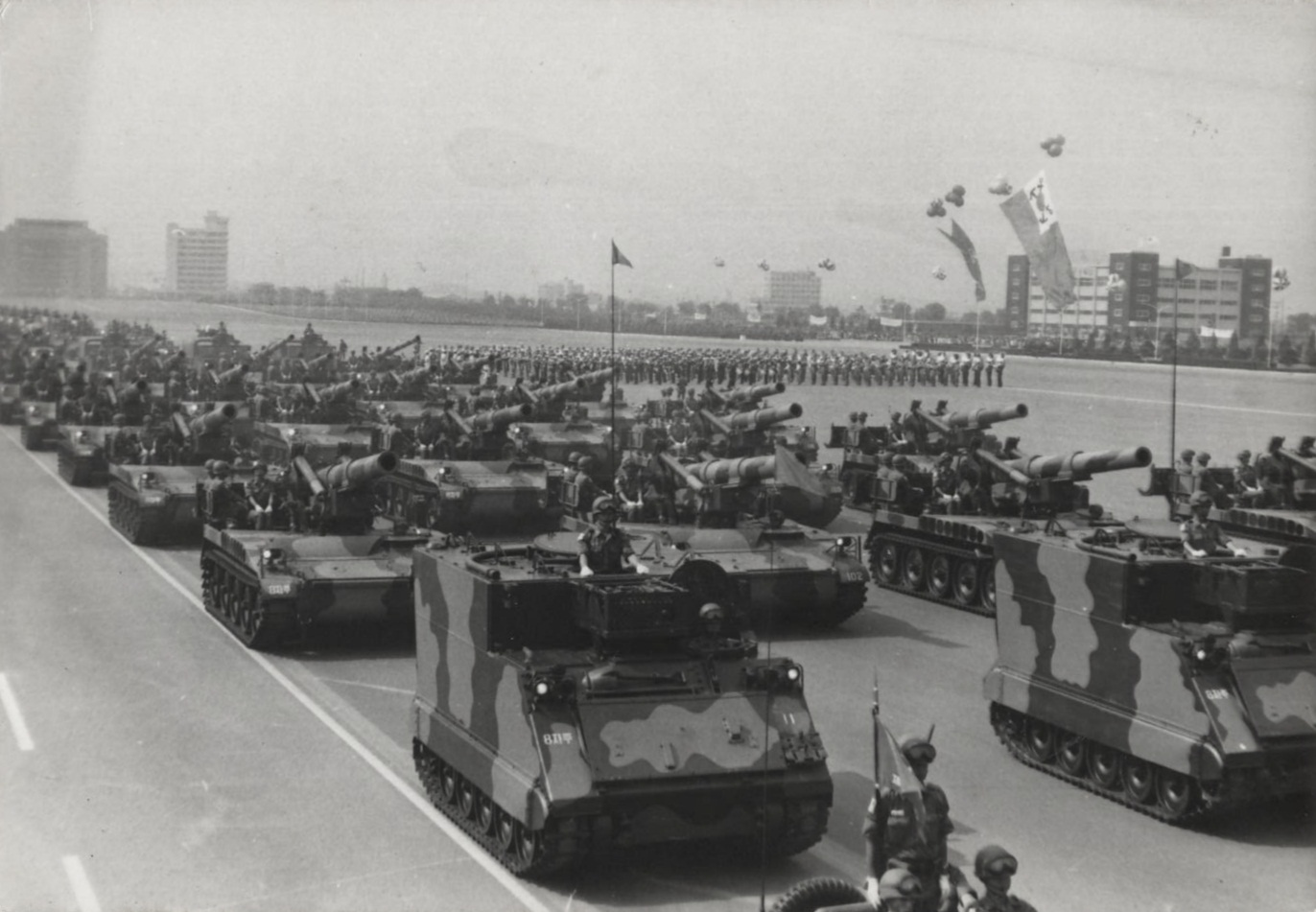
1973年10月1日於汝矣島5.16廣場的韓國建軍25週年閱兵式。

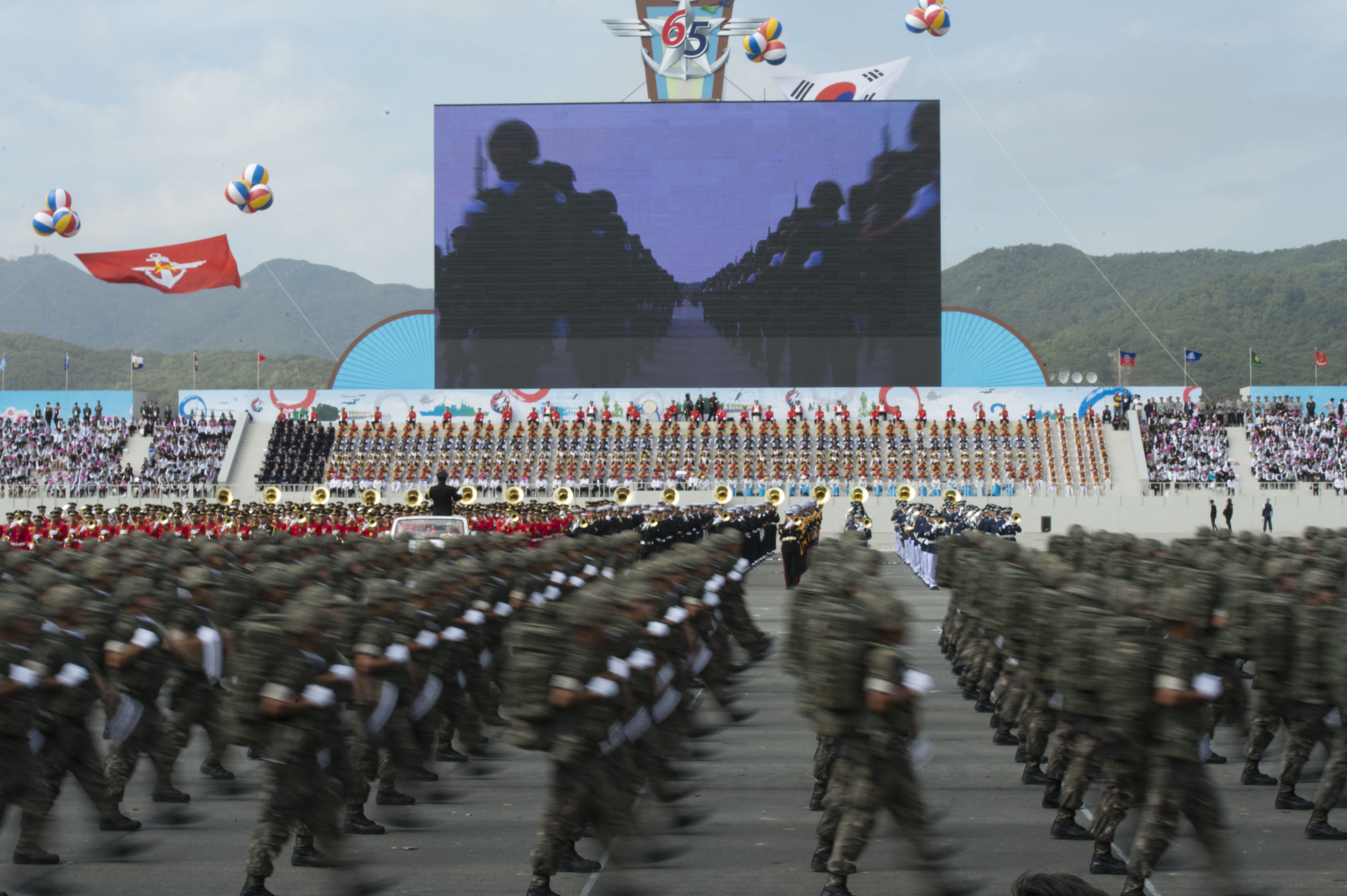
2013年10月1日於城南空軍基地的韓國建軍65週年閱兵式。

- 1956年10月1日，李承晚政府在首爾體育場舉行了第一次武裝部隊日活動。隨後考量大韓民國國軍於“1948年建軍”，故於1958年將閱兵活動更名為“建軍十週年紀念日”，並一直照例延續至今。[21]
- 1961年10月1日，政變上台的國家重建最高會議於議長朴正熙主持下於首爾世宗路中央消防署前舉辦建軍13週年閱兵式，並以「履行革命承諾，粉碎間接入侵」的口號為活動主題。[22]
- 1962年10月1日，國家重建最高會議於首爾龍山區孝昌體育場（英语：Hyochang Stadium）舉辦建軍14週年閱兵式，議長朴正熙出席檢閱受閱部隊。
- 1963年10月1日，國家重建最高會議紀念建軍15週年閱兵式在首爾體育場舉行，議長朴正熙等國內外軍政要員於觀禮臺上檢閱三軍將士。[23]
- 1964年10月1日，總統朴正熙偕夫人出席於首爾體育場舉辦的建軍16週年閱兵式，受閱部隊於世宗路上展演地面分列式。[24]
- 1965年10月1日，總統朴正熙偕夫人出席建軍17週年閱兵式，於世宗路檢閱含青龍部隊、猛虎部隊在內等各大軍種。[25]
- 1966年10月1日，總統朴正熙偕夫人在首爾世宗路舉行舉行建軍18週年閱兵式。[26]
- 1968年10月1日，總統朴正熙於汝矣島5.16廣場舉行建軍20週年紀念活動並檢閱三軍。
- 1973年10月1日，總統朴正熙於汝矣島5.16廣場舉行建軍25週年閱兵式，一名陸軍空降兵精銳人員因意外著陸失誤而死亡。[27]
- 1975年10月1日，總統朴正熙於汝矣島5.16廣場舉行建軍27週年閱兵式，展示因參與越戰而迅速壯大的韓軍威嚴，約千餘名特種兵參與展演跆拳道技術和2500英尺高空跳傘。[28]
- 1978年10月1日，總統朴正熙於首爾汝矣島5.16廣場舉辦建軍30週年閱兵式。
- 1979年10月1日，總統朴正熙舉辦建軍31週年閱兵式並發表演說，演說主題圍繞著“朝鮮的軍事集結和可能的突然襲擊”，其宣示：“我們的歷史使命是保護所有人的生存權，而不是為朝鮮提供機會”。[29]
- 1980年10月1日，全斗煥舉辦建軍32週年閱兵式，精簡紀念活動。
- 1981年10月1日，全斗煥於首爾汝矣島廣場舉辦建軍33週年閱兵式。[30]
- 1982年10月1日，總統全斗煥於首爾市中心世宗大路、光化門廣場等地舉辦建軍34週年閱兵式。[31]
- 1983年10月1日，由於該年建軍日與各國議會聯盟議期撞期，全斗煥政府沒有舉行紀念活動，僅以參謁顯忠院並在陸軍禮堂舉行慶祝宴會替代。
- 1984年10月1日，總統全斗煥於首爾汝矣島廣場舉辦建軍36週年閱兵式，全場受閱部隊達兩萬人。[32]
- 1985年10月1日，因精簡政策而停辦閱兵，以參謁顯忠院和慶祝宴會替代。
- 1986年10月1日，建軍日因與首爾舉行的第十屆亞運會會期重疊而停辦閱兵，僅於第三軍校舉辦慶功宴會和體育節活動。
- 1987年10月1日，總統全斗煥於首爾汝矣島廣場舉辦建軍39週年閱兵式，邀請眾多官員及駐韓外交使節出席觀禮。[33]
- 1988年10月1日，時值漢城奧運會舉辦期間，因而取消建軍紀念活動和閱兵儀式，僅以舉行參謁顯忠院和慶祝宴會替代。
- 1989年10月1日，按每三年舉辦一次大型活動的政策依例停辦閱兵，僅於各縣市舉辦軍事裝備展覽。
- 1990年10月1日，總統盧泰愚於汝矣島廣場舉辦建軍42週年閱兵式，主打「我們的人民，我們的軍隊」的主題。
- 1991年10月1日，按照政府精簡政策依例停辦閱兵，僅以參謁顯忠院、舉辦慶祝宴會等內部活動替代。
- 1992年10月1日，按照政府精簡政策依例停辦閱兵，僅以參謁顯忠院、舉辦慶祝宴會等內部活動替代。
- 1993年10月1日，新任總統金泳三於忠清南道論山市雞龍台（朝鲜语：계룡대）大閱兵場舉辦建軍45週年閱兵式。
- 1994年10月1日，於京畿道城南市空軍基地首爾機場舉辦建軍46週年閱兵式，主題為「充滿愛心的人民和值得信賴的軍隊」。
- 1995年10月1日，於忠清南道論山市雞龍台大閱兵場舉辦建軍47週年閱兵式。
- 1996年10月1日，於雞龍台大閱兵場舉辦建軍48週年閱兵式。
- 1997年10月1日，於雞龍台大閱兵場舉辦建軍49週年閱兵式。
- 1998年10月1日，金大中於京畿道城南市空軍基地首爾機場舉辦建軍50週年閱兵式，以「與我們的國家，與我們的人民」為主題。
- 1999年10月1日，於忠清南道論山市雞龍台大閱兵場舉辦建軍51週年閱兵式，以「強大的國防，新千年的家園」為主題。
- 2000年10月1日，於雞龍台大閱兵場舉辦建軍52週年閱兵式，以「強大的國防，充滿希望的未來」為主題。
- 2001年9月28日，於雞龍台大閱兵場舉辦建軍53週年閱兵式，以「與人民同在，與軍隊同在」為該次閱兵主題。
- 2002年10月1日，於雞龍台大閱兵場舉辦建軍54週年閱兵式，主題為「強大的國防，人民的軍隊」。
- 2003年10月1日，盧武鉉主持於京畿道城南市空軍基地首爾機場舉辦的建軍55週年閱兵式，主題為「為了我們的國家！為了人民！」。
- 2004年10月1日，於忠清南道雞龍市雞龍台大閱兵場舉辦建軍56週年閱兵式。
- 2005年10月1日，於雞龍台大閱兵場舉辦建軍57週年閱兵式。
- 2006年10月1日，於雞龍台大閱兵場舉辦建軍58週年閱兵式。
- 2007年10月1日，於雞龍台大閱兵場舉辦建軍59週年閱兵式。
- 2008年10月1日，李明博於首爾蠶室綜合運動場主體育場舉辦建軍60週年閱兵式，主打主題為「先進軍隊！與人民一起走向未來、走向世界」。
- 2009年10月1日，於雞龍台大閱兵場舉辦建軍61週年閱兵式，主題同去年。
- 2010年9月28日，於首爾景福宮興禮門前的從光化門廣場到首爾廣場間舉辦建軍62週年閱兵式，以「可靠的先進動力和大韓民國」為主題。
- 2011年10月1日，於雞龍台大閱兵場舉辦建軍63週年閱兵式，主題為「強大的國家軍隊！更大的韓國！」。
- 2012年9月26日，於雞龍台大閱兵場舉辦建軍64週年閱兵式，主題延續去年。
- 2013年10月1日，朴槿惠於京畿道城南市空軍基地首爾機場舉辦建軍65週年閱兵式，主打主題為「強大的國家軍隊！安全性強！韓國快樂！」。
- 2014年10月1日，於雞龍台大閱兵場舉辦建軍66週年閱兵式，主打主題是「一支基礎紮實的軍隊！武裝部隊為未來做好準備！」。
- 2015年10月1日，於雞龍台大閱兵場舉辦建軍67週年閱兵式，主打主題是「強大的國家軍隊！統一的主角！」。
- 2016年10月1日，於雞龍台大閱兵場舉辦建軍68週年閱兵式，主題為「祖國保衛者大韓國軍」。
- 2017年9月28日，文在寅於京畿道平澤市海軍第二艦隊司令部（朝鲜语：평택 해군기지）舉辦建軍69週年閱兵式，主題為「安全性強！負責任的國防！」。
- 2018年10月1日，於首爾龍山區戰爭紀念館舉辦建軍70週年閱兵式，主題為「韓國武裝力量與人民一起走向世界」。
- 2019年10月1日，擇定大邱廣域市空軍大邱基地舉辦建軍71週年閱兵式，主題為「強大的國家軍隊和人民在一起」。
- 2020年9月25日，於京畿道利川市陸軍特種作戰司令部舉辦建軍72週年閱兵式，主題為「創造和平的未來武裝部隊」。
- 2021年10月1日，於慶尚北道浦項海軍陸戰隊第一師基地舉辦建軍73週年閱兵式，主題為「人民軍隊大韓國軍」。
- 2022年10月1日，尹錫悅於忠清南道雞龍市雞龍台大閱兵場舉辦建軍74週年閱兵式，主題為「強大的國防科技力量」。
- 2023年9月26日，尹錫悅於京畿道城南市空軍基地首爾機場舉辦建軍75週年閱兵式，主題為「和平靠強大的國家軍隊和強大的安全！」。[34][35]
- 2024年10月1日，尹錫悅於京畿道城南市空軍基地首爾機場舉辦建軍76週年閱兵式，主題為「擁有強大的武裝力量和人民！」，午後在首爾崇禮門至光化門一帶進行軍事巡遊並首次公開展示「玄武-5」鑽地彈。[36]

### 美国

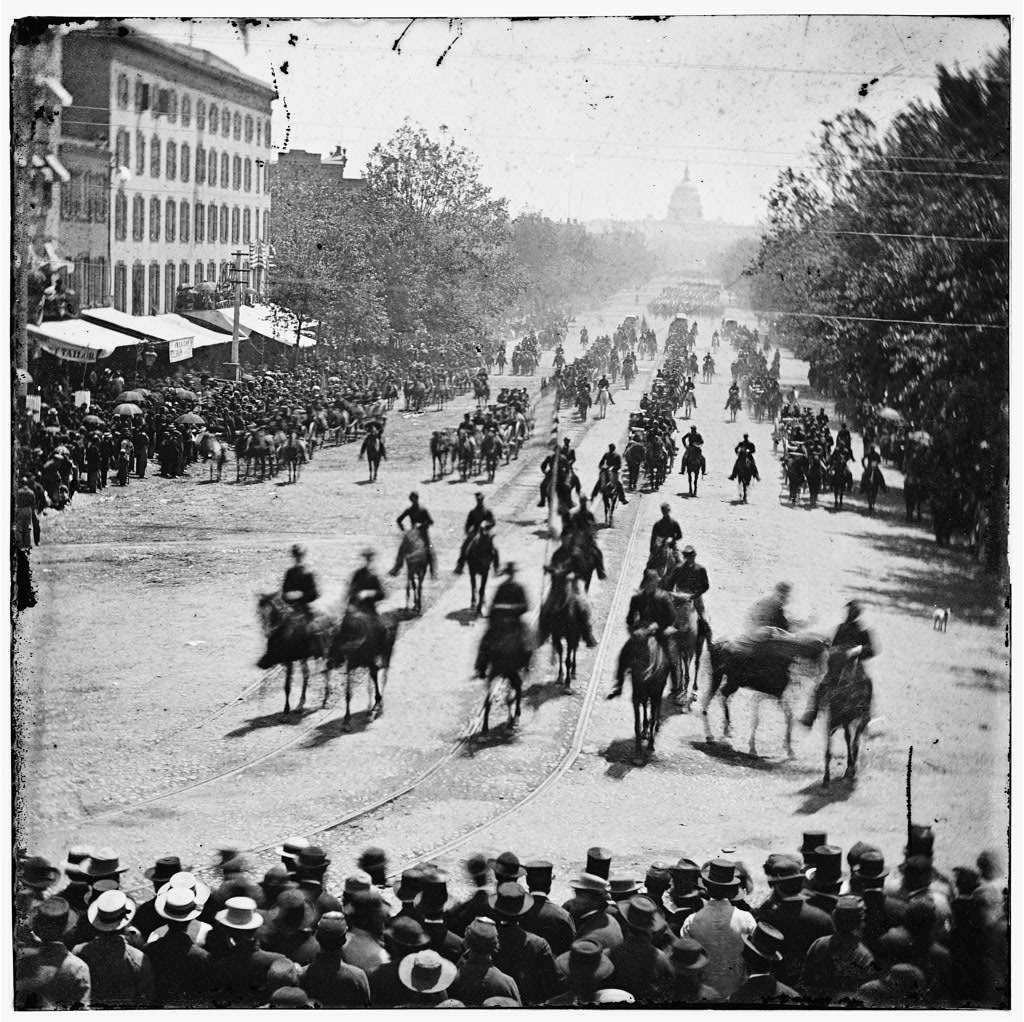
1865年5月，美軍閱兵

- 1865年5月23日與24日，美国南北战争结束，总统林肯甫遇刺身亡，15万名北方联邦军队士兵盛装通过华府宾夕法尼亚大道。北方联邦军队总司令尤里西斯·格蘭特将军與繼任总统安德魯·詹森一同檢閱這場军事展示。
- 1919年，逾20万一战期间的步兵在全美国共举行约450场胜利游行。浩荡的游行队伍从纽约市绵延至宾州首府哈里斯堡。如同南北戰爭期间的前辈，一戰士兵也是大规模动员下的平民军人。在美国宣布参战前，军队约有14万官兵；两年时间里，450万士兵应征入伍；战争最激烈时期，逾200多万美军驻扎在法国战场。1919年的勝利大游行本意就是为了欢迎從軍的男兒们回归平民生活。
- 1946年1月12日，当200至400万纽约人在街头欢迎1.3万名带着“胜利游行”彩带的空降兵队伍时，全美其他几十座城市也在步调一致地欢迎约1640万名二战战士重返家乡。这次阅兵不仅包括回国的部队，还包括一列列36吨重的谢尔曼坦克、坦克歼击机、榴弹炮、吉普车、装甲车和反坦克炮。《纽约时报》评论称，扑面而来的是各种祝福、刺耳的口哨、拍手浪潮、嘶哑的欢呼，还有源源不绝的眼泪。但是，这次胜利游行同样是为了庆祝数以千万计的老兵即将退役、回归平民生活。

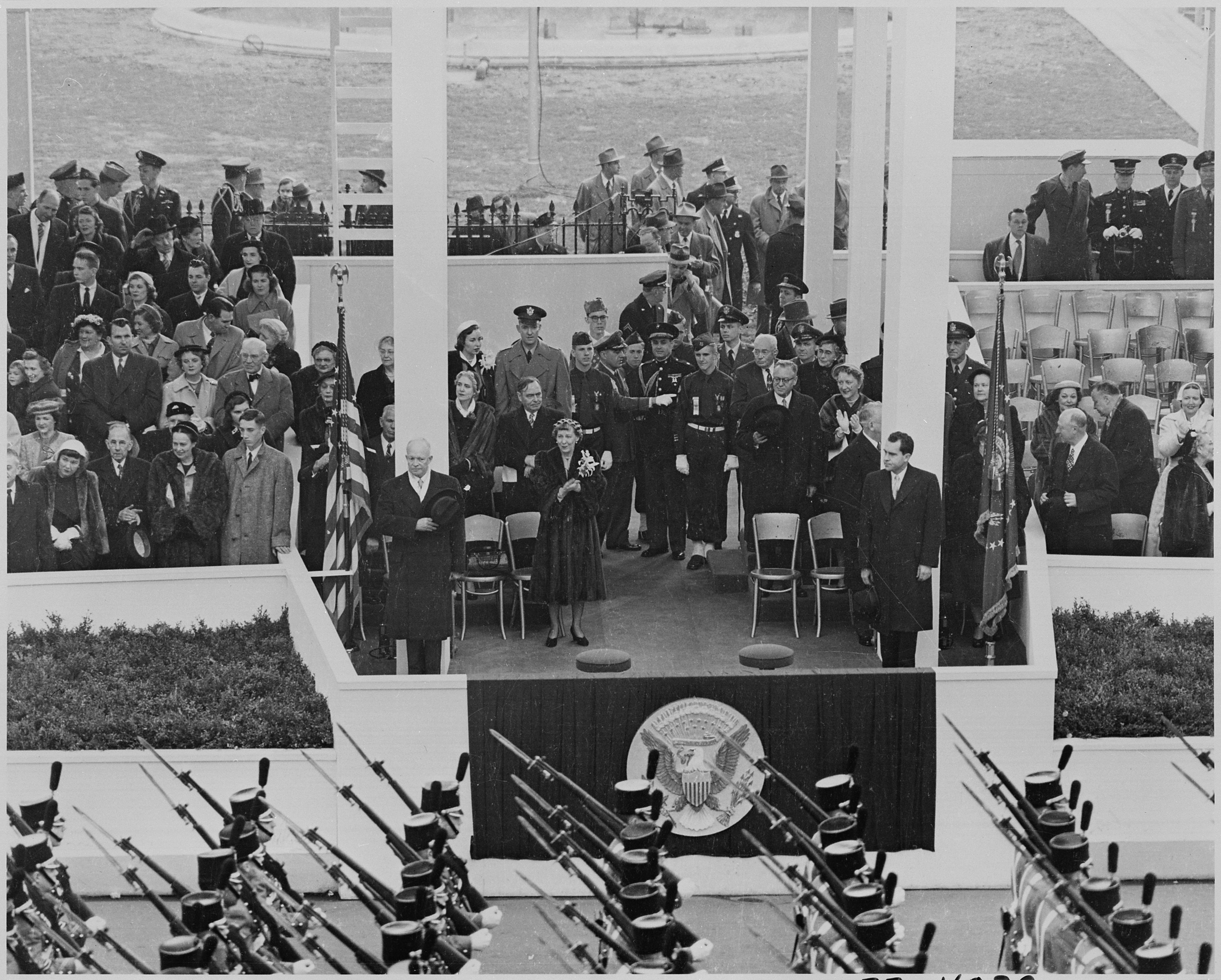
1953年1月20日，新任美國總統艾森豪與副總統尼克森檢閱美軍部隊

- 1953年1月20日，美國總統艾森豪在華府國會大廈宣誓就職。次日舉行了盛大的就職閱兵式。艾森豪希望通過閱兵大典彰顯自己五星上將身份以及冷戰初期美國作為新興軍事強國的態勢。當天有2.2萬名美軍官兵參加了這場總統就職閱兵典禮，近百名軍樂隊成員和59輛花車經過後，陸軍坦克部隊通過賓夕法尼亞大道。被設計用來發射核炮彈、重達85噸的超級大炮也首次展現在公眾面前。這是當時美軍炮兵部隊中最有威力的原子炮，能擊中20英里（約合32.2公里）外的目標。
- 1957年1月20日，美國總統艾森豪舉行連任就職閱兵典禮，群眾再度聚集於華府觀看閱兵。數以萬計的部隊在大約5公里長的大道上行進，75萬觀眾沿途站立觀看。遊行隊伍中出現西點軍校學員方陣在內，規模浩大的軍事方陣。一些新裝備也在本次閱兵中展現在公眾面前，最矚目的當屬列裝部隊的美國首種核飛彈——「紅石」飛彈。此外，最先進、可執行遠程核射擊任務的「蛇鯊」巡航飛彈等先進武器首次於儀式上見客。當時還沒有正式列裝部隊的F-104戰鬥機，於是被搬運到彩車上展出。除了飛彈等新式武器之外，數百匹馬、三頭大象和一支阿拉斯加犬隊也在閱兵隊伍中，被輿論批評「像是馬戲表演」。還有一些反對人士認為，艾森豪的閱兵舉動「不明智」，通過閱兵無法遏制蘇聯的影響力，反而浪費了大筆錢財。

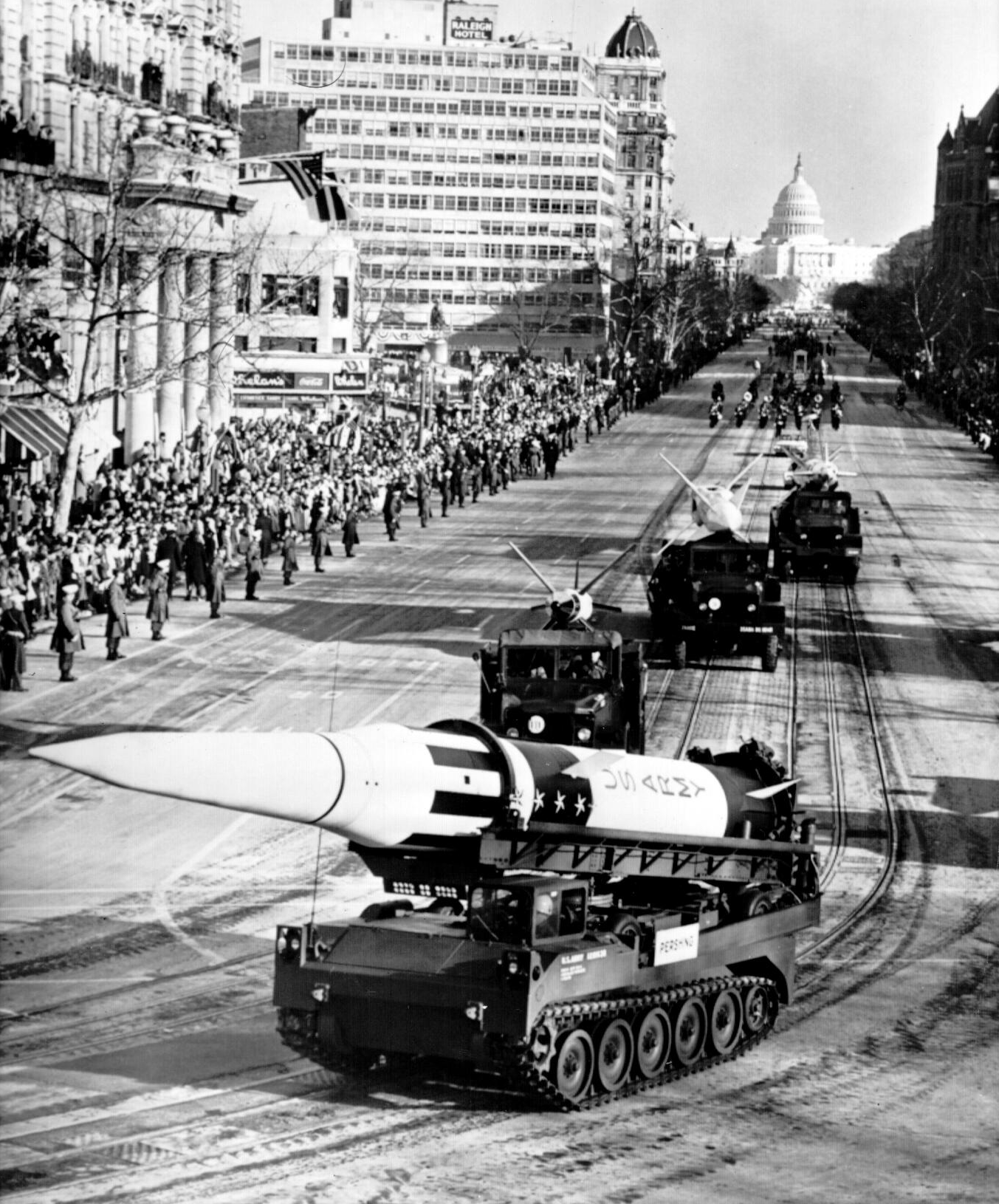
1961年甘迺迪總統就職大典上展示的新式武器

- 1961年1月20日，約翰·甘迺迪宣誓就任美國總統，曾經在海軍服役多年的甘迺迪舉辦了盛大的就職典禮閱兵。據美國媒體當天報導，威力強大的飛彈、戰機、戰場武器以及來自各軍種的1.6萬名官兵被調來參加賓夕法尼亞大道的閱兵式。此外，童子軍和40個軍隊與民間樂隊也參加了閱兵典禮。此次閱兵的主題是「通過新邊疆實現世界和平」，這是甘迺迪在1960年獲得民主黨總統候選人提名時提出的政治口號。甘迺迪在美軍軍樂隊和身穿藍色套裝的第3步兵團100名士兵護送下，同妻子賈桂琳·甘迺迪和參議員約翰·斯帕克曼一道乘敞篷車於閱兵隊伍前列行進。閱兵隊伍從國會山廣場出發，老衛兵部隊（陸軍第3步兵團）和鼓樂隊身著美國獨立戰爭時代軍服行進在總統護衛隊後方，各軍事院校的8650名學員出現在閱兵隊伍中。包括飛行速度達每小時2000英里的B-70超音速轟炸機實體模型、「民兵」洲際飛彈、「北極星」潛射彈道飛彈、空中發射的「大獵犬」巡航飛彈、「雷神」系列運載火箭和「奈基-宙斯」反導武器等通過檢閱台。這場閱兵式還進行了電視轉播，全美國百姓皆得以目睹甘迺迪大閱兵盛況。不過相比各種先進裝備，這次閱兵更具特色的是彩車上的一艘二戰魚雷艇。甘迺迪曾在二戰期間指揮魚雷艇同日軍作戰，雖然那艘魚雷艇被日軍擊沉，但甘迺迪仍不忘通過閱兵來宣揚他的戰時英勇事跡。他專門重建了這艘魚雷艇,並油漆上當時的編號——PT109。這樣花費巨額公款打造總統「個人光環」的閱兵式自然也免不了被輿論批評。很多人質疑甘迺迪的軍事指揮能力，他們認為甘迺迪沒有顯赫戰績，相反他當年指揮的魚雷艇被日軍輕易擊沉，耗資建造這艘魚雷快艇的複製品只是為了他自己的虛榮心。

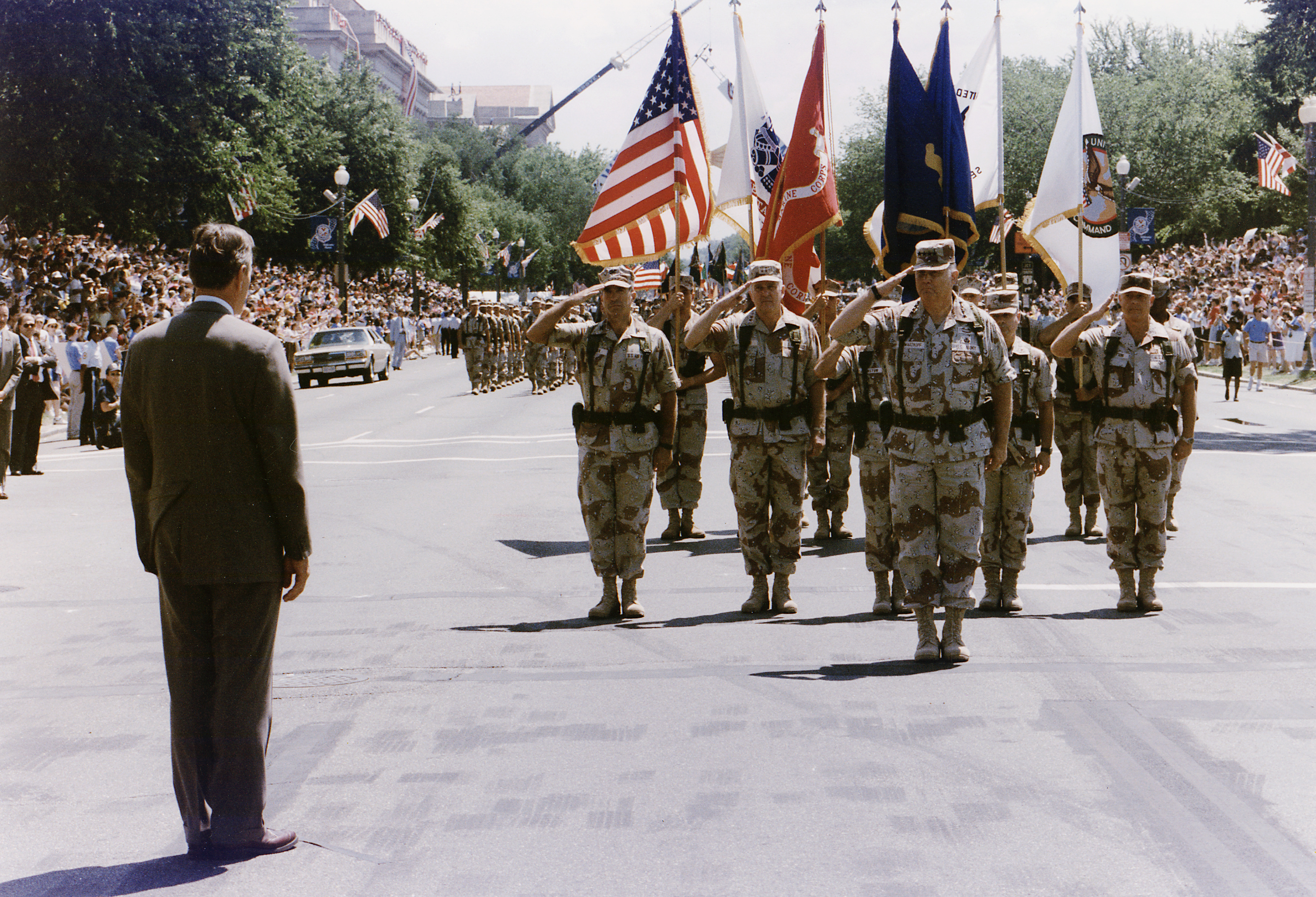
1991年海灣戰爭勝利閱兵儀式上，諾曼·史瓦茲柯夫上將率領受閱部隊向總統老布希致意

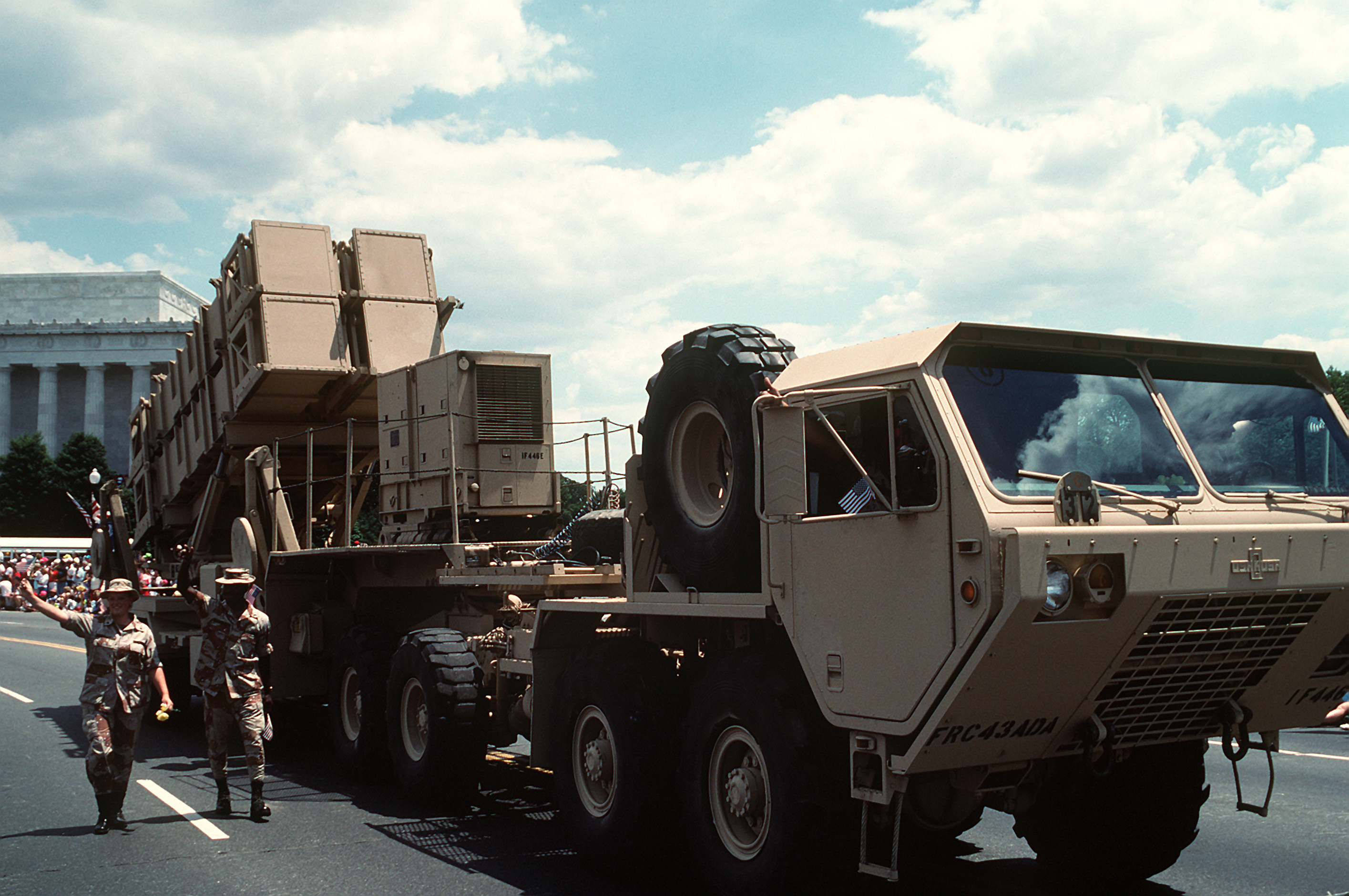
海灣戰爭勝利閱兵式上展示的MIM-104愛國者飛彈

- 1991年6月8日，幾十萬群眾聚首於華府的街頭兩旁，等待著慶祝海灣戰爭勝利的閱兵大典。時任美國總統老布希、副總統丹·奎爾及內閣官員於防彈玻璃構成的檢閱室檢閱部隊，大約8800名參與過海灣戰爭的美軍官兵在閱兵總指揮諾曼·史瓦茲柯夫上將率領下走向憲法大道，經過白宮轉向五角大樓。隨後包括M1主戰坦克、M2步兵戰車、「愛國者」飛彈和M109自行火炮等通過檢閱台。戰鬥機群和直升機群飛越華府上空，場面十分壯觀。哥倫比亞廣播公司當時報導卻稱，這麼多的軍事裝備在移動，「看上去如同華盛頓受到了攻擊」。然而，這場大規模閱兵背後付出相當大的環境損害代價。華府市政廳為了給裝甲列隊開路而拆除閱兵路線上的路燈杆，事後再裝回去。67噸的M1主戰坦克在憲法大道柏油馬路上輾過造成深深的車轍，由於憲法大道的有效承重僅有30噸，坦克嚴重超重，加上當日艷陽高照致使進一步使瀝青軟化難以修復。在一群攻擊直升機在國會大廈上空咆哮而過時所掀起的風沙如同沙塵暴，礫石和沙塵像機槍一樣四處掃射，破壞了附近的赫施霍恩博物館與雕塑園，造成園內寧芙女神青銅像明顯受損。五角大樓最後只好撥出專款進行修復，以「戰爭損失」的名義報銷。
- 2018年8月17日，唐纳德·特朗普宣布取消原定于当年11月10日在华盛顿举行的阅兵，原因是华盛顿地方政府企图敲竹杠。报道指出，阅兵预计花费9200万美元，是白宫最初估算的3倍，其中大约5000万是国防部用于阅兵所需的飞机、设备及人员。另外的4200万由其他机构支出，用于安全保卫等费用。
- 2019年7月4日，美国第243个独立日。这次独立日庆祝活动与往年不一样，多了阅兵。这次阅兵式只能算是迷你版阅兵，因为规模实在是太小。有2辆“艾布拉姆斯”主战坦克、2辆“布莱德雷”步兵战车、1辆M88装甲抢救车和1辆“悍马”高机动越野车充当道具。最有阅兵气氛的是空中分列式，参加的机型和单位有“空军一号”专机、B-2隐形轰炸机、F-35和F-22隐形战斗机、蓝天使飞行表演队以及MV-22和AH-64等共23架飞机，它们依次飞过林肯纪念堂上空。[37]
- 2025年6月14日，美国华盛顿特区举行美国陆军建军250周年阅兵典礼，以纪念美国陆军成立250周年。此次阅兵耗资巨大，因此遭到两党的批评（英语：Bipartisanship in United States politics）。另一项争议在于阅兵式选在总统特朗普生日举行，批评人士认为此举将军队政治化，并将其与威权政权下举行的阅兵相提并论。

### 法國
- 自1880年以来，法国的国庆日阅兵是西方历史最悠久、规模最大的定期阅兵式。国庆日阅兵几乎已经成为一种传统。

- 1914-1918年的第一次世界大战曾使法国国庆阅兵中断4年。

- 1919年7月14日，巴黎香榭丽舍大街举行国际性的“胜利大阅兵（法语：Défilé de la Victoire）”，約瑟夫·霞飛、費迪南·福煦和菲利普·贝当等三位法国元帅是主要组织者，各协约国王牌部队浩浩荡荡走过凯旋门，其中甚至包括来自暹罗（今泰国）的远征军。

- 1940年德军占领巴黎后，法国又连续4年未能在巴黎举行国庆阅兵。然而，流亡英国的自由法国运动领袖戴高乐却在英国首都伦敦举办了两次国庆阅兵，激励法国战士为解放祖国而战。

- 1959年7月14日，戴高樂首次以總統身份閱兵，並向時任總理米歇尔·德勃雷和法蘭西共同體11國的時任元首贈送國旗。[38]

- 1989年7月14日法国纪念大革命200周年（法语：Bicentenaire de la Révolution）阅兵式。法国举行了隆重的庆祝活动。在巴黎爱丽舍田园大街上举行的阅兵式上，100多台装甲车、2000名士兵、80架战机接受了检阅。30位外国元首以及数千位外国来宾观看了阅兵。在现场，有50多万观众观看了阅兵。当天晚上，在《马赛曲》乐曲声中，2万支焰火发射至空中，4000多名来自世界各地的演员参加了在协和广场举办的大型演出。

- 1994年，法国总统密特朗邀请欧洲军团里的德国部队参加国庆阅兵，外界更将此举看成是欧洲一体化和法德百年世仇实现真正和解的表现。

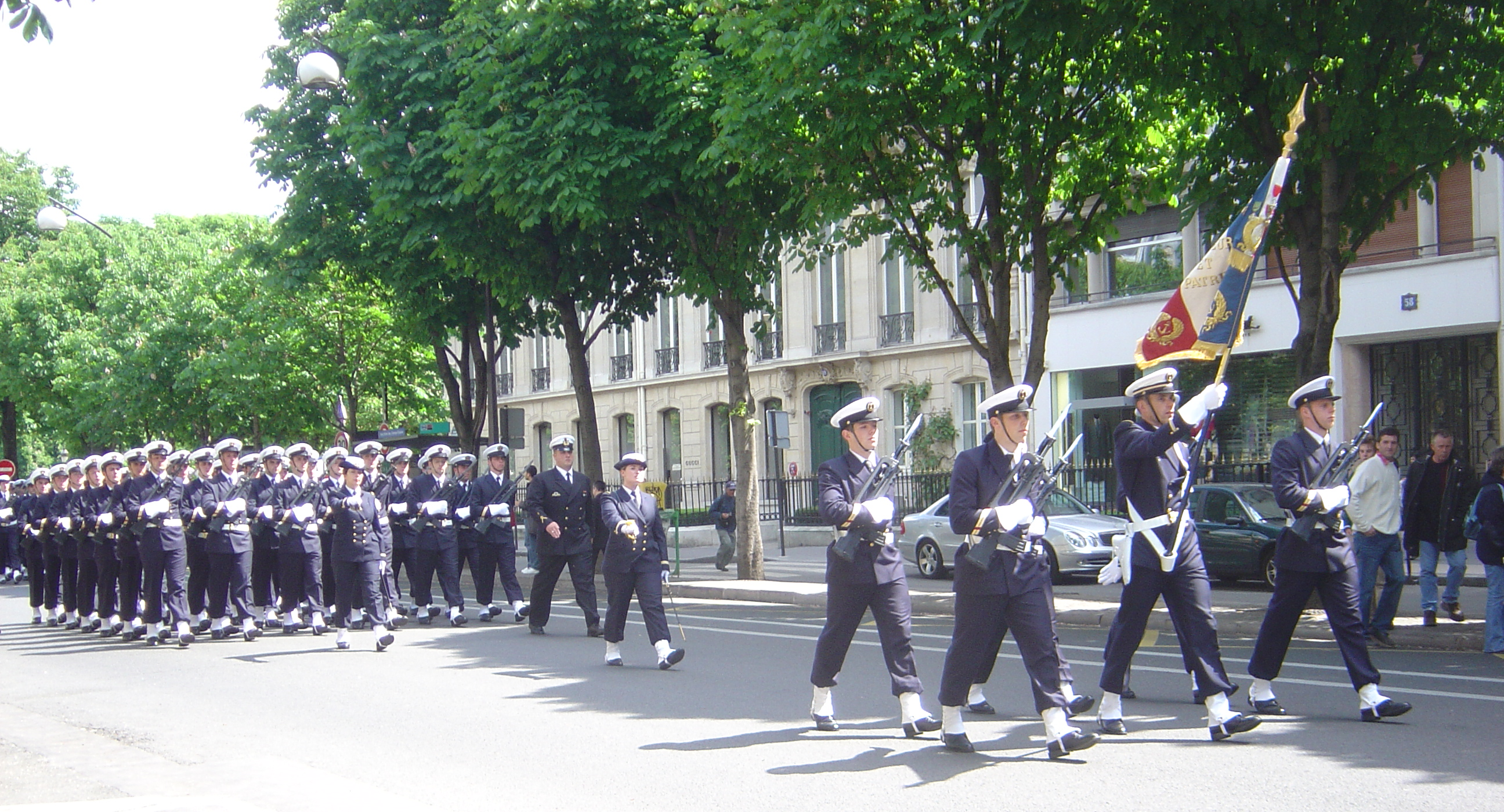
法国阅兵式

- 2002年7月14日法国国庆日，巴黎举行了盛大阅兵式，法国总统希拉克在三军参谋长凯勒什将军的陪同下检阅了参加阅兵式的部队。在希拉克抵达凯旋门的时候，人群中突然有一个男子向希拉克开枪。周围警察在听到响声后，立即将此人制伏。

- 2004年的法国国庆阅兵以纪念“法英友好协议”签署百周年作为主题之一，数十名英国预备役军人出现在香榭丽舍大街上，而英国皇家空军也在飞行表演中一展身手。

- 自法国第五共和国成立以来，所有的总统都会在国庆节那天特赦一批犯人。这已经成了一种传统。但是在2007年，当时新上任的总统萨科齐却明确表示要废弃这种传统做法。向来坚持法制、积极打击犯罪的萨科齐说，有人建议他在国庆节特赦3000名犯人，但是他断然拒絕。

- 2008年7月14日更是创造了法国国庆阅兵的许多“首次”。联合国维和部队首次参加阅兵，“米格”战机也首次飞临巴黎，使不少人感到意外。

- 2009年7月14日法国纪念法国大革命220周年阅兵式，法国总统萨科齐以阅兵首长身份检阅了受阅部队，并在阅兵式结束后表示：尽管金融危机使法国财力吃紧，但法国仍致力于保持防务预算规模，不会在高技术军事装备研发领域削减开支。阅兵式上首次出现印度军队方阵：400名印度陆海空三军士兵身穿具有印度特色的军服，伴随着印度军乐从凯旋门出发，在巴黎香榭丽舍大街上列队行进。法国陆海空三军受阅方阵跟随其后。

- 2011年7月14日法国纪念法国大革命222周年阅兵式，萨科齐再次以阅兵首长身份检阅受阅部队，本次阅兵有7000名军人、３００余辆各种车辆和２４１匹战马参加了本次阅兵式；50架飞机和34多架直升机参加了空中飞行表演。本次阅兵的主题是展示法国派遣海外的“军人的雄姿”，曾在阿富汗服役受伤的法国士兵走在检阅队的前列。被派驻海外的士兵在阅兵仪式上表现展示勇气与力量的“毛利战舞”。部分士兵方阵边行进边放声高歌，这在法国国庆阅兵史上尚属首次。[39] 在此之前，2012年法国总统选举法国绿党候选人爱娃·若利曾倡议取消每年7月14日举行的国庆阅兵式，代之以“公民游行”。但遭到法国公众及舆论的广泛抨击。 [40]

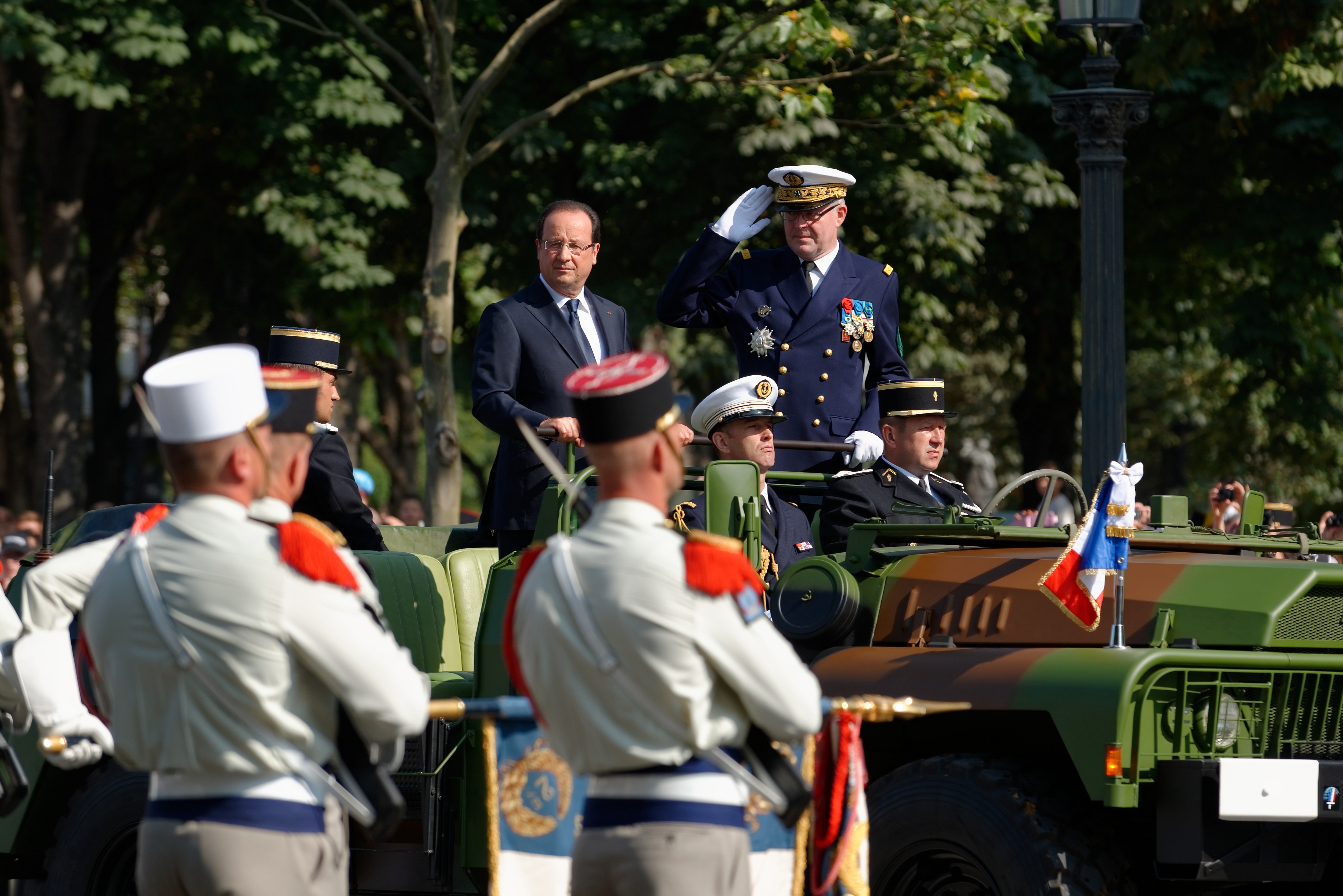
法國總統奥朗德校閱軍隊

- 2012年7月14日法国纪念法国大革命223周年阅兵式，总统弗朗索瓦·奥朗德首次以阅兵首长身份检阅受阅部队。本次阅兵以“为国家和世界和平服务的法国军队”为主题。当天上午，巴黎天气多云转晴，9架飞机在巴黎上空拉出法国国旗红白蓝三色彩烟，拉开了阅兵式的序幕。法国参加联合国维和任务的“蓝盔”部队最先出场，显示了法国军队服务世界和平的主题。共有4950名男女军人参与阅兵，动用了241匹马、450辆军车和82辆摩托车。此外，有66架飞机和32架直升机在巴黎上空进行了表演，其中无人驾驶侦察机是第一次参加阅兵式。[41]

- 2014年7月14日法國紀念第一次世界大戰爆發一百週年，總統弗朗索瓦·奧朗德在巴黎觀看了國慶閱兵，希望對世界傳達和平的信息。

- 2017年7月14日正值紀念美國加入第一次世界大戰與法軍並肩作戰100週年，法國新任總統艾曼紐·馬克宏檢閱部隊，美國總統川普受邀出席，法美友誼成為該年國慶的聚焦點。馬克宏打破以往國慶節採訪的傳統，而改為在閱兵主席台上發表了莊嚴的演講。他說：「我們慶祝法國，這個把我們團結在一起的國家，這種我們稱之為自由的絕對獨立，這種我們稱之為平等的給予每個人的機會，這種我們稱之為博愛的絕不丟棄任何人的決心。」在講到法美友誼時他說：「我們找到了可靠的盟友，他們前來援助我們。美利堅合眾國就是這樣的國家。沒有什麼能把我們分開。美國總統川普和夫人就是穿越時間的友誼象徵。我要感謝他們100年前就做出的選擇。」

- 2019年7月14日，法国举行国庆阅兵仪式。阅兵式长达两小时，除了常规的军队步兵、骑兵和装甲车等军用车辆列队经过香榭丽舍大街接受检阅之外，还首次集中展示了在法国军队中使用的无人机、机器人等高科技装备。一款喷气动力“悬浮滑板”将当天的表演推向高潮。[42]

### 德国

#### 納粹德國
- 1934年，希特勒於紐倫堡檢閱德軍。
- 1937年，希特勒於柏林閱兵歡迎墨索里尼訪德。
- 1938年3月14日，德军在奥地利首都维也纳进行了盛大的阅兵式。同年希特勒於柏林舉行閱兵歡迎霍爾蒂·米克洛什訪德。
- 1939年4月20日，納粹德国举行了盛大阅兵仪式，庆祝元首希特勒50岁生日。
- 1939年10月，德軍占領波蘭全境後在華沙舉行慶祝勝利的閱兵儀式，德軍各部隊陸續走過檢閱台接受希特勒檢閱。
- 1940年3月10日，希特勒向新崗哨無名塚敬獻花圈，在慰問傷兵過後於新崗哨前進行了閱兵式。
- 1940年7月9日，納粹德国於柏林组织了规模空前的胜利大阅兵。德国上下都为希特勒喝彩。
- 1942年3月15日，希特勒向新崗哨無名塚敬獻花圈，在慰問傷兵過後於菩提樹下大街舉行閱兵典禮。

希特勒於紐倫堡閱兵
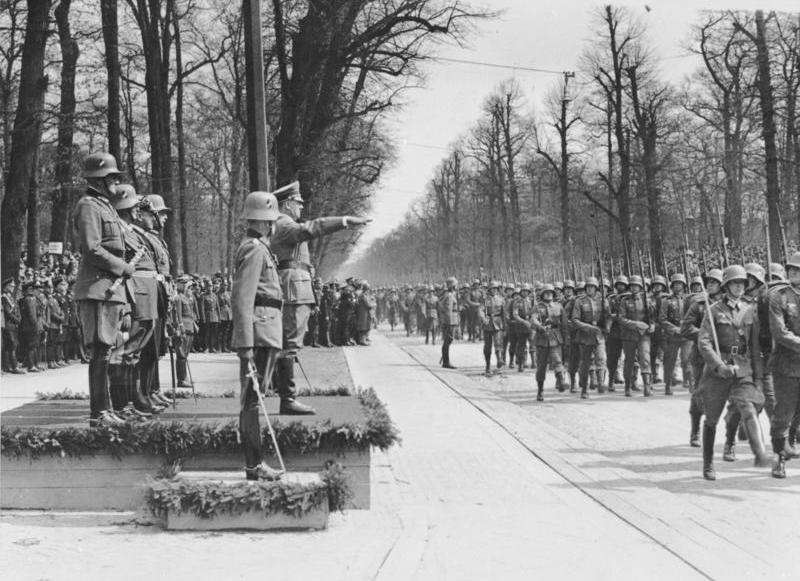
希特勒於柏林閱兵

#### 东德
- 1961年5月1日德意志民主共和国庆祝五一国际劳动节阅兵式。
- 1969年10月7日德意志民主共和国庆祝建国20周年阅兵式。
- 1979年10月7日德意志民主共和国庆祝建国30周年阅兵式。
- 1989年10月7日德意志民主共和国庆祝建国40周年阅兵式，为民主德国（东德）历史上最后一次阅兵，时任德国统一社会党总书记的昂纳克以及苏共中央总书记的戈尔巴乔夫出席了这次阅兵式。

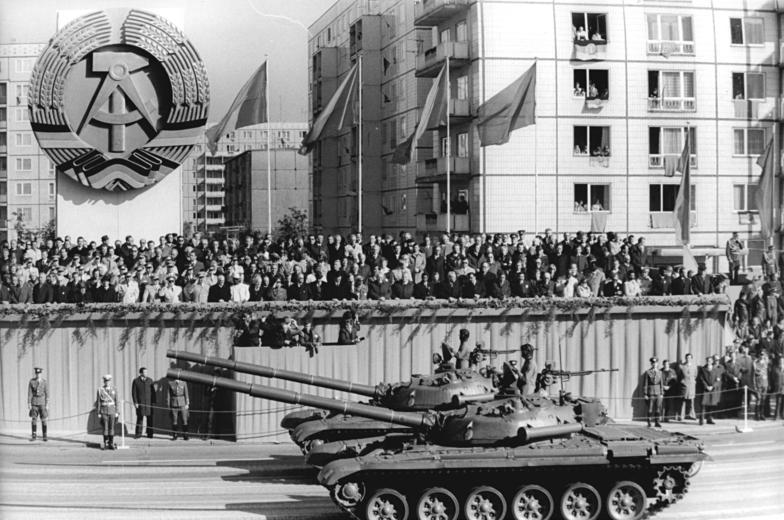
民主德国30周年阅兵式
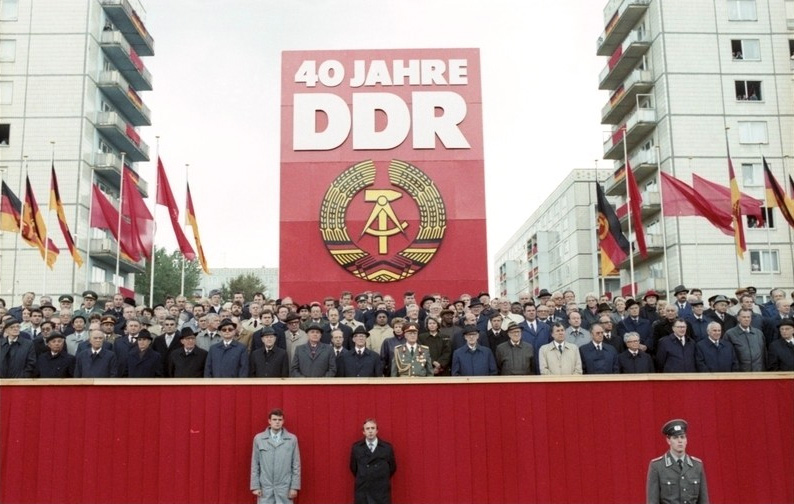
民主德国40周年阅兵式
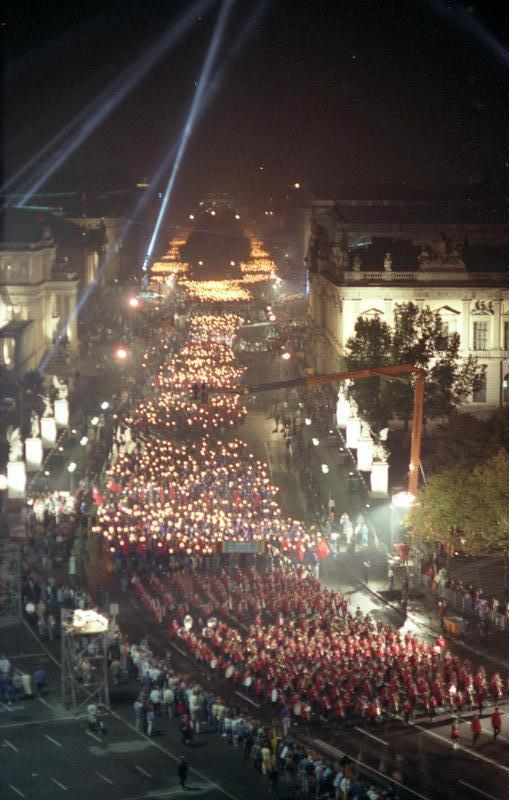
民主德国40周年晚會

### 其他国家

#### 義大利

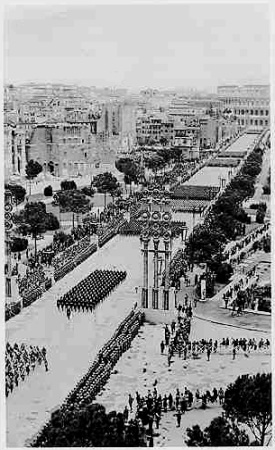
墨索里尼時代的義大利閱兵式

義大利王國時期於每年的3月17日舉行閱兵紀念義大利統一，法西斯義大利時期則著重於慶祝向羅馬進軍紀念日。戰後義大利改制為共和，改於每年6月2日慶祝共和紀念日。
- 1948年6月2日，新成立的義大利共和國在羅馬的帝國廣場大道上舉辦了第一次閱兵式遊行。

- 1949年6月2日，該年義大利加入北約組織，10個大型慶典同時在整個國家舉行。

- 1950年6月2日，共和國日的閱兵遊行有了正式的慶典議程。

- 2006年6月2日意大利首都罗马举行盛大阅兵式，庆祝意大利共和国成立60周年。来自意大利陆、海、空三军各兵种、宪兵和警察部队、消防部队、各军事院校的近7000名官兵，以及近百架飞机、直升机和300多辆军车参加了阅兵式。意大利总统、武装部队最高统帅乔治·纳波利塔诺在阅兵式开始前发表讲话，祝贺意大利共和国迎来60周岁生日。他还向在伊拉克以及阿富汗牺牲的意大利士兵表示敬意。随后，数以万计的意大利民众和旅游者观看了阅兵式的盛况。

- 2009年6月2日意大利首都罗马举行阅兵式,庆祝意大利共和国成立63周年。阅兵仪式按照惯例在罗马市中心帝国广场大道上举行,来自意大利三军各兵种、宪兵和警察部队、各军事院校的6400名官兵依次列队接受了检阅。意大利总统兼武装部队最高统帅乔治·纳波利塔诺在致辞中祝贺意大利共和国迎来63周岁生日,并向为意大利的自由、独立和团结作出牺牲的意大利士兵表示敬意。今次国庆阅兵式从持续时间、受阅人数到观礼台的搭建规模都比往年有所缩减,由此节省下来的100万欧元资金将用于阿布鲁佐大区的震后重建。

- 2011年6月2日举行国庆节阅兵活动，纪念意大利统一150周年暨意大利共和国建国65周年。当天11时许，阅兵式开始。此次阅兵式主要由3部分组成：首先是历史回顾，士兵穿着不同时期的旧式军服接受检阅，展示意大利军队的发展历程；然后是表现意大利军队参与的国际行动，包括中国在内的数十个国家旗手和士兵也在此环节登台亮相；最后是展示当前意大利军队的风采，装甲车、无人侦察机、遥控机器人等军用设备也纷纷出场。阅兵式持续约80分钟，超过5200名士兵参与了此次活动。阅兵式在骑兵展示中进入尾声，9架飞机掠过罗马上空，喷出象征意大利国旗的红白绿三色烟雾。意大利总统纳波利塔诺、总理贝卢斯科尼、两院议长、政府和军方高层观看了此次阅兵式。

- 2015年6月2日，義大利首都羅馬舉行一年一度的閱兵式，慶祝義大利國慶。閱兵儀式在羅馬市中心的帝國廣場大道上舉行，來自義大利各兵種、宪兵和警察隊伍、各軍事院校的數千名官兵列隊接受檢閱。該儀式中最吸睛的部份是空軍特殊部隊「三色箭」特技飛行表演隊的空中特技，噴出義大利國旗紅、白、綠三種顏色的尾煙。總理倫齊攜參、眾議院議長等政府高級官員出席了此次閱兵與慶典活動。義大利總統塞爾焦·馬塔雷拉和國防部長皮諾蒂到威尼斯廣場附近的無名烈士紀念碑前致意。

#### 西班牙

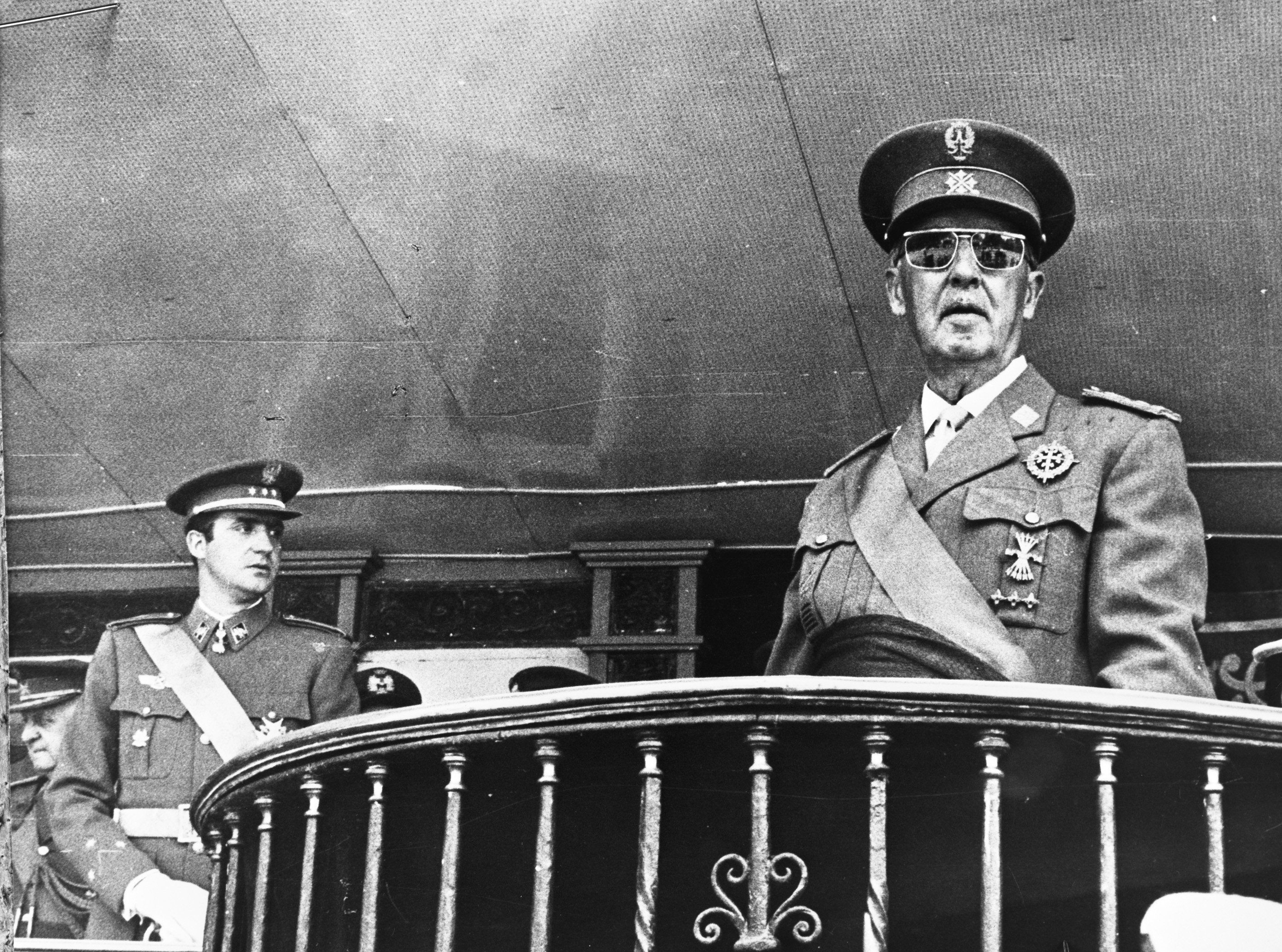
1969年，佛朗哥與指定接班人胡安·卡洛斯一世於閱兵式

- 佛朗哥時代的西班牙時常於馬德里以閱兵儀式紀念西班牙內戰勝利日。
- 2006年10月12日西班牙举行了一年一度的国庆阅兵式，美国国旗自2003年之后再一次出现在受阅的国旗方阵之中。“国旗”方阵是西班牙国庆阅兵与他国阅兵不同的特点之一。这个方阵中的国旗由联合国各国国旗组成。从国旗的有无，还可窥探出其与他国的外交关系。2004年3月，萨帕特罗赢得大选，就任后立即下令从伊拉克撤出西班牙全部军队，西美关系从此恶化。2004年西班牙国庆节前夕，当时的国防大臣博诺宣布，国庆阅兵式不再出现美国国旗。自此，美国国旗连续两年在西班牙国庆阅兵式上不见踪影。
- 2015年10月12日，西班牙在首都馬德里舉行國慶日大閱兵，西班牙國王費利佩六世和王后帶著兩個小公主一起出席慶祝活動。約3400名軍方和國民警衛隊士兵、48輛車輛以及53架飛機參加了此次大閱兵。

#### 葡萄牙
- 2016年6月10日，葡萄牙於里斯本舉行國慶閱兵典禮，葡萄牙總統馬塞洛·雷貝洛·德索薩在國慶日慶祝活動上發表講話並檢閱三軍部隊。總理安東尼奧·科斯塔也率領百官出席了慶祝活動。

#### 芬兰
芬蘭的閱兵傳統可以追溯到瑞典帝國統治時期，後來在俄羅斯帝國統治期間有些細節改採俄式特色，結合原有的瑞典傳統和當地習慣。如今，芬蘭國防軍及其後備部隊、芬蘭地方防衛部隊、芬蘭國防訓練協會、芬蘭邊防衛隊和警察每年都會在6月4日國防軍授旗日暨芬蘭元帥卡爾·古斯塔夫·埃米爾·曼納海姆誕辰紀念日以及12月6日獨立紀念日舉辦閱兵式，全國閱兵在當年選定的主辦城市舉行，包括當地軍隊和警察編隊參與檢閱。首都赫爾辛基自1997年以來每五年舉辦一次國軍授旗日閱兵。

#### 希腊
希臘武裝部隊通過在該國主要城市舉行的盛大閱兵式來回顧國家悠久的歷史以及軍隊在防禦的進程與發展中所發揮的關鍵作用，這些閱兵式融合了英國、法國、丹麥和德國的模式，政府在獨立紀念日（3月25日）、Ohi day（10月28日）以及其他主要城鎮的解放日會舉辦閱兵式紀念二戰和希臘內戰中的陣亡將士。

#### 捷克

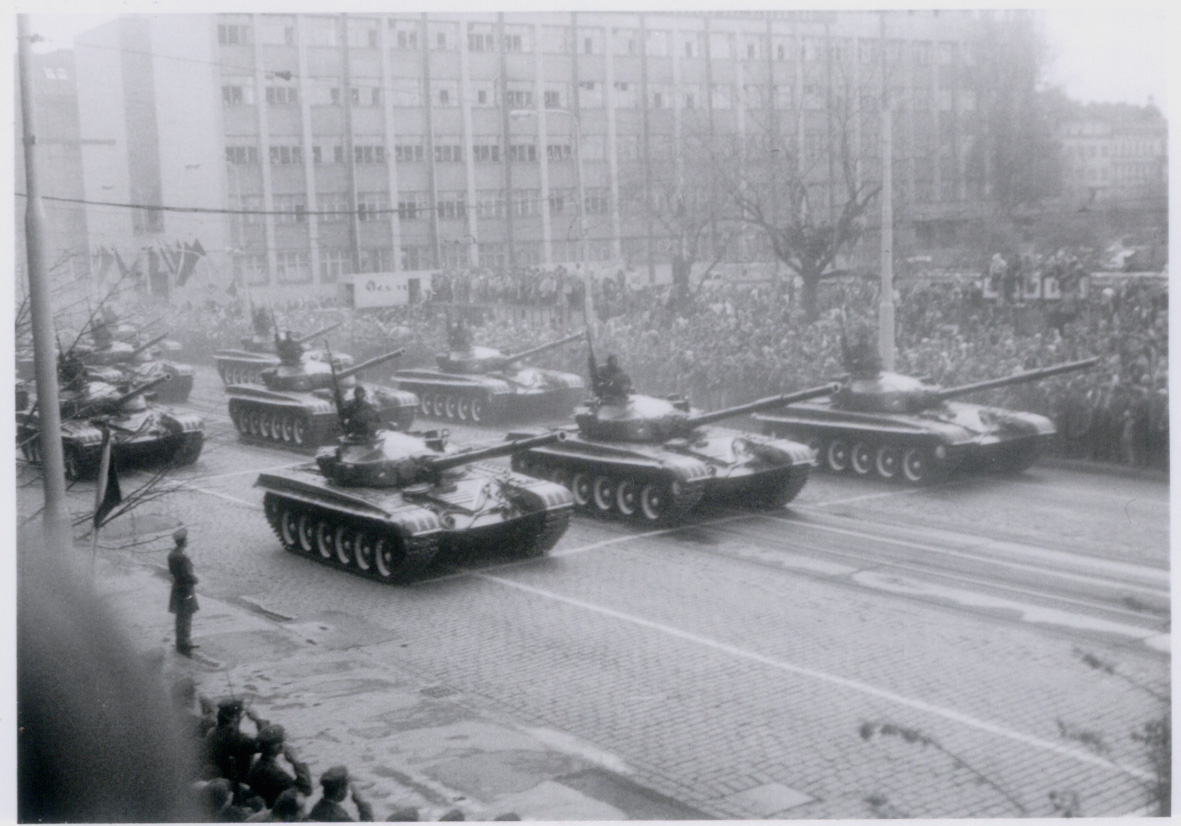
1985年5月9日勝利日，捷克斯洛伐克人民軍的坦克參與在布拉格萊特納廣場舉行的閱兵式。

捷克共和國的大型閱兵典禮每十年在首都布拉格舉行一次，受閱部隊包括全體現役軍警人員。第一次閱兵於2008年舉行，以紀念1918年10月28日捷克斯洛伐克的成立。2018年10月時舉辦第二次，以慶祝捷克斯洛伐克建國百年紀念，來自國外的軍隊參與該次校閱。
1918年之前的閱兵儀式遵循其宗主國奧匈帝國的軍事傳統。至捷克斯洛伐克社會主義共和國時期定期舉辦閱兵，捷克斯洛伐克人民軍的首次閱兵於1951年在萊特納廣場舉行。此後每五年在5月9日舉行一次閱兵，以紀念第二次世界大戰的結束和捷克斯洛伐克的解放。為了紀念後者的慶祝活動，遊行樂隊會在閱兵式上先演奏蘇聯國歌，隨後再演奏捷克斯洛伐克國歌。社會主義時期的最後一次閱兵於1985年舉行。

#### 波蘭
波蘭武裝部隊和波蘭警察每年在首都華沙舉行兩次閱兵 (波蘭語：Defilada wojskowa) ：武裝部隊日閱兵受閱部隊會通過烏亞茲多夫大道展演地面分列式、國家獨立日則在畢蘇斯基廣場的無名烈士墓前舉辦。這兩大閱兵活動皆有駐紮在該國附近或境內的北約人員參與。武裝部隊日閱兵於2007年和2008年的閱兵式，是恢復該節日以來的首次盛大閱兵，自2013年起每年舉行一次。近代波蘭的首次閱兵於1945年1月17日舉行。1989年之前，閱兵在7月22日波蘭重生國慶日於華沙科學文化宮前的閱兵廣場舉行，紀念1944年斯大林簽署《波蘭民族解放委員會宣言》周年。當時，波蘭人民共和國在閱兵方面沿襲了蘇聯模式，由國防部長乘坐檢閱車檢閱部隊。1966年，在慶祝波蘭基督教化千年慶典期間的7月22日閱兵式，參與閱兵的軍事院校的學員和波蘭儀隊成員皆身著歷史可以追溯到皮亞斯特王朝時期的傳統軍裝出席檢閱。1985年5月9日，波蘭當局於華沙舉辦勝利紀念日閱兵式以紀念二次世界大戰歐洲戰場勝利和波蘭人民軍建軍40週年，領導人雅鲁泽尔斯基出席觀禮。2019年，官方恢復了每年一度的5月3日憲法日閱兵，該活動於1939年首度舉行，自1990年以來斷斷續續。
除此之外，波蘭軍警也會在其他在主要城市和省會城市舉行小型閱兵。

#### 羅馬尼亞
羅馬尼亞的閱兵（Parada militara/Defilada militara）傳統可溯源至羅馬尼亞王國時期，風格承襲俄羅斯、德國和希臘的模式（自1918年加入特蘭西瓦尼亞以來融入匈牙利模式）。在1947年至1989年間作為社會主義共和國，這些傳統全部被蘇聯模式取代。8月23日是從法西斯佔領解放日，也是目前的黑絲帶日，在布加勒斯特舉行的主要閱兵儀式中，羅馬尼亞人民軍慶祝1944年的八二三武装起义，這場政變結束了羅馬尼亞多年的法西斯統治，為苏联占领比萨拉比亚和北布科维纳的直接成果之一。首次閱兵於1945年政變周年之際舉行，同時慶祝盟軍在第二次世界大戰歐洲戰場的勝利日。社會主義時期的最後一次閱兵在1989年8月23日舉行，由尼古拉·齊奧塞斯庫主持並出席檢閱。大多數閱兵式在布加勒斯特的戴高樂廣場舉行，當代的閱兵式則在首都憲法廣場與聯盟大道或基塞萊夫大道舉行，偶爾有來自北約國家的武裝部隊參加。
目前羅馬尼亞武裝部隊可能但不限定舉行閱兵的節日包括北約日（4月首個週日，可移動日期）、陸軍日（4月23日）、獨立勝利日和歐洲日（5月9日）、國王節（5月10日）、空軍日（7月20日）、海軍節（8月15日）、武裝部隊日和國王米哈伊一世誕辰紀念日（10月25日）、山地部隊日（11月3日）和國家統一日（12月1日）以及國內各大軍事院校及士官學校的校慶活動。武裝部隊偶爾也會在除了首都以外的部分主要城市舉行小型閱兵。

#### 阿尔巴尼亚

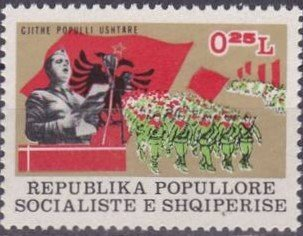
阿爾巴尼亞社會主義時期發行的霍查閱兵郵票。

阿爾巴尼亞長期以來受到希臘和義大利甚至蘇聯傳統的影響。在阿尔巴尼亚社会主义人民共和国時期，解放日是該國主要的全國性節日，阿爾巴尼亞人民軍會在當天於地拉那的民族烈士大道上舉辦閱兵式。歷屆閱兵於1954年、1959年、1964年、1974年、1984年與1989年舉行。受閱部隊通常由退伍軍人、學生、民兵以及正規部隊人員組成。
民主化後，阿尔巴尼亚武装力量在11月28日阿爾巴尼亞獨立日暨憲法日舉行閱兵式。較受矚目的閱兵式之一是阿爾巴尼亞獨立100週年慶典上來自科索沃安全部隊的一支由65名士兵組成的特種部隊以及其他國家的特遣隊參加了該次閱兵。另一次於2007年12月4日，政府以紀念阿爾巴尼亞武裝部隊建軍95週年的名義舉辦了閱兵活動。

#### 越南

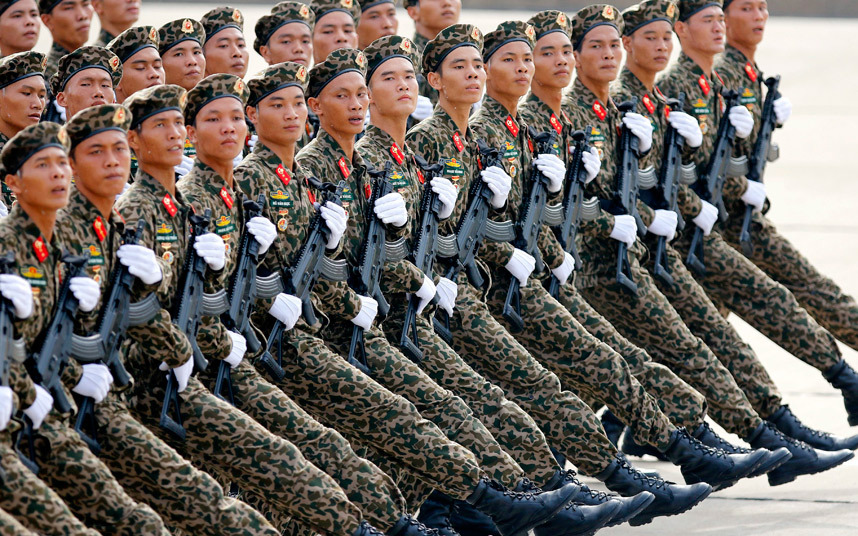
越南阅兵

- 1955年9月2日，北越在首都河内慶祝奠邊府戰役胜利、越南赶走法国一周年、八月革命成功及建国十周年，举行了历史上首次大规模的阅兵式，胡志明於主席台上檢閱越南人民軍。
- 1956年9月2日，胡志明主席與越共黨和國家領導人出席在河內巴亭廣場舉行的建國十一周年閱兵式。
- 1973年5月1日，越南人民軍在河內巴亭廣場舉辦隆重的閱兵式慶祝國際勞動節，國防部長武元甲乘坐檢閱車檢閱部隊。
- 1975年5月15日，攻占越南共和國首都西貢的越南人民軍於當地舉行勝利大閱兵，展示裝備有中國制59式坦克、63式裝甲車以及65式高射炮等重型武器。
- 1975年9月2日，越南於河內舉行閱兵儀式慶祝建國三十周年。
- 1985年9月2日，越南於河內舉行長達兩個小時的閱兵儀式慶祝建國四十周年，蘇聯製造的T-54坦克、火箭發射器和重型火砲以及超過20,000名軍人和22,000名平民參加該次分列式與遊行，另有安排空中分列式演出。總書記黎筍在大會演說中敦促支持經濟改革並與其他共產主義國家合作加速國家重建，並希望結束對抗、透過重啟公開談判以解決柬越戰爭的事端。
- 1995年9月2日，越南在首都河内举行盛大的国庆阅兵式和群众游行以庆祝二战胜利暨獨立建國50周年。
- 2005年9月2日，越南在首都河内举行盛大的国庆阅兵式和群众游行以庆祝二战胜利暨獨立建國60周年。
- 2010年10月10日，越南於河內舉行近年來規模最大的一次閱兵與遊行，以慶祝首都河內建城千年紀念。
- 2015年4月30日，越南在胡志明市街頭舉行盛大閱兵式，紀念越南戰爭結束40週年。
- 2015年9月2日早晨，越南在首都河内举行盛大的国庆阅兵式和群众游行以庆祝二战胜利暨胡志明发表独立宣言70周年，大约有3万余名士兵以及民众组成方队接受检阅[59]。

##### 越南共和国
- 1957年10月26日，越南共和國於總統吴廷琰主持下於西貢舉辦國慶閱兵典禮。
- 1958年10月26日，總統吴廷琰於西貢舉辦國慶閱兵並搭乘檢閱車檢閱部隊。
- 1964年11月1日，總統吴廷琰被政變推翻周年，首届文官政府於國長潘克丑主持下舉辦國慶閱兵检阅軍隊。
- 1965年11月1日，越南共和國於西貢舉辦國慶閱兵。
- 1966年6月19日，越南共和國於西貢舉辦慶祝建軍節閱兵式，国家领导委员会主席阮文紹與中央行政委员会主席阮高祺等數名軍政要員出席檢閱受閱部隊。
- 1966年11月1日，越南共和國於西貢舉辦國慶閱兵，国家领导委员会主席阮文紹與中央行政委员会主席阮高祺等數名軍政要員出席檢閱受閱部隊。
- 1971年6月19日，越南共和國於西貢舉辦慶祝建軍節閱兵儀式，駐越美軍與韓國、泰國、澳洲、紐西蘭等國駐紮軍一同參閱。
- 1973年6月19日，越南共和國於西貢舉辦慶祝建軍節閱兵儀式，總統阮文紹檢閱部隊。

#### 古巴
- 1986年12月，古巴政府舉行大規模閱兵式慶祝古巴革命30週年紀念日，尼加拉瓜總統丹尼爾·奧蒂嘉的弟弟溫貝托·奧蒂嘉（英语：Humberto Ortega）將軍以及一些蘇聯官員出席該次閱兵。[60]
- 2006年12月2日古巴纪念武装部队建立50週年阅兵式。古巴近年来举办的最大的革命广场阅兵式，古巴国务委员会第一副主席、革命武装力量部长劳尔·卡斯特罗检阅了部队。阅兵式上，数千名士兵列队走在队伍的前列，其中有戴着红色贝雷帽特种部队、有穿蓝色制服的民兵，还有穿白色制服的骑兵。坦克、装甲车和防弹车等军事装备在阅兵式上快速列队通过哈瓦那革命广场的观礼台，游行队伍上空还有战机和直升机飞过。数万古巴民众手摇国旗从观礼台前走过，那里有来自各国的贵宾，还有数百名参加当年游击战的老战士。
- 2011年4月17日， 古巴在首都哈瓦那革命广场举行盛大阅兵式和群众游行，纪念古巴实行社会主义制度和击退雇佣军入侵，取得吉隆滩战役胜利50周年。
- 2016年12月2日是古巴革命60週年紀念日，但由於前領導人菲德爾·卡斯特罗在該年11月底逝世，當局遂將閱兵巡遊延後一個月至2017年1月2日舉行。古巴的海軍及陸軍方陣在首都哈瓦那革命廣場舉行閱兵式，領導人劳尔·卡斯特罗與軍方將領及多名政府高層官員皆有出席。革命廣場附近的一幢大廈外牆掛上了已故前領袖菲德爾·卡斯特罗的巨型海報。巡遊隊伍展示有當年搭載菲德爾·卡斯特罗返回古巴，發動革命的遊艇「格拉瑪號」的複製品。

#### 緬甸

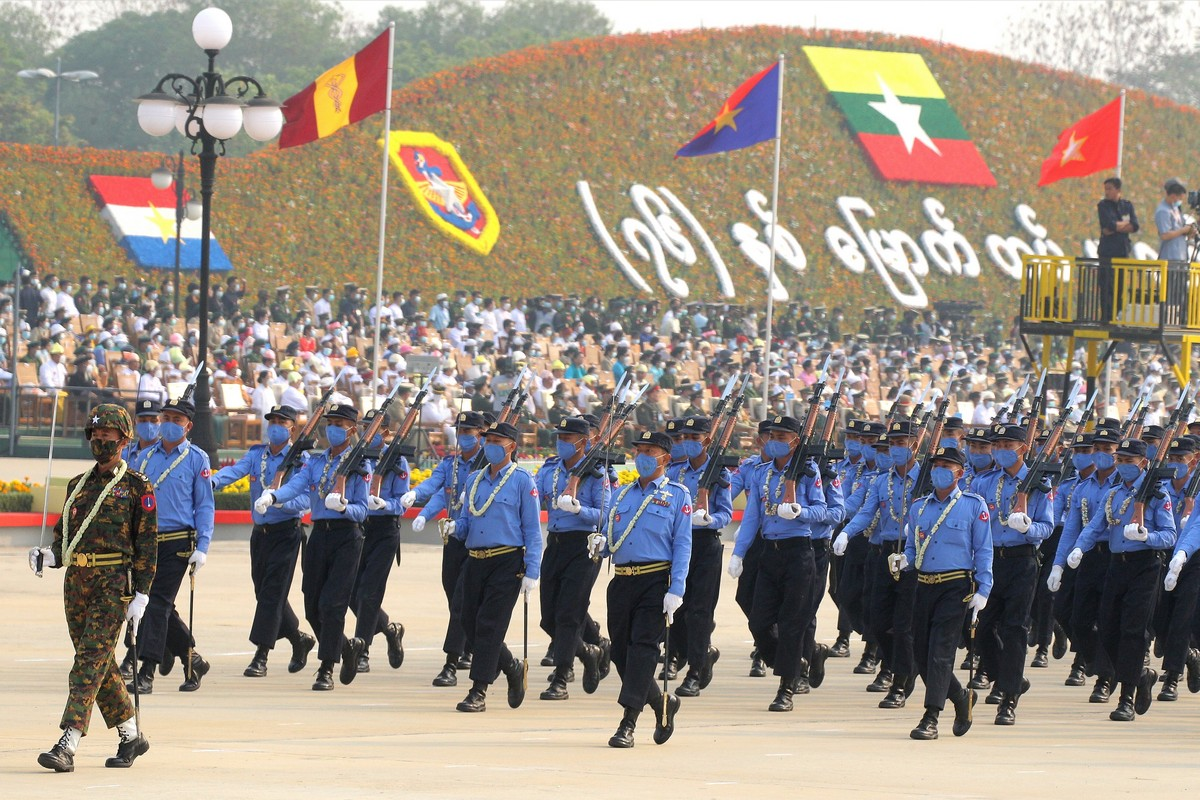
2021年3月27日，緬甸建軍76週年閱兵式

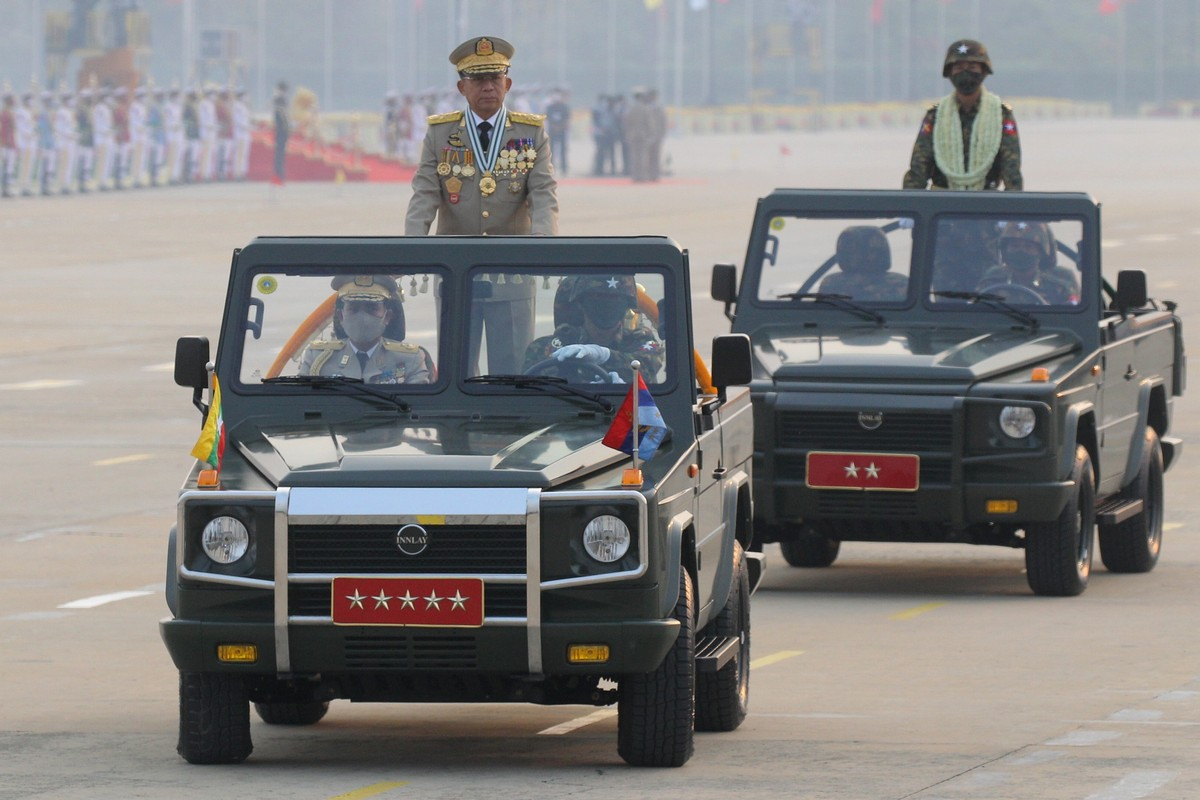
2021年3月27日，敏昂來大將乘坐檢閱車檢閱部隊

- 2006年3月27日，國家和平與發展委員會於遷都後首度於新都奈比多舉辦軍人節閱兵，軍政府主席丹瑞將軍在典禮上表示，緬甸在轉變為「有紀律的民主國家」過渡期，更需要強大的軍力作為後盾。[61]
- 2007年3月27日，緬甸軍方於新都舉辦第二次建軍節閱兵式，丹瑞發表演說表示要维持军队的强大力量，以确保国家的统一，从而使缅甸经济和政治能取得进展。[62]
- 2008年3月27日，缅甸舉辦庆祝国防军建军63周年閱兵式，丹瑞大将在建军节上强调国家正在坚定地施行“七点民主路线图”计划，军政府要确保向民选政府过渡这一历史使命的顺利完成。[63]
- 2010年3月27日，缅甸政府在首都奈比多举行盛大的建军65周年阅兵仪式，国家和平与发展委员会主席、国防军总司令丹瑞大将在阅兵结束后发表演說表示在举行全国大选时，一定要警惕“西式民主”的威胁。当日的阅兵式有1.3万名军人参加，并通过电视向全国直播；从不邀请外国记者採訪阅兵式的缅甸軍方於該年向众多西方媒体发放了采访签证。[64]
- 2013年3月27日，緬甸舉行建軍68週年閱兵式，反對黨領袖翁山蘇姬出席該次閱兵。[65]
- 2015年1月4日，缅甸政府庆祝緬甸独立67周年紀念，重啟停辦50餘年的独立日阅兵，总统吴登盛、国防军总司令敏昂來以及政府、议会、政党、社会组织和民众代表出席了活动，部分少数民族地方武装团体的代表也首次应邀出席。阅兵仪式上展示了战斗机、坦克、导弹和直升机等武器装备。[66]
- 2015年3月27日，緬甸舉行建軍70週年閱兵式，坦克、掛載導彈和戰鬥機與空降部隊參與演出，反對黨領袖翁山蘇姬抱恙缺席。[67]
- 2016年3月27日，緬甸舉行建軍71週年閱兵式，國防軍總司令敏昂來大將在閱兵式上講話強調：「軍隊是保證國家團結的唯一力量，軍隊也是憲法的維護者」。[68]
- 2018年3月27日，緬甸舉行建軍73週年閱兵式，敏昂來大將檢閱受閱部隊，緬甸空軍派出MI-17直升機參加閱兵式。[69]
- 2021年3月27日，緬甸國家管理委員會於政變一個月後舉行建軍76週年閱兵式，軍政府主席敏昂來大將檢閱軍隊，同時以武力鎮壓反抗政變的民眾。[70]
- 2022年3月27日，緬甸國家管理委員會舉辦建軍77週年閱兵式，展示軍方的戰車、車載飛彈、火砲和騎兵方陣，敏昂來大將向大約8000名維安部隊成員再次宣誓將完全殲滅反對派武裝的決心。[71]
- 2023年1月4日，緬甸軍政府慶祝緬甸獨立75週年紀念日，大批中国制武器包括凯山KS-1A地空导弹、PTL-02 100毫米轮式突击炮车及新型远程火箭炮等出现在阅兵式上。[72]
- 2023年3月27日，緬甸軍方舉行建軍78周年閱兵儀式，由軍政府主席敏昂來檢閱部隊，海陸空三軍約八千餘名軍人以及150餘件大型軍事裝備和40多架飛機、50多名騎兵參與檢閱，另有展示一批剛服役的新式軍備。[73]

#### 印度

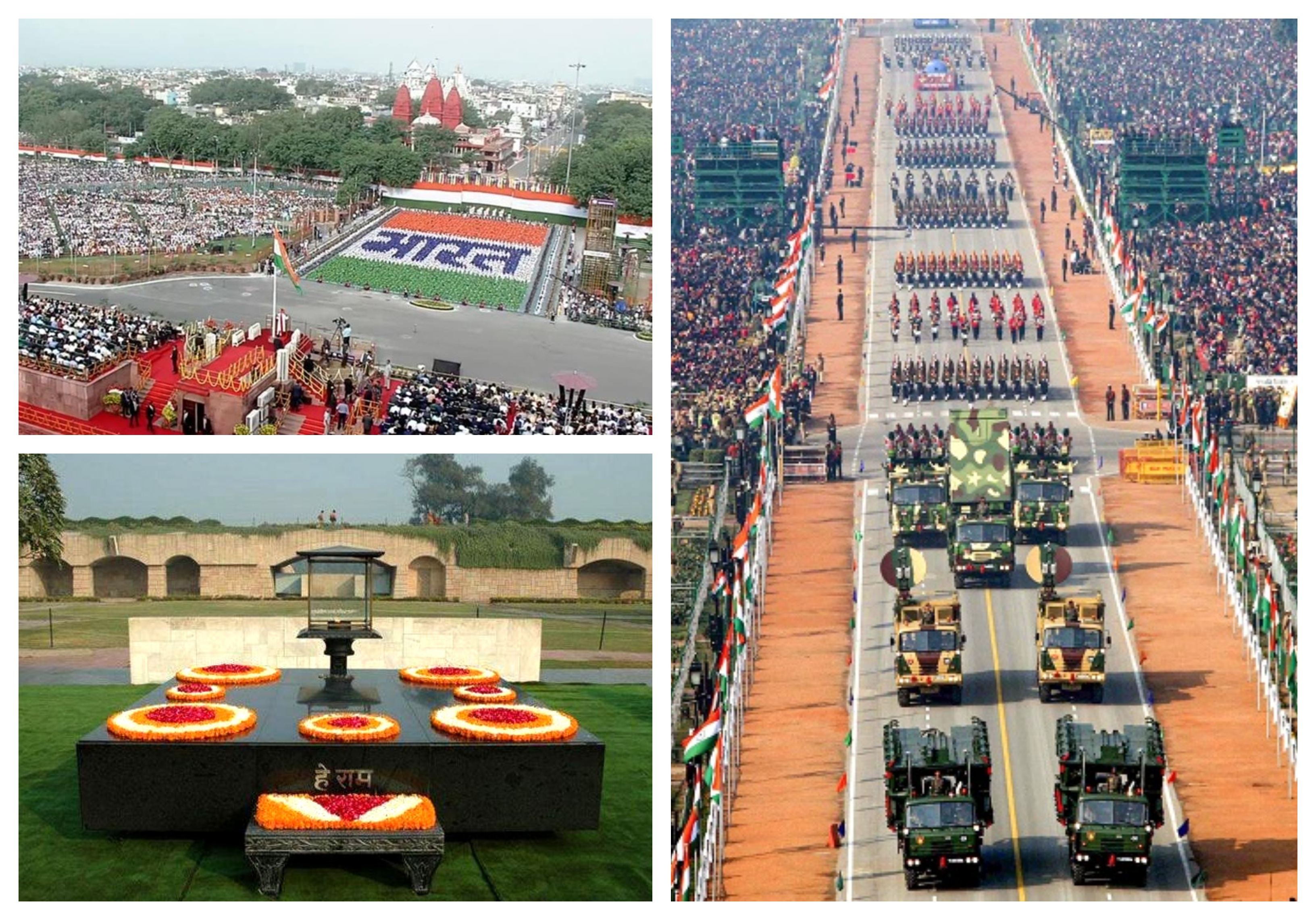
印度國慶閱兵盛況

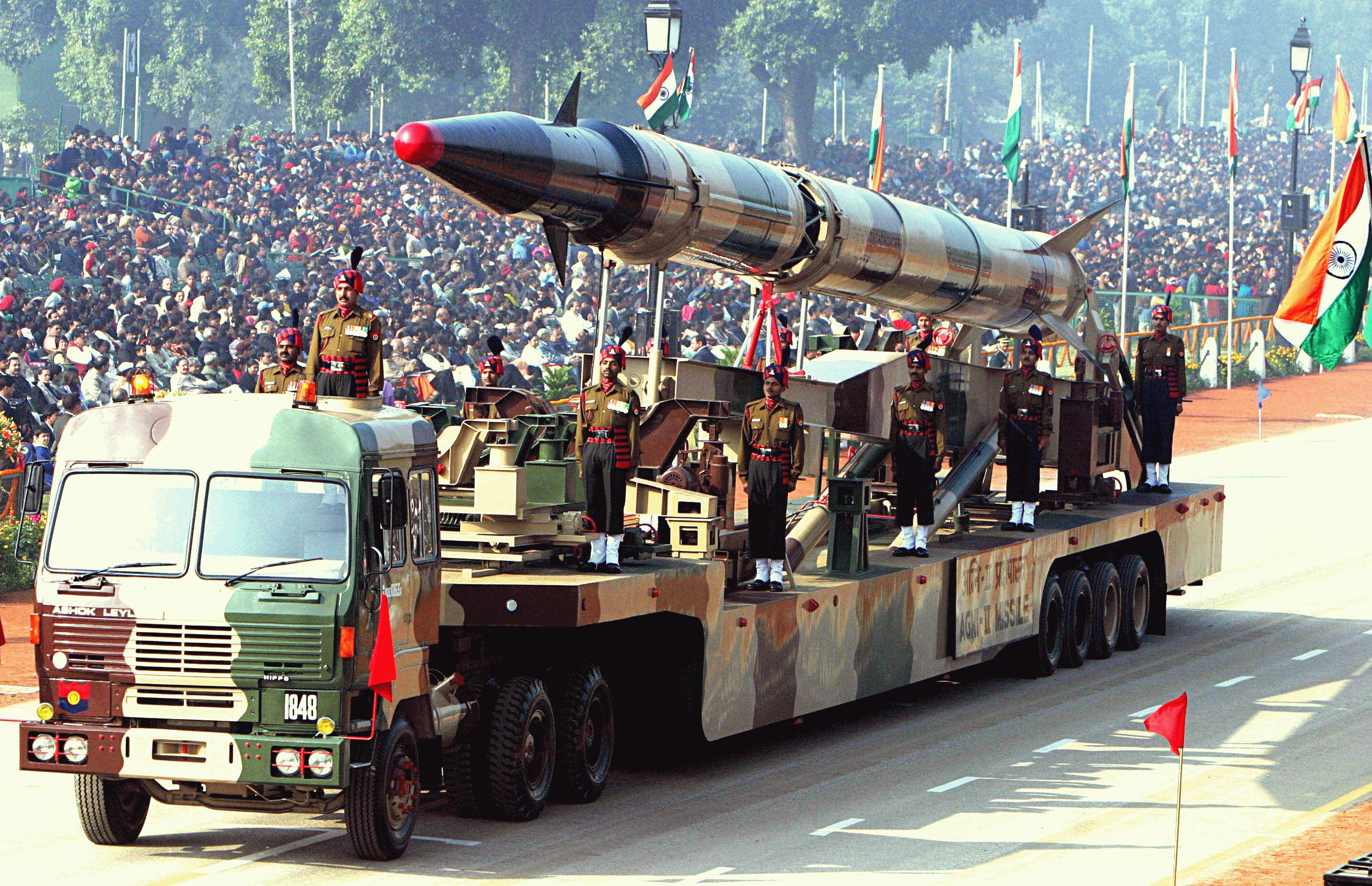
2004年印度國慶閱兵

印度每年常態化在共和國日舉辦閲兵，包括了武裝部隊分列式、武器裝備分列式、花車巡游及摩托車表演等内容，場面非常盛大，以下是幾次比較重要的共和國日閲兵。
- 2009年1月26日，印度於首都新德里举行“共和日”阅兵仪式，“大地”、“烈火”系列导弹，“通古斯卡”防空系统、“布拉莫斯”超音速巡航导弹已连续3年成为阅兵式上的常客，印度国产的“阿琼”主战坦克取代俄制T-90变身为陆军方队的主角，紧跟国际军界潮流的“信息战”小组也闪亮登场。印度空军则以模型的形式展示了新近购买的猎鹰喷气式高级教练机、苏-30MKI战斗机和自产的Rohini 3D雷达。海军方队则抬出了一艘购自美国、可运载900士兵的舰船模型。整个游行以骑兵和4架米-17直升机将花瓣撒向路边的观众开始，以直升机和战斗机掠过天际作为盛大游行的高潮和结束。

- 2013年1月26日，印度慶祝共和國成立63週年，舉行盛大的閱兵儀式。在新德里，數以千計的軍人和安全部隊成員受到圍觀的群眾的歡迎。印度總統普拉納布·慕克吉和總理辛格參加了閱兵儀式。

- 2015年1月26日，美國總統歐巴馬出席觀賞印度國慶閱兵，不但由印度海陸空三軍組成大閱兵，坦克，導彈，發射器輪番上陣，駱駝和駿馬也載著騎兵盛裝亮相，展現壯盛軍容，不過更讓人大開眼界的，是這次遊行還充分展現了豐富多元的印度文化。

- 2017年1月26日，印度在首都新德里舉行「共和國日」閱兵式，慶祝獨立68週年。印度總理納倫德拉·莫迪當天上午也蒞臨「國王大道」，看著陸、海、空軍展示新式武器，以及最負盛名的「摩托車特技方陣」，隨著人肉鐵塔、人肉金字塔、人肉風車輪番上陣，現場氣氛也被炒到最高潮。

- 2018年1月26日，印度在首都新德裏舉行閱兵式，慶祝第69個共和國日。印度和東盟各國領導人出席了閱兵式。當天上午，印度總統拉姆·納特·科溫德、總理莫迪，以及來自東盟各國的領導人，在印度總統府和印度門之間的國王大道上檢閱了印度各兵種和導彈部隊。據了解，印度政府十分重視此次閱兵，印度軍方及百餘個政府部門參與了閱兵的籌備。儀式當天，政府部署了近6萬名安保人員。2017年恰逢印度與東盟合作25周年紀念，印度總理莫迪在參加東盟峰會期間向東盟各國領導人發出了出席本次閱兵式的邀請。

#### 巴基斯坦
- 2015年3月23日，巴基斯坦伊斯蘭堡，巴基斯坦軍方於“共和國日”舉辦大閱兵，慶祝建國75週年紀念。

- 2017年3月23日，巴基斯坦總統馬姆努恩·侯賽因在首都伊斯蘭瑪巴德舉行的“巴基斯坦日”閱兵儀式上發表講話時，對中國軍隊參加“巴基斯坦日”閱兵活動表示感謝。當天上午，巴基斯坦首都舉行盛大閱兵儀式以慶祝“巴基斯坦日”，由中國人民解放軍三軍儀仗隊72人組成的受閱方隊參加了閱兵式。這是中國軍隊首次亮相這一閱兵儀式。

- 2018年3月23日，巴基斯坦在78年國慶大閱兵儀式中，派出F-16戰隼式戰機和JF-17雷電式戰機，也就是中國梟龍戰機，進行單機性能展示。現場還有中製K-8「獅子心」(Sherdils)特技小組，以6架K-8高級教練機進行特技表演。

#### 
孟加拉國武裝部隊的閱兵傳統源自巴基斯坦軍方並延續採用英國模式，其首個步兵部隊東孟加拉軍團於1948年在當時的東巴基斯坦組建，由曾在前英屬印度陸軍服役的孟加拉軍人組成。武裝部隊與邊防衛隊、警察、監獄、安薩爾、消防和民防以及國家學員軍團的青年學員會在獨立紀念日（3月26日）、武裝部隊日（11月21日）和勝利日（12月16日）參與政府於首都达卡国家阅兵场舉辦的閱兵遊行。

#### 以色列
- 1948年7月27日，以阿戰爭期間，以色列國防軍首次於特拉維夫的艾倫比街和本耶胡達街舉行軍事閱兵。
- 1949年，軍方為慶祝以色列獨立週年紀念，於特拉維夫舉行閱兵大典。但整個過程中出現插曲，因為觀禮群眾過度激動衝進閱兵場，致使這次閱兵被稱為“沒有閱兵的閱兵”。
- 1950年，以色列軍方舉辦第三次閱兵慶祝獨立紀念日，從此1951年至1968年每年於不固定的城市舉行閱兵典禮，不曾間斷。1968年以後由於財政問題，官方後來決定只在特殊場合舉行遊行活動。
- 1973年，軍方再次舉辦閱兵大典慶祝以色列獨立25週年。此後，以色列未再有盛大的公開閱兵活動。

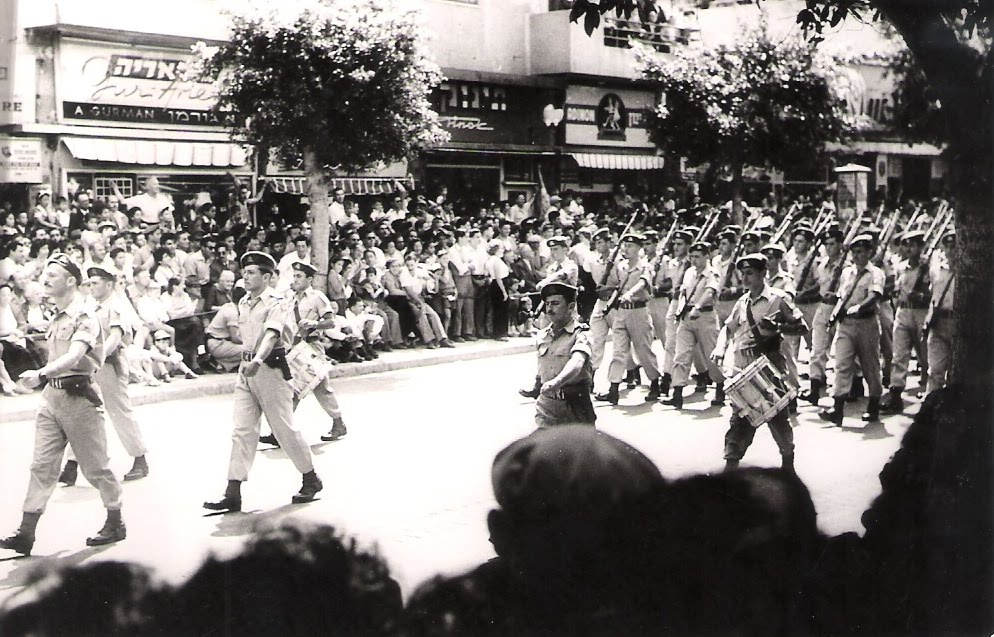
1956年的以色列獨立日閱兵
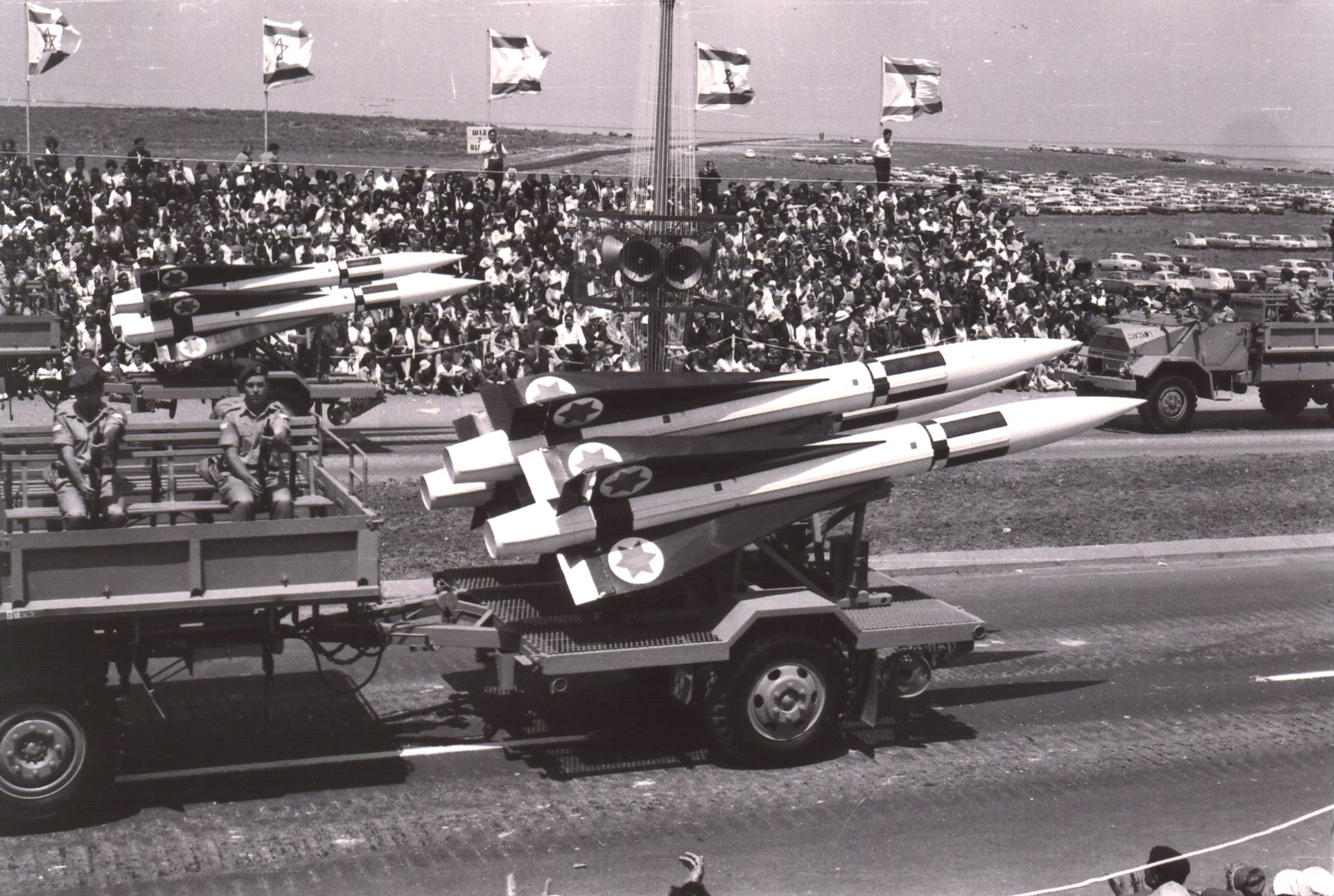
1965年的以色列獨立日閱兵

#### 土耳其

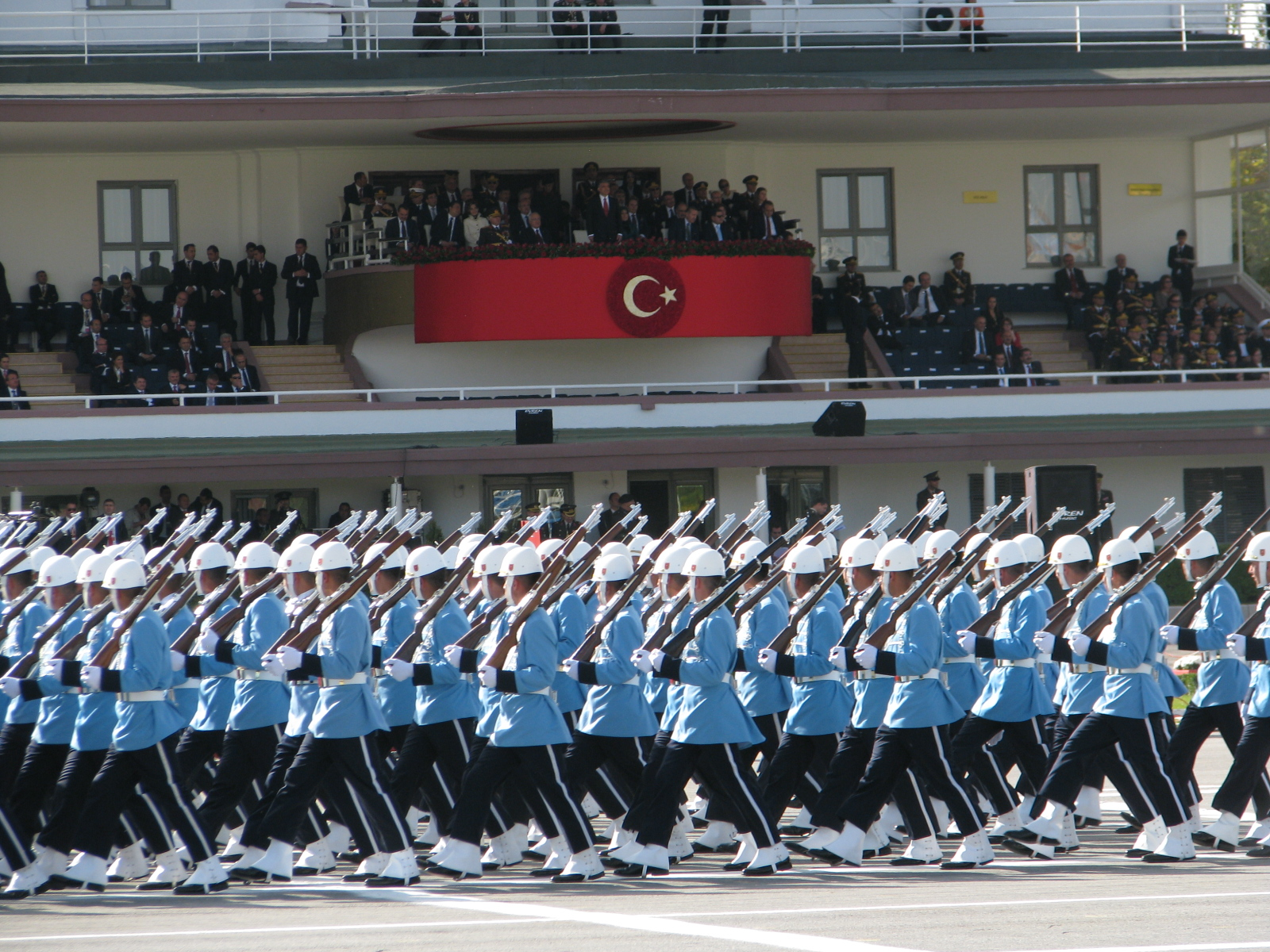
2012年10月29日土耳其國慶大會上舉辦的閱兵儀式。

土耳其在19世紀引入閱兵傳統，作為當時奧斯曼帝國陸軍和海軍西化與現代化的一環，以適應現代戰爭和軍事儀軌，現代土耳其武裝部隊承襲此一傳統，1900年代引入走正步的步操文化。目前土耳其武裝部隊及其退伍軍人舉行的閱兵儀式多擇定於4月23日國家主權和兒童節、5月19日阿塔圖爾克暨青年和運動紀念日、8月30日勝利日、10月29日共和國日舉行，其中勝利日的閱兵式是該國的主要閱兵活動，除了分列式展演之外還包括軍用車輛及航空等元素。

#### 伊朗

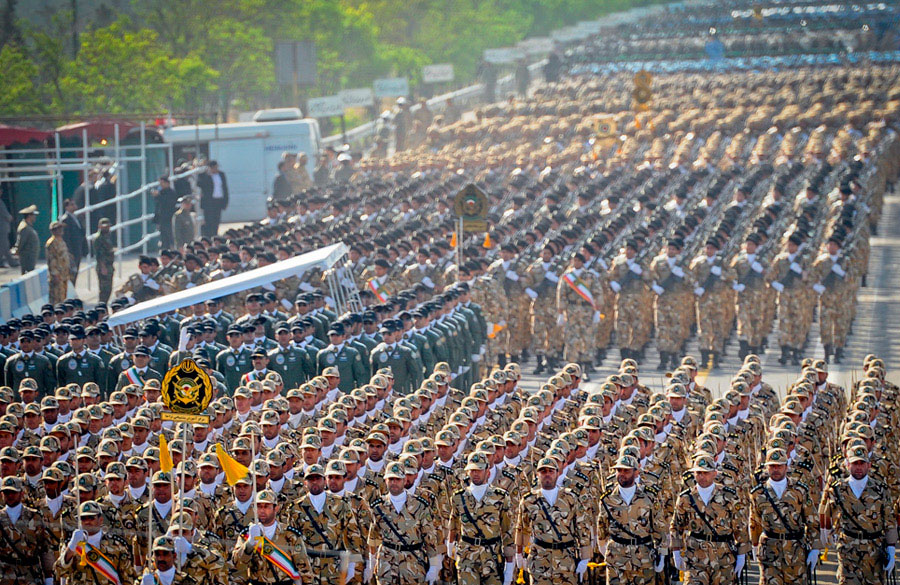
2012年伊朗建軍節閱兵

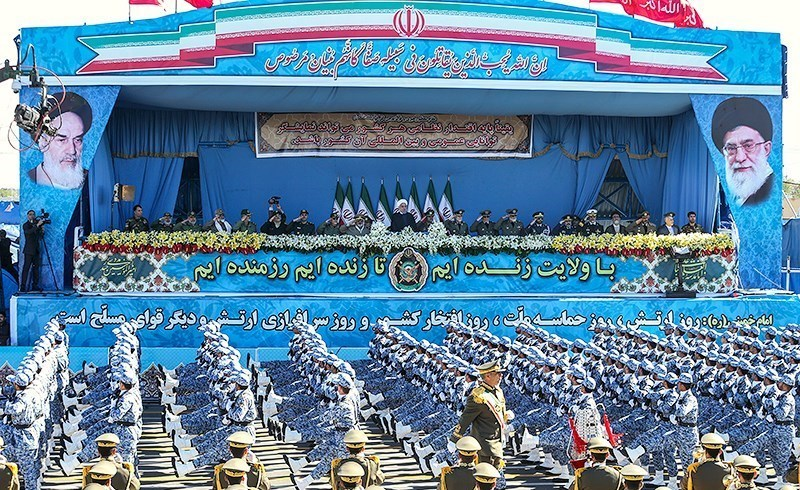
2016年伊朗建軍節閱兵

- 伊朗政府每年於4月18日及9月22日固定於德黑蘭以閱兵儀式慶祝伊朗建軍節與兩伊戰爭紀念日。

#### 伊拉克
- 1999年12月31日是20世紀的最後一天，世界各國以各種方式迎接新世紀的到來。當時的伊拉克總統薩達姆·海珊卻以一種非常特殊的方式---舉行空前規模的大閱兵來迎接新世紀的到來，以此來抗衡當時美國對伊拉克的戰爭威脅。伊拉克總統薩達姆·海珊率黨政軍高級領導人出席了閱兵式。閱兵過程中，頭戴黑色禮帽、身著便裝的薩達姆在檢閱台上親自鳴槍140多響，使閱兵氣氛格外凝重。嚴冬寒冷的空氣中瀰漫著嗆人的火藥味。
- 2002年8月8日，伊拉克與美國的火藥味越來越濃，於是以慶祝兩伊戰爭14週年的由頭，再次舉行大規模閱兵。這次，伊拉克士兵高舉薩達姆·海珊畫像，不斷高喊「保衛伊拉克、保衛薩達姆」的標語。
- 2017年12月10日，伊拉克首都舉行了一場大規模閱兵，慶祝戰勝“伊斯蘭國”組織。在此前一天，伊拉克總理阿巴迪宣布，已經將這個伊斯蘭聖戰者組織成功趕出伊拉克。據悉，這次閱兵沒有被直播，伊拉克國營媒體是唯一獲准參加的媒體。路透社的報導稱，現場人士說，伊拉克部隊在閱兵中行通過巴格達中心地區的一個大廣場，此時直升機和戰鬥機在空中飛過。
- 2019年1月6日，伊拉克慶祝建軍98週年，于首都巴格达的伊拉克军事学院举行阅兵式，总理阿卜杜勒-迈赫迪出席并发表讲话。
- 2021年1月6日，伊拉克慶祝建軍百年，于首都巴格达舉行閱兵式，多位官員發來賀電。總統巴尔哈姆·萨利赫在聲明中寫道：“伊拉克軍隊代表了國家的威望”。 總理穆斯塔法·卡迪米也表示：“無論選舉、政爭和徒勞的戰爭如何影響軍隊的進程，它仍然忠於民族和國家 ”。[74]

#### 沙烏地阿拉伯
- 2014年4月29日，沙烏地阿拉伯國王阿布杜拉在大規模的軍事演習「阿布杜拉之劍」（阿拉伯語：مناورات سيف عبد الله；英語：Abdullah Sword Maneuvers）上舉行閱兵典禮，赫然出現標有「DF-3」（東風三型）的中程彈道飛彈，還保持中國飛彈的綠色塗裝，從而揭露26年前的一樁與中國的神秘軍火交易，在世界上也僅此一例。這次軍事演習也是沙國歷年最大規模的一次軍演。

#### 阿联酋
2020年2月9日，阿拉伯聯合大公國在扎耶德空軍基地舉行閱兵儀式，阿聯酋七個酋長國的王儲均出席。該次閱兵現場展示了阿聯酋裝備的各式陸空作戰武器，其中包含美製C－17運輸機以及中國製造的SR5多管火箭發射系統。

#### 约旦

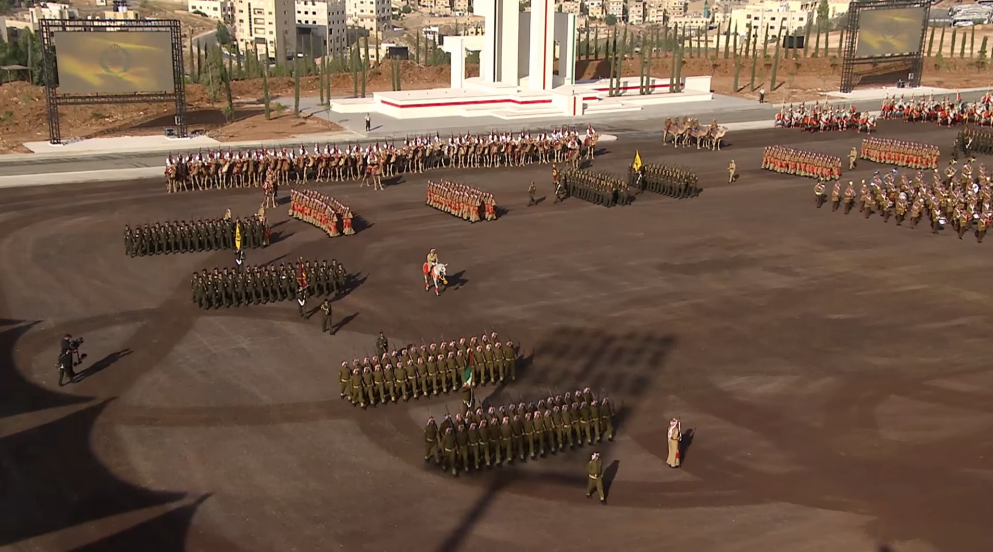
2016年約旦國王阿卜杜拉二世於Al-Rayah廣場上的閱兵式

- 2016年6月2日，約旦舉行閱兵式紀念阿拉伯大起義（Great Arab Revolt）100週年。約旦國王阿卜杜拉二世出席。
- 2021年6月11日，約旦國王阿卜杜拉二世於Al Rayah閱兵廣場舉行閱兵式紀念約旦王國的前身外約旦酋長國建國百年，並與是年的國王登基紀念日、約旦建軍節、阿拉伯大起義紀念日一併慶祝。

#### 利比亞
- 1999年9月8日，利比亞民眾國在慶祝格達費執政三十週年的慶典上舉行長達五個小時的閱兵典禮，閱兵式展示數枚遠程導彈、戰機和坦克，並有數千名士兵參與；是繼利比亞將1988年蘇格蘭洛克比空難的兩名嫌疑人移交西方審判且被國際解除制裁後的黎波里舉行的最大規模閱兵活動。格達費身著白色海軍戎裝、披著鑲滿勳章的綠色綬帶，邀請非洲統一組織在利比亞舉行特別峰會以配合其周年慶典。閱兵大典上懸掛有“非洲是非洲人的”、“西方帝國主義應對非洲的落後負責”以及“支持非洲合眾國的計劃”等標語的橫幅。[76]
- 2009年9月1日，利比亞民眾國強人格達費掌權四十週年的慶祝活動二日展開，首都的黎波里舉行閱兵典禮，為全國各地的六天活動揭開序幕。此一慶祝活動被西方媒體評為是場結合迪士尼與拉斯維加斯賭城表演的大秀。金色頭巾的舞者展現曼妙舞姿、白袍騎師帶來馬術表演，特技噴射機在頭上呼嘯而過、飛行傘施放的煙火照亮夜空，國際性舞團演繹利比亞六千年的歷史，民眾群聚港邊欣賞燦爛的煙火時，綠色雷射燈直射天際。閱兵典禮過後登場的是來自法國、義大利、澳洲等十七國的盛大軍樂隊遊行，義大利派出噴射機在天際拖曳出代表義大利國旗顏色的紅白綠煙霧。利比亞共邀請數十位西方國家元首觀禮，不過幾乎全數婉拒，除來自非洲國家的顯貴出席之外，最受矚目的貴賓應該是委內瑞拉總統烏戈·查維茲。主辦單位表示，利比亞希望藉著慶典，向世界展現成為非洲新門戶的決心，不過卻因為典禮播放上個月獲蘇格蘭政府釋放的洛克比空難主嫌返國影像的畫面而失色不少。[77]
- 2011年11月2日，在利比亞的黎波里舉行了閱兵儀式，以慶祝格達費政權倒台。
- 2011年12月8日，利比亞舉行了盛大的閱兵式，慶祝利比亞國家軍隊建立，此時利比亞前最高領導人格達費才身亡1個多月。
- 2015年8月14日，利比亞臨時政府在首都的黎波里舉辦閱兵式慶祝建軍75週年。[78]
- 2020年12月24日，利比亞在戒備森嚴的情況下在首都的黎波里市中心舉行閱兵式，慶祝獨立69週年。[79]
- 2022年8月10日，利比亞慶祝建軍82週年於首都的黎波里烈士廣場舉辦閱兵大典，民族團結政府總理阿卜杜勒·哈米德·德贝巴與總統委員會主席穆罕默德·門菲出席該次活動。[80]
- 2023年8月9日，利比亞慶祝建軍83週年於首都的黎波里烈士廣場舉辦閱兵大典。[81]

#### 埃及
- 1957年7月7日，埃及在開羅古穆里斯廣場舉辦慶祝7月23日革命五週年閱兵式，總統納賽爾和總司令兼戰爭部長阿卜杜勒·哈基姆·阿梅尔將軍出席檢閱受閱部隊。
- 1959年7月7日，埃及開羅舉辦慶祝革命七週年閱兵式，大批人群參加了在尼羅河濱海路舉行的盛大閱兵式。
- 1977年10月7日，埃及慶祝“十月戰爭”勝利4週年舉辦閱兵儀式。
- 1981年10月6日，埃及總統安瓦爾·薩達特在參加專為慶祝埃及“十月戰爭”勝利8週年而舉行的閱兵式中遇刺身亡。坐在檢閱台右台的中國軍事專家張寶玉傷重不治。
- 2023年10月以哈戰爭期間，埃及邊境哨所遭以色列國防軍「誤轟」後，埃及總統塞西在西奈半島舉辦「戰爭檢閱」，埃及第三野戰軍第四師參與受閱。

## 阅兵时间
由于文化等方面的原因，部分国家（如美国）一般不举行大规模的公开阅兵式；也有一部分国家只有在每隔5年或10年（如中国）才举行一次大规模的公开阅兵。各国的阅兵时间通常是：
- 中国大陆（一般为10月1日中华人民共和国成立纪念日、現在每十年舉行一次，曾在8月1日中国人民解放军建军纪念日、9月3日中国抗日战争胜利纪念日中阅兵，并在7月1日中国共产党建党纪念日中举行过大规模空中分列式）
- 俄罗斯（一般为5月9日苏联卫国战争胜利日、11月7日军人荣誉日、莫斯科红场军事阅兵日、纪念苏联1941年11月7日红场阅兵式举行日、十月革命日（原十月革命节、和谐和解日）、7月31日俄罗斯海军节（进行海军阅兵））
- 保加利亞（一般为5月6日保加利亞武裝部隊日（英语：Armed Forces Day (Bangladesh)））
- 白俄罗斯（一般为5月9日苏联卫国战争胜利日和7月3日独立与解放日）
- 乌克兰（一般为5月9日苏联卫国战争胜利日和8月24日独立日）
- 土庫曼（一般为10月27日土庫曼獨立日（英语：Turkmen Independence Day Parade））
- 英国（一般为6月第一个、第二个或第三个星期六（即英王寿辰））
- 法国（一般为5月8日二次大战欧洲战场胜利日和7月14日法国大革命纪念日）
- 意大利（一般为6月2日意大利共和国成立纪念日）
- 西班牙（一般为10月12日哥伦布发现美洲大陆纪念日）
- 比利時（一般为7月21日比利時國慶日）
- 希臘（一般为3月25日希臘獨立日）
- 朝鲜（曾在1月14日工农赤卫军建军纪念日、4月15日太陽節、4月25日朝鲜人民军建军节、9月9日朝鲜国庆节和10月10日朝鮮勞動黨黨慶，现在每年的阅兵时间不定，通常视政治风气而变）
- 古巴（一般为12月2日古巴革命武装力量建立日）
- 緬甸（一般为3月27日緬甸建軍節）
- 印度（一般为1月26日印度共和国成立纪念日）
- 巴基斯坦（一般为3月23日巴基斯坦國慶日）
- 印尼（一般为8月17日印尼國慶日和10月5日印尼武裝部隊日（英语：Indonesian National Armed Forces Day））
- 新加坡（一般为8月9日新加坡国庆慶典）
- 黎巴嫩（一般为11月22日黎巴嫩獨立日）
- 巴西（一般为9月7日巴西國慶日）
- 墨西哥（一般为9月16日墨西哥國慶日（英语：September 16 military parade））
- 秘魯（一般为7月29日秘魯國慶日大閱兵（英语：Great Military Parade of Peru））
- 智利（一般为9月18日智利國慶日大閱兵（英语：Great Military Parade of Chile）或9月19日智利建軍節（英语：Fiestas Patrias (Chile)））
- 日本（一般為11月1日日本自衛隊成立纪念日（日语：自衛隊記念日），每三年舉行一次，大部分提前於10月28日舉行中央観閲式（日语：中央観閲式））
- 韓國（一般为10月1日南韓建軍節，1956年至1978年每年舉行一次，1979年至1990年每三年舉行一次，現在每五年舉行一次）
- 越南（一般为9月2日越南國慶日、通常每十年在河内舉行一次，也曾在4月30日解放南方统一日中于胡志明市举行阅兵[82]）
- 南非（一般为2月21日南非武裝力量日）
- 马来西亚（一般为8月31日马来西亚独立日）

## 延伸阅读
[在维基数据编辑]
 《欽定古今圖書集成·經濟彙編·戎政典·校閱部》，出自陈梦雷《古今圖書集成》